# ミュージックステーション
『ミュージックステーション』（英: MUSIC STATION）は、テレビ朝日系で1986年（昭和61年）10月24日から毎週金曜日に生放送されている音楽番組。2019年（令和元年）10月18日より21:00 - 21:54（JST）に放送されている。ステレオ放送、ハイビジョン制作、連動データ放送、リアルタイム字幕放送。通称は「Mステ」（エムステ）「Mステーション」（エムステーション）。過去には「MS」（エムエス）という通称名もあった。
本項目では、本番組直前に生放送されていたミニ番組『ミニステ』についても扱う。

## 概要
1985年（昭和60年）10月7日に開始した『ニュースステーション』から派生し、同番組のタイトルにある『ステーション』を冠した記念すべき第1号の番組。『ステーション』を冠した理由について番組開始当時、「新しい形式のニュース番組として定着していた『ニュースステーション』にあやかって、その音楽版という意味で『ミュージックステーション』と名付けた」と説明している。同局制作のゴールデンタイムの音楽番組としては『ザ・ベストヒット'83』以来3年ぶりとなる。
金曜20時台で長年に渡り放送してきた『ワールドプロレスリング』に替わり、1986年（昭和61年）10月24日から新設した生放送の音楽番組で、2024年現在、放送38年目に突入した長寿番組である。当番組の総合司会を務めるタモリが現在、レギュラー番組の司会を務める番組の中では最長の長さである。放送回数は2010年で1000回を超え、同年2月5日の放送分では「ミュージックステーション1000回記念スペシャル」が放送された。また、これまで番組で披露された楽曲は8300曲以上にのぼる。
「楽曲を聴かせること」を番組のコンセプトとしている。原則として、毎回数組のゲストアーティストが、生放送でスタジオライブを行う（年数回（冬・夏のスペシャルなど）ライブのない回もある。詳細は後述）。また、歌手やバンドだけでなく演奏者など音楽家、俳優・女優、声優、お笑い芸人、YouTuber、プロレスラーなどもゲストアーティストとして生出演をする。スタジオライブの合間には、司会者とゲストアーティストのトーク、様々なコーナーや企画も展開される。
2010年代以降、若年層向けJ-POP系の歌手が主に出演し、ゴールデン・プライムタイムでレギュラー放送している地上波テレビの音楽番組は、放送時期によっては本番組のみということもある。そのため、新人歌手・バンドの多くはこの番組の出演を目標に掲げているとされている。
当番組は2014年（平成26年）7月からテレビ朝日の会長・CEOを務める早河洋が、制作プロデューサー時代に制作に携わっていた。現在では、本番組が早河の制作プロデューサー時代に自身が携わった番組で唯一継続している。
2019年10月改編で放送時間を1時間繰り下げ、金曜21時枠へ移動した。同年10月18日に開かれた「『テレ朝金曜3番組』合同記者会見」で番組総合司会のタモリが、以前の20時からだと最近は若い人が家にいないため、と説明している。
2021年10月14日には、「同一司会者による生放送音楽番組の最長放送」としてギネス世界記録に認定された（後述参照）。

## 出演者

### 総合司会
- タモリ[15]（2代目、1987年4月3日 - ）
  - マイクの色は黒  。

### サブ司会
- 鈴木新彩[16]（11代目、2022年10月7日 - ）
  - マイクの色は黄色  [17]。

### 過去の出演者
| 期間       | 期間       | 総合司会 | サブ司会   | スタジオサブ |
| ---------- | ---------- | -------- | ---------- | ------------ |
| 1986.10.24 | 1987.3.6   | 関口宏1  | 中原理恵1  | 早見優2・3   |
| 1987.3.13  | 1987.3.27  | （不在） | 中原理恵1  | 早見優2・3   |
| 1987.4.3   | 1987.12.25 | タモリ4  | 中原理恵1  | 松井康真     |
| 1988.1.8   | 1989.3.31  | タモリ4  | 松井康真5  | （不在）     |
| 1989.4.14  | 1990.3.23  | タモリ4  | 松井康真5  | 木下智佳子6  |
| 1990.4.13  | 1993.3.19  | タモリ4  | 生島ヒロシ | （不在）     |
| 1993.4.9   | 1993.9.24  | タモリ4  | 生島ヒロシ | 有賀さつき   |
| 1993.10.15 | 1996.3.22  | タモリ4  | 有賀さつき | （廃止）     |
| 1996.4.5   | 2000.3.31  | タモリ4  | 下平さやか | （廃止）     |
| 2000.4.14  | 2004.3.12  | タモリ4  | 武内絵美   | （廃止）     |
| 2004.4.9   | 2008.9.12  | タモリ4  | 堂真理子   | （廃止）     |
| 2008.10.3  | 2013.9.27  | タモリ4  | 竹内由恵   | （廃止）     |
| 2013.10.18 | 2018.9.17  | タモリ4  | 弘中綾香   | （廃止）     |
| 2018.10.23 | 2022.9.23  | タモリ4  | 並木万里菜 | （廃止）     |
| 2022.10.7  | 現在       | タモリ4  | 鈴木新彩   | （廃止）     |

- 1 開始当初は「ミュージックキャスター」の肩書扱い[19]。関口降板からタモリが総合司会に就任までは、中原単独で番組進行。
- 2 開始当初は「洋楽キャスター」の肩書扱い[19]。基本的に番組進行には加わらず、事実上番組レギュラー扱い[19]。
- 3 1987年4月以降も、番組レギュラー兼コーナー（YOU POP INFORMATION）担当として1988年3月18日まで出演。歌手としては、1989年5月12日の出演が2022年時点では最後[24]。
- 4 1987年4月から12月までは番組中盤で一時中座し、中原・松井のみで進行。
- 5 1987年9月21日から1988年4月1日まで『ニュースステーション』スポーツキャスターと兼務。
- 6 中継リポーター兼務。

補足
- 関口・早見・タモリ・中原・生島・有賀以外は、全員テレビ朝日のアナウンサー（当時・現職を含む）[15][22][20]。
- サブ司会については、入社してすぐの若手アナウンサーが起用されるケースが多く、堂以降は全員入社1年目のアナウンサーがサブ司会に抜擢されている。
- タモリは2001年11月にゴルフ事故の検査入院で、2009年7月には精密検査（人間ドック）と白内障手術に伴う健康面の問題で休養した事で、武内絵美（2001年）・竹内由恵（2009年）が総合司会代理を務め、トークについてはその回の出演アーティストによるリレー形式で行った[25]。
- 松井は、1986年の番組開始から15秒間のクロスプログラムの生放送も担当[20]。以後、サブ司会がクロスプログラムを兼任した（15秒間のクロスプログラムは、その後『ミニステ』に受け継がれた）。
- 並木は、2022年1月21日放送回を新型コロナウイルス感染症の陽性が確認されたため欠席。前任者である弘中綾香がサブ司会を代演[26]。
- 鈴木は、2023年9月8日放送回を体調不良で欠席。5代目サブ司会の下平さやかが代演。下平は2000年以来、約23年半ぶりの出演となった[27]。またマイクカラーは、下平がレギュラー出演していた当時と同じピンク色で用意された。

### ナレーター
現在
- 服部潤[28]（2005年4月1日 - ）
- 上坂すみれ[28]（2017年7月28日 - ）[注 13]
- 佐倉綾音[28]（2017年8月25日 - ）[注 14]
- 神谷浩史 [28]（2019年10月18日 - ）[注 15]

過去
- ウォード・セクストン（Ward Sextion）[注 16]（1994年4月 - 2021年5月）
- 村井かずさ[28]（登板時期不明 - 2005年6月）
- 皆口裕子[28]
- ユキ・ラインハート（2005年7月 - 2017年7月）

## 沿革

### 初期（関口宏、初代総合司会就任後）
初代総合司会は、当番組開始前に日曜昼に放送を行っていた、同局の音楽番組『歌謡ドッキリ大放送』のメイン司会を務めていた関口宏が担当。サブMCには歌手の中原理恵、洋楽担当として同じく歌手の早見優を起用した。これは、「最近（1986年当時）の若者向けの歌番組と違って、金曜日の夜8時らしく、若者を中心としながらも、家族そろって楽しめる一時間にしたい」というテレビ朝日側のねらいに沿ったキャスティングである。番組開始当初は、若年層向けのアイドル歌手から、流行歌・歌謡曲の歌手、中高年向けの演歌歌手まで出演する「ファミリー向け」の音楽番組であった。演奏は、他番組と同様にオーケストラ（羽鳥幸次とスイングフェイス、指揮・小野寺忠和）による生演奏を用いて、楽曲を演奏・披露するというスタイルをとっていた。全国各地からの中継も度々行われた。放送開始時のキャッチコピーは「こちら音楽情報局」。
しかし、1986年10月24日の第1回目の視聴率は8.1%と苦戦し、第3回目の11月7日放送分では3.7%に下落。12月5日放送分で10.5%と初めて二桁を記録するも、以後低視聴率が続いた。
この当時から現在まで続く名残の一つに、番組ノベルティとして出演者に配られるボックスティッシュがある。元々は「安い値段でたくさん作れて、全ての人々が必要なもの」として企画されたもので、当時は他にも「毛玉取り機」や「爪やすり」などが存在したが、2025年現在残っているのはティッシュのみ。出演者からは「伝説のMステティッシュ」、「Mステに出てティッシュをもらうことが目標」などと評されている。ちなみに出演者に配られるのは長らく「5箱1パック」のものだったが、2022年のスーパーライブでは「3箱1パック」に変更されていたことが話題となった。

### 中 - 後期（タモリ、2代目総合司会就任後から現在）
1987年（昭和62年）4月3日より、タモリが2代目総合司会に就任した。タモリのテレビ朝日の生放送の歌番組の司会就任は、『夢のビッグスタジオ』以来5年ぶりであった。
これと前後して、光GENJI、そして1990年代以降は光GENJIが所属していたジャニーズ事務所所属の男性アイドルグループのレギュラー出演が定着したことなどにより、明確に「若年層向け」の音楽番組へと路線を転換した。
関口からタモリに総合司会交代後も、1989年の放送回では二桁を記録した回が6回のみと低空飛行が続いた。1989年に入ると、音楽自体の多様化に拍車がかかり、同年10月には『ザ・ベストテン』が終了。翌1990年3月には『歌のトップテン』、10月には『夜のヒットスタジオ』が相次いで終了するも、ゴールデン・プライムタイムで唯一の歌番組として継続した。その理由について、新聞記事のインタビューで三倉文宏プロデューサー（当時）は、「歌番組には、セット作りや照明など、独特のノウハウが必要。一度絶やしてしまうと次の体制づくりが大変なので、できるだけ続けようという社内的コンセンサスがあった」と答え、同じく山本たかおプロデューサー（当時）は「10代、20代にターゲットを絞った」ことが続いた理由と語っている。
1990年代初頭に入ると、視聴率は10％前後を推移していた。その後、90年代中盤になると、裏番組で当時番組内から誕生したユニットであるポケットビスケッツ（略してポケビ）、ブラックビスケッツ（同じくブラビ）などの人気により、全盛期に入っていた日本テレビ系列『ウッチャンナンチャンのウリナリ!!』に苦戦を強いられた時期があったものの、1999年には後述の宇多田ヒカル人気もあり、視聴率が再び20％台に乗った。金曜20時台は一時期、日本テレビ対テレビ朝日で2強状態が長らく続き、最終的に2002年3月には最大の相手であった同番組を終了に追い込んでいる。また、同時に他局でもゴールデン・プライムタイムで歌番組が復活するようにもなった。
2010年代に入ると、90年代後半から2000年代の音楽番組業界を牽引した歌番組が相次いで終了。2010年に『うたばん』、2012年に『HEY!HEY!HEY! MUSIC CHAMP』が終了した。また、2014年には『僕らの音楽』・『新堂本兄弟』・『1番ソングSHOW』が相次いで終了するも、当番組は継続した。
金曜20時台の末期（2010年代後半）では、通常放送の平均視聴率が6 - 9%台とやや低調な傾向にあった。また、番組内容は、従来のスタジオライブ・トークのほか、バラエティテイストなVTR企画も増えていった。
2019年（令和元年）10月18日から、放送時間が21:00 - 21:54に繰り下がった。18日の3時間SPの視聴率は10%台であり、21時開始となった最初の放送である2019年10月25日の視聴率は6.7%であった。2020年1月以降は、移動前と同等の6 - 8%台で推移している。
2021年（令和3年）10月14日、同年9月17日放送時点でタモリが司会に就任してからの在任期間が34年168日、放送回数が1365回に達し、「同一司会者による生放送音楽番組の最長放送」としてギネス世界記録に認定されたことが発表された。タモリとしては、フジテレビ『森田一義アワー 笑っていいとも!』以来2度目のギネス認定となる。

## 放送時間の変遷
すべて日本時間（JST）で記す。
| 期間       | 期間      | 放送時間 （レギュラー放送） | 放送時間 （スペシャル放送） | 放送時間 （スペシャル放送）          |
| 期間       | 期間      | 放送時間 （レギュラー放送） | 春・秋 ↓ 春 ↓ 春・秋        | 冬・夏 ↓ 冬・夏・秋 ↓ 冬・春・夏・秋 |
| ---------- | --------- | --------------------------- | --------------------------- | ------------------------------------ |
| 1986.10.24 | 2000.3.24 | 20:00 - 20:54 （54分）      | 19:00 - 21:54 （174分）     | 20:00 - 21:54 （114分）              |
| 2000.3.31  | 2000.10.6 | 19:54 - 20:48 （54分）      | 19:00 - 21:48 （168分）     | 19:54 - 21:48 （114分）              |
| 2000.10.20 | 2019.9.13 | 20:00 - 20:54 （54分）      | 19:00 - 21:48 （168分）     | 20:00 - 21:48 （108分）              |
| 2019.10.18 | 2020.10.2 | 21:00 - 21:54 （54分）      | 19:00 - 21:48 （168分）     | 20:00 - 21:48 （108分）              |
| 2020.10.16 | 2021.9.24 | 21:00 - 21:54 （54分）      | 18:45 - 21:48 （183分）     | 20:00 - 21:48 （108分）              |
| 2021.10.15 | 現在      | 21:00 - 21:54 （54分）      | 18:50 - 21:48 （178分）     | 20:00 - 21:48 （108分）              |

備考
- 第1回は19:30からの拡大生放送であった。
- 1990年代までは春・秋の3時間スペシャル、冬・夏の2時間スペシャルは終了時間が21:54だったが、2000年代以降は報道番組『ニュースステーション』が2000年3月27日より、21:54からのスタートを実施したことに伴い、終了時間も21:48と6分短縮された。
- 前述のとおり、2000年4月14日から9月15日までは、当番組のフライングスタートに伴い、開始時刻を6分前倒し、フライングスタートを実施していたが、20時枠番組のフライング体制廃止により、同年10月20日より元の20:00スタートに戻った。また、2001年10月より21時枠番組のフライング体制も廃止されたため、2002年9月まではミニ番組『ミュージックステーションNEXT』を設置した。
- 2020年6月12日から、番組が15秒前倒しでスタートするようになった。20:59:45 - 21:00:00は厳密には前枠「世界の街道をゆく」に属する。字幕放送は、21:00:00から始まるためこの15秒間は無し。
  - ただし、前倒しで放送されるのは不定期であり、通常通り21:00:00から始まる週もある。

## 記録

### アーティスト別出演回数
| 位 | アーティスト名                          | 回  | 備考                    |
| -- | --------------------------------------- | --- | ----------------------- |
| 1  | 光GENJI                                 | 233 |                         |
| 2  | TOKIO                                   | 143 |                         |
| 3  | 嵐                                      | 140 |                         |
| 4  | V6                                      | 133 | [ 注 22 ] [ 54 ] [ 55 ] |
| 5  | SMAP                                    | 129 |                         |
| 6  | KinKi Kids                              | 118 |                         |
| 7  | AKB48                                   | 108 |                         |
| 8  | aiko                                    | 90  |                         |
| 9  | 浜崎あゆみ                              | 88  |                         |
| 9  | 関ジャニ∞                               | 88  |                         |
| 11 | KAT-TUN                                 | 81  |                         |
| 12 | 森高千里                                | 79  |                         |
| 12 | ポルノグラフィティ                      | 79  |                         |
| 14 | 工藤静香                                | 77  |                         |
| 15 | GLAY                                    | 74  |                         |
| 16 | 福山雅治                                | 69  |                         |
| 17 | モーニング娘。                          | 67  |                         |
| 18 | 安室奈美恵                              | 65  |                         |
| 19 | 近藤真彦                                | 64  |                         |
| 19 | Hey! Say! JUMP                          | 64  |                         |
| 21 | Perfume                                 | 61  |                         |
| 22 | いきものがかり                          | 60  |                         |
| 22 | L'Arc～en～Ciel                         | 60  |                         |
| 24 | NEWS                                    | 59  |                         |
| 25 | 中森明菜                                | 55  |                         |
| 26 | コブクロ                                | 54  |                         |
| 27 | 少年隊                                  | 53  |                         |
| 27 | 三代目 J Soul Brothers from EXILE TRIBE | 53  |                         |
| 29 | B'z                                     | 53  |                         |
| 30 | 荻野目洋子                              | 50  |                         |
| 30 | TUBE                                    | 50  |                         |

※2021年12月まで

### 各回の放送節目回
- 1988年12月9日

放送回数100回
- 1990年9月28日

「ミュージックステーション 5周年記念スペシャル」
- 1991年3月15日

放送回数200回
- 1993年8月27日

「ミュージックステーション300回記念スペシャル」
- 1996年9月27日

「ミュージックステーションスペシャル ありがとう10周年」
- 1996年10月4日

「ミュージックステーション 10周年記念スペシャル」
- 1996年12月27日

「450回記念 ミュージックステーションスペシャル スーパーライブ96」
- 1997年12月26日

「500回記念 ミュージックステーションスペシャル スーパーライブ97」
- 2000年1月1日

「ミュージックステーションミレミアムスペシャル」
- 2001年9月28日

「ミュージックステーション 15周年スペシャル」
- 2005年2月18日

「ミュージックステーション800回スペシャル」
- 2005年10月7日

「ミュージックステーション20周年突入記念・3時間スペシャル!!」
- 2005年12月23日

「ミュージックステーション20周年記念 スーパーライブ2005 in 幕張」
- 2006年9月22日

「ミュージックステーション 20周年記念2時間スペシャル」
- 2006年10月13日

「ミュージックステーション 20周年記念3時間スペシャル」
- 2010年2月12日

「ミュージックステーション1000回記念スペシャル」
- 2011年9月16日

「ミュージックステーション 25周年記念 3時間SP」
- 2015年9月23日

「30年目突入！史上初の10時間SP MUSIC STATION ウルトラFES」
- 2016年9月19日

「30周年記念特別番組 MUSIC STATION ウルトラFES」
- 2018年12月21日

「ミュージックステーション スーパーライブ2018」（通算放送回数1300回）
- 2021年10月15日

「ミュージックステーション 35周年記念4時間スペシャル」
- 2022年4月22日

放送回数1400回

## コーナー
1996年以降「シングルランキング」コーナー以外にレギュラーコーナーは無かったが、2002年以降「Mステ秘宝館」や「Young Guns（YG）」など、コーナーが増えつつある。2010年からは「BIRTH YEAR SONGS」などといった名曲コーナーが誕生している。
2019年10月の番組リニューアル以降、アーティストの歌唱曲・パフォーマンス内容を、スマートフォンによる視聴者投票で決める生投票企画を、スペシャル放送・スーパーライブなどで行っている。

### 現在のコーナー
Mステランキング
- 2017年11月から開始。「MUSIC TOPICS」をリニューアルしたメインコーナー。初回のタイトルは「Mトピランキング」であった。
- あるテーマに沿った楽曲を一般アンケートや街頭インタビューを行って集計し、ランキングを作成。そのテーマに沿ってランクインした楽曲を発表する。また、その回に出演するアーティストにちなんだランキングを実施・発表されることがある。
  - 2017年12月からは「〇〇特集」と題し、その日出演のゲストによる楽曲などをまつわるコーナー、そして全国の現役高校生のダンス部が、今流行りの楽曲などを取り入れたパフォーマンスする内容に変わった。これは、2017年にブレイクし、大きな反響を呼んだ大阪府立登美丘高等学校ダンス部により、ネタとなった『バブリーダンス』がモチーフとされている。パフォーマンスを披露する際は、校舎や室内を利用し、ドローンやハイビジョン用カメラが使用される。
  - 2018年からは「親から教わった好きな曲」と題して、現役高校生や若者を中心に取材を受けてランキング形式に集計。また、現地で子が親に直接電話し、当時のエピソードなどを振り返ったりすることもある。
  - 2019年5月、6月、8月は、その年に開催された『ミュージックステーションスーパーライブ』の模様を振り返る「Mステ一気見せ！あの年のSUPER LIVE」を放送した[72][73][74]。

Spotlight
- 2021年1月15日放送分から開始。次世代アーティストにフォーカスし、Ｍステセットでの歌唱映像、アーティスト紹介を、番組公式YouTubeで公開していくシリーズ企画[75][10][8]。
  - 第1弾 : 須田景凪「veil」[75][76]
  - 第2弾 : Tempalay「大東京万博」[77][78]
  - 第3弾 : eill「片っぽ」[79]
  - 第4弾 : C&K「みかんハート」[80]
  - 第5弾 : WONK「FLOWERS」[81]
  - 第6弾 : KANDYTOWN「One More Dance」[注 27][82]
  - 第7弾 : カネコアヤノ「抱擁」[83]
  - 第8弾 : NakamuraEmi「YAMABIKO」[84]
  - 第9弾 : yonawo「哀してる」[85]
  - 第10弾 : Hump Back「星丘公園」[86]
  - 第11弾 : 向井太一 「リセット」[87]
  - 第12弾 : FIVE NEW OLD 「Summertime」[88]
  - 第13弾 : ROTH BART BARON 「Ubugoe」[89]
  - 第14弾 : ハンブレッダーズ「再生」[90]
  - 第15弾 : kiki vivi lily「Lazy」[91]
  - 第16弾 : BREIMEN「MUSICA」[92]
  - 第17弾 : AAAMYYY「あの笑み feat. ano」[注 28][93]

速報!今週1番聴かれた曲TOP50
- 2025年1月24日放送分から開始[94]。CD売上、ストリーミング、カラオケ、YouTube再生数などによる、Billboard Japanの最新ミュージックランキングTOP50を発表。その中から注目曲、アーティストの情報を紹介する[94][95]。

### 過去のコーナー
THIS WEEK'S BEST10→SINGLE RANKING BEST10 → CD SINGLE RANKING
- 毎週、1週間を通じて番組が独自に音楽リサーチ会社（オリコンチャート）に依頼して作成・集計した『シングルCDランキング BEST10』を発表する。
  - 過去には『アルバムランキングBEST10』や『DVDランキングBEST10』も紹介されていた。
  - 当番組が毎週金曜日に生放送されるため、オリコンなどの週間チャートとは順位が異なる。（少なくとも）公式には独自集計としているため、オリコンデイリーチャートで3位まで公表されている推定売上枚数（以前は指数）の合計から導かれる順位とは必ずしも一致しない。また、実際のオリコンより1週間早い。
  - 集計期間は金曜日から木曜日となることや、毎年1月最初の放送では、「年間ランキングBEST50」（2003年のみBEST100）、6月最後及び7月最初の放送には上半期（1月 - 6月）BEST50を発表する（2009年のみBEST20）。2010年以降は、年間・上半期共に放送されていない。1990年代にはゲスト席の後ろの左側にあるランキングボードに今週のベスト10が表示されていた。順位発表は普段PVだが、シングル曲を発売前に『ミュージックステーション』で披露した場合その時の映像になる（両A面で違う曲を歌う場合を除く）。
  - コーナー開始当初は番組後半に行われていたが、その後は、1曲目終了後に行っていた。2010年2月に後述の「BIRTH YEAR SONGS」開始後は、そのコーナーと入れ替わりで2曲目の後に行うようになった（現在は20:30過ぎ頃に行っている）。
  - 2013年8月23日生放送分からは「MUSIC TOPICS（Mトピ）」に内包される形で放送されていたが、現在は数組のアーティスト披露後、あるいは「Mトピ」内での放送になることもある。その場合、前者は10位から1位までPV付きで紹介されるが、後者は10位から6位は表にまとめられ5位から1位までがPVもしくは披露した際のVTR付きで紹介される。
  - 2015年頃から6位〜10位の映像が省略されるなど、ランキングが大幅に省略されることが多くなっていった。最末期にはビルボードランキングや他のVTRコーナーと入れ換わる形で休止されることが増え、ランキングが放送されても1位のみの発表にとどまることもあった。最終的には2017年2月24日生放送分が最後のランキング放送となり、コーナーは終了となった。2018年現在、公式サイトからも過去のランキングのバックナンバーが削除されている。

1001名曲大全集
- 放送当時現在のヒット曲や「心に残る一曲」まで視聴者に「私の好きなこの一曲」を募集し[1]、毎回その中から選ばれた1曲を歌って、日本版名曲大全集を作ろうとしていた番組開始初期のコーナー。初回（1986年10月24日）はチェッカーズがザ・タイガースの『シーサイド・バウンド』を披露した。

スターモーニングコール（関口司会担当時代）
- 事前に応募した30字以内の目覚ましのメッセージと寝顔の写真を同封し、出演するアーティストが生放送で目覚まし時計に録音して吹き込んでもらうもの。

隠密カメラ（関口司会担当時代）
- 超小型の隠しカメラで、出演したアーティストの知られざる様子を撮影した映像を紹介するコーナー。

YOU POP INFORMATION
- 早見優が担当していた初期の洋楽情報コーナー。

がんばれ!先輩
- 1986年末から1987年夏にかけて行われていた企画。
- 毎回、ゲストアーティストの誰かの母校（主に小学校）の後輩達が生中継で出演していた。
  - リポーターは藤井暁（当時テレビ朝日アナウンサー）。

CNNのコーナー
- 正式名称はないが、テレビ朝日と提携していたCNNの映像を紹介する番組開始初期のコーナー。

アルバムランキング
- 内容は「シングルランキング」と同じで、開始当初は「アルバムランキングベスト10」に関する映像を「シングルランキング」と同様に全て放送していた。
  - 2005年3月頃に一旦終了したが、2006年1月27日の放送で復活した。復活後は、当日出演しているゲストアーティストの作品や番組が注目するアルバムを1ないし2作品紹介していた。
  - 「着うたランキング」が開始されると、まとめて放送されるようになった。
  - 復活当初は不定期だったが、2010年9月に事実上終了するまでは、ほぼ毎週このコーナーが放送されていた。

ジャストフィットシリーズ
- 音楽をテーマにしたミニドラマで、1992年に開始。
  - 「ジャストフィット家の人々」[96]、「Just Fitの名のもとに」、「ジャストフィット相談室」といったタイトルが出て、その後、ワンシーンのシチュエーションが出てくるので、「このシチュエーションにジャストフィットする音楽は？」に対して、一般のアンケートやゲストアーティストの意見を元に紹介するというコーナーで、1996年3月頃に終了した。ミニドラマには原田龍二と原久美子、田口浩正が出演した[96][97]。ミニドラマ最終回には原田がスタジオにゲスト出演した。

My Just Fit
- ゲストアーティストの曲の歌詞の一節を虫食いにして、「あなたならこの部分になんという言葉を当てはめるか？」と他のゲストアーティストに問うコーナー。こちらも「ジャストフィットシリーズ」と同様、1996年6月頃に終了した。

免許証拝見コーナー
- ゲストアーティストが自らの運転免許証を持ち寄って普段の顔と“テレビ映り”の顔とのギャップを見比べるのが恒例となっていた。コーナーの発端は奥田民生が自らの免許証を持参したことがきっかけでスタート。2003年頃に終了した。

MUSIC STATION NEXT
- 番組終了後に放送されていた次回予告のミニ番組。2001年10月から2002年9月まで行われていた。

視聴者からの質問
- 2004年頃から始まった企画。番組ホームページで応募された視聴者からゲストアーティストへの質問を本人が答えていくもの。
  - 2005年4月の番組リニューアルからは行わなくなり、7月の番組ホームページ、リニューアル時に応募も無くなったためこの企画はほぼ廃止した。後に「MUSIC QUESTION?」のコーナーへ移行された。

Mステ秘宝館
- 2005年1月21日生放送分からスタート。
  - 『ミュージックステーション』放送開始20周年を記念して設けられ、人気のゲストアーティストの初登場シーンや『ミュージックステーション』の舞台裏が覗けるなど秘蔵映像、トーク名場面を公開したコーナー。このコーナーではタモリが館長役、堂が副館長役という設定である。
  - 2005年4月22日放送分からは、その回のゲストアーティストのリクエスト（○年△月 - ×月）による形式になった。2005年10月7日放送分の「20周年突入記念スペシャル」を最後に終了した。

Young Guns
- 2005年2月18日生放送分の800回スペシャルからスタート。記念すべき一組目のアーティストはHIGH and MIGHTY COLOR。不定期で放送されていた。
- これから活躍が期待されるゲストアーティストが出演した際に、その人物について詳しく紹介するコーナー。
  - 基本的に1回出演したアーティストはこのコーナーでは再び紹介されないが、9mm Parabellum Bulletのみ、2009年6月と2010年4月の2回で紹介されている。

着うたランキング
- 2005年5月20日生放送分からスタート。
  - 「シングルランキングBEST3」発表の前に発表される。2009年4月からは「シングルランキングBEST10」の前に順番が変更になった。「レコチョク」（旧・レコード会社直営♪）が集計した、「着うたランキングBEST20」が発表される（2009年8月5日放送分からBEST10に変更）。また、ランキングとは別に、注目の着うた楽曲も2、3曲取り上げる。
- 2006年1月27日から放送分は、2005年3月に終了した「アルバムランキング」が復活し、新たに「ダウンロードランキング」（「iTunes Store」調べ）、「DVDランキング」が登場し、「着うた」発表後「アルバム」「ダウンロード」「DVD」の3つのランキングのうち1つをBEST10形式で発表する。
- 末期には「着うたフルランキングBEST10」もあった。コーナー終了後は注目の着うた楽曲を取り上げるだけとなっている（こちらも後に廃止）。

放送1000回直前企画『Mステスタッフが選んだ記憶に残る名場面集』
- 2009年11月6日生放送分から2010年2月5日生放送分まで行われた。
- 『ミュージックステーション』がこの日で990回目の放送回数という事で10回に渡りカウントダウン企画で生放送1000回目を迎える間近に『ミュージックステーション』のスタッフが特選した歴代・過去の映像を放送回数によって分け傑作集で数週間に渡って振り返る企画。振り返ったのは第1回 - 第800回の放送で、第801回 - 第900回の放送は日程の都合上なのか振り返られなかった。

Mother's Songs
- 2010年7月9日生放送分からスタート。
- 「BIRTH YEAR SONGS」の派生コーナーで、小学生の子供を持つ母親に青春時代の思い出のラブソングを当番組が徹底的に調査をして、実際に母親から我が子へ思い出のラブソングを紹介するコーナー。

アーティストイメージ一斉調査 Mステ国民投票
- 元々は番組ホームページ内で行われていたものだったが、2011年5月20日生放送分（厳密には同年4月29日放送分）から番組内でもスタートする。
  - 視聴者からの投票を元に決定したテーマにアーティストイメージランキングを「BEST5」で5位から1位までを発表する。
  - インタビューをする視聴者が学生の場合は、スタッフが特定の学校に訪問してロケを行う場合が多くなっている。
  - わずか数回で番組内での放送は終了したが、2011年秋の番組ホームページリニューアルまで、番組ホームページには引き続き存在していた。

BIRTH YEAR SONGS
- 2010年2月19日生放送分からスタート。
- ある年のヒット曲を、街角にいる（視聴者）それらの曲と同い年生まれの年齢の人々に聴いてもらい、番組放送日と同じ月のその年の月間シングルランキングTOP10（および圏外曲）を順に10位から1位までを振りかえる。
  - 当初は2曲目の後に行っていたが、現在はシングルランキングと入れ替わりで1曲目の後に行われている。
  - このコーナーは聴く人々がほぼ学生であるため、スタッフが特定の学校に訪問してロケを行う場合が多くなっている。同年6月18日放送分で「Mother's Songs」と入れ替わる形で一旦休止後、同年8月20日放送分にその回の年月の「週間シングルランキング」に変わる形で再開した（『COUNT DOWN TV』の「CDTVライブラリー」に近い形となっている）。最近はその回の出演ゲストアーティストの出身地や母校に訪問する機会も増えている。
  - 2012年の10月から『ジェネレーション♪ソング』に変わる形で終了していたが、2013年6月14日放送分で再度復活している。

ジェネレーション♪ソング
- 2012年10月26日生放送分からスタート。
- 各テーマに沿ったシチュエーションごとに思い浮かべる曲のある年代と現在のランキングを比較する。
  - 比較するランキングは、女性1,000人が選んだ「結婚式で流したい曲ベスト5」や「告白する時に聴きたい曲ベスト5」など。
  - 2013年1月からは、番組が47都道府県のうち1つを訪問し、平成生まれ（1989年以降）と昭和生まれ（1988年以前）の人たちに聞いた各テーマに沿ったシチュエーションごとに思い浮かべる曲のランキングベスト5を比較する。

ミュージックリサーチ
- 2013年8月30日生放送分からスタート。
- ある1つの街を取り上げ、その街で一番聞かれている名曲を調査する。
  - あくまでその人が一番聞いている曲をインタビューするため、必ずしもその時のヒット曲が上位にランクインするとは限らない
  - 実際に2013年9月5日生放送分で、長野県下條村の住民にインタビューした際は、村唯一の中学校の文化祭のテーマソングであったSPYAIRの「サムライハート (Some Like It Hot!!)」が1位にランクインしている[98]。

ビルボードランキング
- 2016年11月4日生放送分からスタート。ビルボードランキングを発表する。

あなたの知り合いで一番歌が上手い人は誰ですか?
- 2015年9月4日生放送分からスタート。
- 当番組が埋もれた才能を当番組の平澤祥多ディレクターが見つけ出す新企画。次世代のスター歌手の原石は日本全国に埋もれている。街行く若者に数多く存在するアーティストの曲をその場（公園、道路、居酒屋）でマイクを持ち熱唱してもらう。その後、数珠つなぎで紹介を繰り返せば、スター歌手の原石にシリーズで辿っていくもの。
  - 翌月分も企画を行わなかったため、わずか1ヶ月足らずという短期間で実質的に自然消滅となった。

DISCOVER J-POP
- 2014年11月21日生放送分からスタート。
- 過去の名曲に光を当て再評価してみるコーナー。街行く10代男女数百人に○○年のヒット曲を聴かせ心に残った1曲を集計しランキング形式でVTR形式で紹介する。
  - その後、何回かは「Mトピ」に内包されていたが、現在は独立して、1・2組目のアーティスト直後に放送されている。

VTRコーナー
- 2014年4月11日生放送分からスタート。
- 音楽に関する事柄を番組独自に調査し、VTR形式で紹介していくコーナー。

MUSIC QUESTION?（MQ）
- 2009年10月16日生放送分からスタート。通称『MQ』。
- ゲストアーティストに関する疑問・質問を視聴者からはがき・手紙・メールなどで募集し、番組内で紹介する。採用されると番組特製ティッシュ箱が貰える。
  - 開始当初は、VTRを使用していたが、後にスタジオでのトーク内で内包される形に変わった。また、その回のゲストアーティストからの質問もある。
  - ジャニーズ事務所等所属アーティストの場合、著作権及び肖像権の為、写真は一切掲載されない。

MUSIC TOPICS（Mトピ）
- 2013年8月23日生放送分からスタート。
- ゲストアーティスト及び注目の最新音楽関連のニュースを3 - 5項目VTR形式にて紹介するコーナー。
  - 以前は、年間最後の番組の同コーナーでは年末恒例の『ミュージックステーションスーパーライブ○○○○』（丸の中には年数が入る）に出演するゲストアーティストが紹介されていた。
  - しばらく放送されていなかったが、2013年8月23日生放送分から復活した。復活後、「VTRコーナー」や「CD SINGLE RANKING」を度々内包している。
- 2017年4月以降の放送分からは、今流行りのバンド及びアーティストの話題や気になっている情報などをその週間に亘って集計をしていくランキング形式でリニューアルされた。以降はシングルランキングに代わるメインコーナーとなった。後に「Mステランキング」にリニューアルされる形で終了。

VS LIVE
- 2014年11月28日生放送分からスタート。
- 対バンスタイルを軸に、観客に囲まれたライブハウス的なムードのもとで楽曲を披露するコーナー[99]。
  - 2014年11月28日 ： ゲスの極み乙女。「デジタルモグラ」 × KANA-BOON「シルエット」[100]
  - 2015年5月8日 ： LiSA「Rising Hope」 × 藍井エイル「IGNITE」[101][102]
  - 2015年5月29日 ： BREAKERZ「WE GO」 × ゴールデンボンバー「死 ん だ 妻 に 似 て い る」[103]
  - 2017年6月9日 ： KEYTALK「黄昏シンフォニー」 × THE ORAL CIGARETTES「トナリアウ」[104]

3週連続初登場BAND企画
- 2018年4月20日生放送分からスタート。
- 注目すべきバンドをフォーカスを当てるコーナー。3週連続で初登場のバンドがスタジオで演奏した。
  - 2018年4月20日 ： Mrs. GREEN APPLE「WanteD! WanteD!」[105]
  - 2018年4月27日 ： 04 Limited Sazabys「swim」[106]
  - 2018年5月11日 ： CHAI 「N.E.O.」[107]

WAになっておどろうプロジェクト
- 2020年5月15日生放送分からスタート。
- 毎週1組のジャニーズタレントがVTRで出演し、“みんなが家で踊って楽しめるダンス”をコンセプトに、「WAになっておどろう」に合わせたダンスをパフォーマンスする[108]。7月10日生放送分で終了。視聴者からの投稿動画とこれまで出演した各グループのダンスを交えた映像が放送された。このほか、これまでの未公開シーン・トークも放送された。
  - 2020年5月15日 ： King & Prince[109]
  - 2020年5月22日 ： KAT-TUN[110]
  - 2020年5月29日 ： A.B.C-Z[111]
  - 2020年6月5日 ： ジャニーズWEST[112]
  - 2020年6月12日 ： Hey! Say! JUMP[113]
  - 2020年6月19日 ： Sexy Zone[114]
  - 2020年6月26日 ： NEWS[115]
  - 2020年7月3日 ： 総集編

プレイリストチャレンジ
- 2020年8月21日生放送分から開始。アーティスト、俳優らがオリジナルのプレイリストを作成。名前を明かさず、LINE MUSIC、Spotify、AWAで1週間公開され、どちらがより「お気に入り」を獲得できるかが行われる。結果は生放送で発表。
  - 2020年8月21日：広瀬香美、上白石萌歌[注 29][116]
  - 2020年10月2日：北村匠海、伊藤健太郎[117]

MQ Music Question
- 2021年4月30日放送分から開始。視聴者が気になっている、音楽にまつわる疑問を調査・解明し、特集する企画[118][119]。

リモコン連打で決定！共感ソング生投票
- 2021年5月21日放送分から開始。ゲスト、アーティストがテーマに合わせた1曲を事前に選び、そこから視聴者が共感を集めた曲を、生放送中にリモコン投票で決める企画[120]。
  - 第1弾 : 「聴くと恋したくなる曲」[120]
  - 第2弾 : 「カラオケで歌うと絶対アガる曲」[121]

### 単発コーナー
リクエストランキング・アーティスト総売り上げランキング
- 2002年秋頃から行われており、春と秋の3時間スペシャル及び1月最初の放送と6月最後もしくは7月最初の放送の2時間スペシャルで放送される。
  - テーマに沿った曲を視聴者からリクエストを募った「BEST100」及び「BEST111」（2005年夏頃から）を発表する（2つに分けて「BEST50×2」で発表する場合もある）。また、「春・秋の3時間スペシャル」では、豪華ゲストアーティスト7 - 8組が生出演し歌唱する。
  - 2011年頃からは、番組が独自に音楽リサーチ会社（オリコンチャート）に依頼して作成・集計した「アーティスト総売り上げランキング」をジャンル形式で発表している。
  - 2015年頃からは、このランキングに一般人のみならず有名人が参加するようになった。

FLASH BACK 〜トーク名場面集〜
- 1月最初の放送と6月最後もしくは7月最初の放送の2時間スペシャルで3部構成（2007年以降は4部）に分けられて放送される。1月は年間、6月・7月は上半期（1月 - 6月）の司会であるタモリとゲストアーティストらのトーク名場面集を放送する。
  - 2009年以降は年間・上半期共に放送されていない。

### 1回だけ行われたコーナー
プレミアムスペシャル
- 2004年11月生放送分に行われた企画[122]。
- 1ヶ月丸ごと使用して各週毎のテーマに合ったゲストアーティストが3 - 4組登場、過去のVTRなどを振り返りながら過去の曲と新曲をメドレーで披露した[122]。
  - 2004年11月5日生放送は「冬の名曲ベスト50」[122]、2004年11月19日生放送は「10周年アーティスト特集」[123]、2004年11月26日生放送は「今夜限りのスペシャルライブ」。セットもこの1ヶ月のみ400人の観客に囲まれた形に新調された[124]。

1000回直前SP 秘蔵映像満載 Mステアワード1986 → 2010
- 2010年1月15日放送分にて放送開始24年目の『ミュージックステーション』で生まれた様々な記録を秘蔵映像と共に発表をする。
  - この日から番組連動データ放送が開始され『ミュージックステーション』生放送中にテレビのリモコンの「d」ボタンを押すと画面にキーワードが表示され4週間分ある言葉を完成させると正解者の中から抽選で豪華ゲストアーティストの直筆サイン入りTシャツがプレゼントされる（但し、実施されていない一部地域が存在する）。

ミュージックステーション 放送回数1000回SP 初登場1000組全部見せます
- 2010年2月12日生放送分にて放送回数1000回目を迎えて、番組開始当初から現在までの豪華ゲストアーティスト総合計1000組の『ミュージックステーション』初登場映像を、五十音順に『ミュージックステーション1000回記念スペシャル』内にて放送した[125]。

名曲♪ダンスコンテスト
- 2012年8月31日生放送分に行われたコーナー。
- 名曲に合う振り付けを事前に募集し、NO.1を決定する。応募作品の中から、ゲストアーティストに一押しのダンスを選出してもらう。

デビュー年別 同期アーティスト名鑑
- 2012年10月19日生放送分に行われたコーナー。
- 同じ年代にデビューしたアーティストを年代別にランキング形式で紹介していく。

日本人に元気をくれた 世界に誇るニッポンの歌 BEST100
- 2015年9月23日生放送分の『ウルトラFES』に行われたコーナー。
- この放送回では、当番組初の10時間SPが放送され、その10時間（12:00 - 21:48）の通しコーナーとして行われた。
  - 全国の日本人にアンケートして、元気をくれたニッポンの歌（J-POP・演歌）のランキングのBEST100を制作した。ランクインした楽曲を100位から1位までカウントダウン形式で順番に発表して、さらに、来日している外国人に聴かせて、VTRで外国人の反応を観ていた。
  - 1位に輝いたのは、SMAPの「世界に一つだけの花」。

世界に誇るニッポンの冬の歌
- 2016年2月12日生放送分に行われたコーナー。
- 全国の日本人にアンケートして、ニッポンの冬の歌（J-POP・演歌）のランキングのBEST10を制作した。ランクインした楽曲を10位から1位までカウントダウン形式で順番に発表して、さらに、来日している外国人に聴かせて、VTRで外国人の反応を観ていた。
  - 1位に輝いたのは、レミオロメンの「粉雪」。

TOKIO&嵐 お互いが選ぶNO.1ソング
- 2016年2月26日生放送分に行われたコーナー。
- 同日にゲスト出演したTOKIOと嵐が当番組でスタジオでの共演が5年半ぶりということに伴い、TOKIOのメンバーが選ぶ嵐のNO.1ソング（＝一番好きな曲）、嵐のメンバーが選ぶTOKIOのNO.1ソング（＝一番好きな曲）と、お互いが選ぶNO.1ソングをTOKIOと嵐がそれぞれ楽曲を披露する前に発表された。
  - TOKIOのメンバーが選ぶ好きな嵐のNO.1ソングは、城島茂は「A・RA・SHI」、山口達也は「One Love」、国分太一は「Happiness」、松岡昌宏・長瀬智也は共に「Monster」。
  - 嵐のメンバーが選ぶTOKIOのNO.1ソングは、大野智は「時代を（TOKIO）よろしく!」、櫻井翔は「東京ドライブ」、相葉雅紀は「花唄」、二宮和也は「DR」、松本潤は「リリック」。

日本に影響を与えた曲 BEST100
- 2016年9月19日生放送分の『ウルトラFES』に行われたコーナー。
- この放送回では、2回目の当番組の10時間SPが放送され、その10時間（12:00 - 21:48）の通しコーナーとして行われた。
- 全国の日本人にアンケートして、社会やファッション界など日本のさまざまな業界で影響を与えたヒット曲・名曲のランキングのBEST100を制作した。ランクインした楽曲を100位から1位までカウントダウン形式で順番に発表して、さらに、東京・大阪・北海道・沖縄・福岡・愛知・広島など日本各地の一般人に聴かせて、VTRで反応を観ていた。
  - 1位に輝いたのは前回の10時間SP同様、SMAPの「世界に一つだけの花」。

元気が出るウルトラソング BEST100
- 2017年9月18日生放送分の『ウルトラFES』に行われたコーナー。
- この放送回では、3回目の当番組の10時間SPが放送され、その10時間（12:00 - 22:18）の通しコーナーとして行われた。
  - 小学生から60代男女全国1万人にアンケートを実施。
  - 1位に輝いたのは、B'zの「ultra soul」。

この振付が好き ニッポンの名曲 BEST50
- 2018年9月17日生放送分の『ウルトラFES』に行われたコーナー。
- この放送回では、4回目の当番組の10時間SPが放送され、その10時間（12:00 - 21:48）の通しコーナーとして行われた。
  - 小学生から60代男女全国1万人にアンケートを実施。
  - 1位に輝いたのは、星野源の「恋」。

## 歴史

### 1980年代
- 1986年10月24日 - 『ミュージックステーション』第1回目。初代メイン司会者は関口宏、サブ司会者として中原理恵、スタジオサブ（コーナー担当）司会者は早見優が担当。
  - 第1回目のゲストアーティストは近藤真彦、中山美穂、中森明菜、本田美奈子.、河合奈保子、早見優、安全地帯、細川たかし[注 30]、アン・ルイス、そして海外からのゲストとしてジャッキー・チェン。
  - 記念すべき第1曲目は、チェッカーズ「NANA」[126]。アンは都内のライブハウスから、ジャッキーは返還前の香港からそれぞれ生中継で出演した。さらに芳暉園のニッカ池から近藤の指揮のもと、ニッカ池近くのたべたか楼にいる合唱隊と札幌（豊平館）・新潟（関屋浜）・大阪（ザ・シンフォニーホール近くの上福島北公園）・福岡（櫛田神社）[注 31]を生中継で繋ぎ『ギンギラギンにさりげなく』の大合唱を実施した。初回は直前に放送されていたアニメ『宇宙船サジタリウス』を休止し、19時30分からの90分に拡大して放送した[127]。
  - 当時はテレビ朝日六本木センター第7スタジオからの生放送（2000年2月まで、送出・CMと提供クレジット出しはアーク放送センターから）で、正面玄関前の駐車場や屋上・ニッカ池もステージとして使っていた。
  - 第1回から使用されたCM前のアイキャッチは、1990年3月23日まで使用[注 32]。また、氏名・曲題名・歌手名などのスーパーインポーズのデザインは、1998年末まで使用[注 33]。
- 1986年11月21日 - チャゲ&飛鳥 が初登場。「指環が泣いた」を披露した[128]。
- 1986年11月28日 - 少年隊が初登場。「バラードのように眠れ」を披露した。また、同回ではさだまさしが「主人公」「道化師のソネット」を歌唱。さだの出演は現在のところこれが唯一となっている[129]。
- 1987年1月9日 - 石原裕次郎がハワイからの衛星生中継で初登場。「BEYOND THE REEF」を披露した。これが生涯最後のテレビ出演であった[126]。
  - また、この回では渡哲也が初登場。いしだあゆみとのデュエットで「わかれ道」を披露した[130]。
- 1987年2月13日 - 司会の関口が欠席し、保坂正紀（当時テレビ朝日アナウンサー）が代理を務める。
- 1987年3月6日 - この日をもって関口が降板。3月13日・3月20日・3月27日の3回分は中原単独で進行。
- 1987年4月3日 - タモリが、2代目メイン司会者として初登板。スタジオサブ司会者として松井康真（当時テレビ朝日アナウンサー、現在フリー）が担当。
- 1987年4月24日 - 松田聖子が初登場。「Strawberry Time」、「ベルベット・フラワー」を披露した[128]。
- 1987年5月8日 - TM NETWORKが初登場。「Get Wild」を披露した[128]。
- 1987年7月17日 - 石原裕次郎が亡くなり、19:30からのアニメ枠（当時は『宇宙船サジタリウス』を放映）から90分の緊急追悼特番を組んだ。
  - 20:00からは当番組のスタジオから放送し、司会のタモリや当日の出演歌手も引き続いて出演し故人を偲んだ。『ニュースステーション』の金曜版でも訃報を報道した際、この日のゲストである浜田麻里と江守徹が追悼コメントを述べた。裕次郎は半年前の1月9日にハワイからの衛星生中継で登場し、近況報告をし「BEYOND THE REEF」を現地から歌唱していた。この放送回が裕次郎の生涯最後のテレビ出演ともなった。
  - なお、裕次郎最後の出演映像は、2016年9月19日の『30周年記念特別番組 MUSIC STATION ウルトラFES』にて、ウルトラHDリマスター版で放送された[131]。
- 1987年8月7日 - 光GENJIが初登場し、「STAR LIGHT」を披露。ローラースケートを使ったステージが話題となった。デビュー12日前の出演だった[128]。
- 1987年9月25日 - 米米CLUBが初登場。「sure danse」を披露した[128]。
- 1987年12月25日 - クリスマス企画としてゲストアーティストからクリスマスプレゼントを、事前に応募した視聴者（中継参加含む）に贈呈する企画を放送。
  - この回で初めてドラえもんもゲスト出演。これ以降、劇場版公開の時期にその年の主題歌歌手の応援などで定期的に番組へ登場する[注 34]。応募者は、スタジオ内のテーブルに着いて観覧していた。この回を持って、サブ司会者の中原理恵が降板。
- 1988年1月8日 - 松井康真がサブ司会者に昇任（1990年3月23日まで担当）。
- 1988年1月15日 - PRINCESS PRINCESSが初登場。「MY WILL」を披露した[132]。
- 1988年1月29日 - 和田アキ子が初登場。「もう一度ふたりで歌いたい」、「笑って許して」を披露した[128]。
- 1988年3月11日 - とんねるずが、当時放送していたテレビ朝日六本木センタースタジオ屋上から「炎のエスカルゴ」を披露[128]。
  - パフォーマンス時、屋上にある金網のフェンスをよじ登り、石橋貴明はフェンスの上にまたがり、木梨憲武に至ってはフェンスの外に落ちてしまい、さらに木梨が他局で当時特番として放送していた「仮面ノリダー」のセリフやポーズを取るなど、終始暴走。エンディングでは、木梨が指を切ってしまったため、靴下をギプスする形で登場。この模様は、1989年12月29日の年末スペシャルのリクエスト場面として選ばれ、一部再放送された。
- 1988年3月18日 - 第1回から出演していた早見が降板。その際、自身の曲「GET UP」を披露後、当日の出演アーティストから花束が1束ずつ贈られ、囲まれる形で光GENJIが「Gradation」を披露した。
  - チャゲ&飛鳥が「恋人はワイン色」を披露中、歌い終わりで飛鳥涼が、演出として二人の間に置かれたワイングラスに注がれた赤ワインを、チャゲが着用していた数百万円かかったとされる特注の貸衣装の白い背広に対して故意にかけるというハプニングを起こした。赤ワインをかけられたチャゲを始め、タモリや松井、次の出演者であった立花理佐ら出演者一同唖然となった。後に、チャゲに対するドッキリ演出として行われ、貸衣装も数百万円かかったものではなかったとされる。
- 1988年6月24日 - サザンオールスターズがデビュー10周年の前日に初登場。
  - 「Big Star Blues (ビッグスターの悲劇)」・「みんなのうた」を披露し、光GENJI、チェッカーズ、アン・ルイスがステージ上で共演した[133][134]。
- 1988年7月15日 - 桑田佳祐がソロとして初登場。「Blue 〜こんな夜には踊れない」を披露した[128]。
- 1988年10月28日 - シブがき隊が解隊前最後の歌番組生出演[注 35]。「100%…SOかもね!」・「喝!」・「PSST PSST」・「君を忘れない」をメドレーで熱唱し、「PSST PSST」演奏後、中森明菜から解隊にあたり肉声のメッセージが披露された。
- 1988年11月18日 - 森高千里が初登場。「ALONE」を披露した。このほか、THE BLUE HEARTSが初登場し「TRAIN-TRAIN」を演奏した[135]。
- 1988年12月30日 - 「ミュージックステーション 88スペシャル」と題した2時間スペシャルを放送。
- 1989年2月10日 - 当初出演予定だった藤谷美紀は、当日『グーパルピス・インナーズの冒険旅行』の撮影中、日活撮影所で火災が発生し、そこで軽いけがを負ったため出演キャンセルとなった。
- 1989年7月28日 - 一世風靡セピアが解散前最後の出演となった。この日は「前略道の上より」「花鳥風月」「Thanks」を披露した[135]。
- 1989年8月25日 - X（のちのX JAPAN）が初登場。「紅〜KURENAI〜」を披露した[126]。
- 1989年11月24日 - DREAMS COME TRUEが初登場。「うれしはずかし朝帰り」を披露した[132]。
- 1989年12月29日 - 年末2時間スペシャルを放送。

### 1990年代
- 1990年1月26日 - 聖飢魔IIと新日本フィルハーモニー交響楽団（山本直純指揮）が「BAD AGAIN 〜美しき反逆〜」にて共演[136]。
- 1990年4月13日 - 番組セットやテーマ音楽（横関敦「The Desire」）、番組企画などをリニューアル。
  - ロゴマークも青色に変更。毎週、テーマに沿ったFAXも募集していた。また、サブ司会者に生島ヒロシが初登板（1993年9月24日まで担当）。
  - 同時期に終了した『クイズタイムショック（第2期）』から一部スタッフが異動。このほか、CM前のアイキャッチが、番組開始以来初の変更[注 36]。
- 1990年4月20日 - 森高千里が4曲のピンク・レディーメドレー[注 37]を披露[137]。
- 1990年4月27日 - CM前のアイキャッチがリニューアル後わずか3回目で変更（1999年3月まで使用）[注 38]。
- 1990年5月4日 - B'zが初登場。「BE THERE」を披露した[132]。
- 1990年5月25日 - 島田紳助&バスガス爆発楽団が登場。
- 1990年6月1日 - たまの「さよなら人類」の演奏披露中、知久寿焼が演奏するアコースティック・ギターのラインが繋がらず、ギターの音が放送上乗らないトラブルが発生。知久はボーカルマイクにギターを当てて対応。演奏後に生島が謝罪した。
- 1990年7月27日
  - 聖飢魔IIの「有害ロック」演奏中、デーモン小暮閣下と光GENJIが、当時の使用されていた司会者テーブルや装飾などセットを破壊。
  - 8月31日放送では、デーモン小暮閣下が着席していたタモリと生島やサザンオールスターズらのゲストに目掛けて、炭酸ガスのようなものを撒き散らすなど、過激なパフォーマンスを行った。
- 1990年9月28日 - 「5周年記念スペシャル」を放送。
  - 新高輪プリンスホテル・国際館パミールの宴会場にアーティスト・関係者を招いて、5年間の歴史を振り返る生放送が行われた。この翌週には『夜のヒットスタジオ』が終了し、本番組は民放のゴールデンタイムで唯一の音楽番組となる。
- 1990年12月21日 - 福山雅治が初登場。「アクセス」を披露した[126]。
- 1990年12月28日 - 年末拡大90分スペシャルを放送。
  - このスペシャルから、初めて観客を動員したセットを使用。両サイドに観客席が設けられ、中央前方がMC・ゲスト席であった。1991年1月18日放送[注 39]から、改めてこの観客席付きのセットへ移行。
- 1991年2月15日 - 織田裕二、千堂あきほの出演に合わせ、『東京ラブストーリー』の主要キャストが中継先から登場。
  - 鈴木保奈美、有森也実、 江口洋介が、中継先の渋谷ビデオスタジオのセットから番組出演。タモリと撮影の裏側などのトークを行った。
- 1991年4月12日 - 六角形型のセットに変更し、左が観客席、右がゲスト席になる。
- 1991年8月9日 - 槇原敬之が初登場。「どんなときも。」を披露した[132]。
- 1991年9月6日 - SMAPがメジャーデビュー曲「Can't Stop!! -LOVING-」で単独初登場[126]。
- 1991年11月8日 - ユニコーンが初登場。「ヒゲとボイン」を披露した[132]。
- 1991年12月13日 - V2が登場。「背徳の瞳〜Eyes of Venus〜」を披露した[130]。
- 1991年12月20日 - ZOOが初登場。「Choo Choo TRAIN」を披露した[128]。
- 1991年12月27日 - 90分拡大スペシャルを放送。
- 1992年1月10日 - オープニングテーマが、B'zの松本孝弘による「#1090 〜Thousand Dreams〜」へ変更[138]。
  - エンディングテーマも同じくB'zの松本孝弘の「どうしても君を失いたくない」のインストゥルメンタルバージョンに変更された。この回から、ボーカルマイクを2つ使うようになる（ただし、スーパーライブは除く）。さらにモニターが2つから3つに変更。
  - 4月10日からは、歌詞のスーパーインポーズが表示開始（丸ゴシック体の斜体を使ったテロップは1998年末まで）。
- 1992年1月24日 - とんねるずが登場し「ガラガラヘビがやってくる」を披露。曲の途中には、石橋貴明は観客席で歌唱すると共に、木梨憲武はクレーンカメラを占拠するなど、派手なパフォーマンスをみせた[128]。
- 1992年2月21日 - BLANKEY JET CITYが初登場。「冬のセーター」を披露した[128]。
- 1992年3月6日 - 喜多郎＆ジョン・アンダーソンが登場。「ISLAND OF LIFE」を披露した[128]。さらに、当時放送されていた『おぼっちゃまくん』のエンディングテーマと日本公演のPRという名目で[139]ハマーが登場[140]。
- 1992年3月13日 - 生放送中に研ナオコと笑福亭鶴瓶が突如乱入。そのままTHE BLUE HEARTSの「TOO MUCH PAIN」の演奏を聴いた[135]。
- 1992年8月7日 - ZARDがテレビ初出演。「眠れない夜を抱いて」を披露した[57]。
- 1992年10月9日 - チェッカーズが、番組内で解散を発表。最後の出演となった。この日は「星屑のステージ」と「Blue Moon Stone」を披露した[126]。
- 1992年10月16日 - 高橋洋子が初登場。「Woman's Love」を披露した。
- 1992年11月6日 - 爆風スランプがオープニングでの登場時、サンプラザ中野くんが階段から勢い余って、観客席へ転落するハプニングが発生した[135]。
- 1992年12月18日 - 第1回の『ミュージックステーションスーパーライブ』が東京ベイNKホール（2003年放送まで）より放送。
- 1993年2月5日 - ZARDが生涯最後の出演となった[141]。この日は「負けないで」を披露した[57]。
- 1993年4月9日 - 有賀さつきがスタジオサブ司会として就任し、9月24日までタモリ・生島・有賀の3人体制となる。これと同時にオープニングとスタジオセットも柱型付きの扇型に変更された。
- 1993年6月18日 - accessとのトークの間、その日に行われた衆議院解散（いわゆる『嘘つき解散』）のニュース速報がテロップで流れ、accessがスタンバイに入った後、番組を一時中断し、報道スタジオの中継に切り替わり、高井正憲がニュースを読み上げ、2分弱後に番組が再開し、タモリと生島がわずかながらその報道に関するコメントをした後、accessの「NAKED DESIRE」の披露が開始した。
- 1993年8月27日 - 『ミュージックステーション300回記念スペシャル』を放送。瞬間最高視聴率38.7%を記録した[56]。
- 1993年10月15日 - 有賀がサブ司会に昇格し、二人体制に戻る（1996年3月22日まで担当）。
- 1993年12月17日 - Mr.Childrenが初登場。「CROSS ROAD」を披露した[126]。
- 1993年12月24日 - 『スーパーライブ93』にて、X JAPANが「X」を披露後、ドラマーのYOSHIKIがドラムセットを破壊、投げた椅子がテレビカメラに直撃した。番組終了後、そのテレビカメラは使用不可能となった。
- 1994年1月7日 - trfが初登場。「寒い夜だから…」を披露した[128]。
- 1994年3月25日 - hideが出演し、「DOUBT」を披露。この回の放送では、スタジオの中で墨汁の雨を降らせ、hideは真っ黒になりながら楽曲を披露した[142]。
- 1994年5月27日 - GLAYが初登場。メジャーデビュー曲「RAIN」を披露した[126]。
- 1994年6月24日 - 番組エンディングにて、和田アキ子の背後に回ったタモリが突然、そのままキスをするハプニングが起きた[143]。
- 1994年7月22日 - 光GENJIの大沢樹生、佐藤寛之が、8月のライブをもってグループからの脱退を番組内で発表[144]。
- 1994年7月29日 - シャ乱Qが初登場。「恋をするだけ無駄なんて」を披露した[132]。
- 1994年8月12日 - 「DREAMS COME TRUE Magic Journey Special Live」を放送。
- 1994年8月26日 - 篠原涼子が初登場。「篠原涼子 with t.komuro」として小室哲哉と共に「恋しさと せつなさと 心強さと」を披露した[128]。
- 1994年9月2日 - 「CHAGE&ASKA 15周年記念スペシャル」を放送。
- 1994年9月23日 - TOKIOが初登場。メジャーデビュー曲「LOVE YOU ONLY」を披露した[126]。

- 1995年1月13日 - 桑田佳祐&Mr.Childrenが登場。「奇跡の地球」を披露した[130]。
- 1995年1月20日 - この回の放送では、SMAPは当初予定されていた新曲の披露を変更し、阪神・淡路大震災の被災者へのメッセージと共に「がんばりましょう」を披露した[145]。
- 1995年3月3日 - 安室奈美恵が初登場。「TRY ME 〜私を信じて〜」を披露した[132]。
- 1995年3月10日 - KinKi Kidsが初登場。スペシャルメドレーを披露した。
- 1995年7月14日 - DEENが初登場。「未来のために」を披露した。
- 1995年9月1日 - 同年9月3日をもって解散する光GENJIが、ラストライブを行った。
  - 数曲をメドレーで披露し、最後の曲となった「ガラスの十代」のカップリング「Graduation」を歌唱し、紙吹雪が降る中ローラースケートをステージの中央に置いて姿を消し終わった。その後ステージの中央に置かれたローラースケートの部分が照明で明るくされた。エンディングでは、タモリと有賀から一人一人に花束が渡された。この日の最後の出演で233回目となり、歴代トップの出演回数を残した[56]。
- 1995年9月22日 - L'Arc〜en〜Cielが初登場。「Vivid Colours」を披露した[126]。
- 1995年10月20日 - PRINCESS PRINCESSが解散発表をし、「M」と「Fly Baby Fly」を披露した。その後、解散までスーパーライブを含め、番組に2回出演[注 40][注 41][126]。
- 1995年10月27日 - V6が初登場。メジャーデビュー曲「MUSIC FOR THE PEOPLE」を披露した[126]。また、華原朋美が初登場。「I BELIEVE」を披露した[128]。
- 1996年4月5日 - 下平さやか（テレビ朝日アナウンサー）がサブ司会就任。テレビ朝日アナウンサーとしての就任は6年ぶりとなる。
- 1996年7月26日 - 中谷美紀 + 坂本龍一が登場。「STRANGE PARADISE」を披露。坂本龍一はロンドンから中継でトークを行った。また、楽曲披露時には、バックバンドのメンバーという形のもと、VTRで中谷美紀と共演した[143]。
- 1996年9月6日 - Every Little Thingが初登場。「Feel My Heart」を披露した[132]。
- 1996年9月27日 - 「ミュージックステーションスペシャル ありがとう10周年」を放送。
- 1996年10月4日 - 「ミュージックステーション 10周年記念スペシャル」を放送。
  - オープニングCG、スタジオセットのマイナーチェンジを含むリニューアルが行われた。
- 1997年2月14日 - 井上陽水奥田民生が登場。「ありがとう」を披露した[130]。
- 1997年3月28日 - 「ミュージックステーション3時間SP」にMR. BIGが初登場[146]。
  - 活動休止宣言前の番組出演であった。番組では「スキヤキ」、「To Be With You」、「STAY TOGETHER」を披露[146]。このほか、タモリとのトークでは、メンバーのポール・ギルバートが自身のギターを電動ドリルで演奏する場面を見せた[146]。
  - 同回では、SMAPはメンバーのうち4人が東京のスタジオから出演。香取慎吾は、映画『香港大夜総会 タッチ&マギー』の撮影中のため、香港からの中継出演となった。香取は合成映像でメンバーと共に「ダイナマイト」を披露した。
- 1997年7月18日 - 西川貴教（T.M.Revolution）が初登場。「HIGH PRESSURE」を披露した[128]。
- 1997年8月1日 - バーチャルシンガー疑惑が持たれていた大黒摩季が、テレビに初出演を果たす。この日は当時有明でテレビ朝日が開催していたイベント『パイン'97』で行われた大黒のコンサート会場から中継出演した。大黒自身が笑いながらそれを否定[143]。DA PUMPも初登場を果たし、視聴率は17%越えの高視聴率を記録した[126]。
- 1997年8月29日 - 椎名へきるが声優として初の番組出演を果たす[147]。この時に披露した曲は「風が吹く丘」。
- 1997年10月10日 - 裏番組の日本テレビ系列バラエティ番組『ウッチャンナンチャンのウリナリ‼︎秋スペシャル』に視聴率で敗北した[要出典]。これ以降、2002年3月に同番組が終了するまでは（視聴率争いが）日本テレビ対テレビ朝日の2強状態となった[要出典]。なお、番組視聴率はほぼ互角であった[要出典]。
- 1997年12月26日 - この日の『スーパーライブ』でX JAPANが解散前最後の出演。「紅」と「Forever Love」を披露した。
- 1998年1月30日 - モーニング娘。が初登場。メジャーデビュー曲「モーニングコーヒー」を披露した。
  - hideがX JAPAN解散後、バンド名義として初出演(以前までは 個人名義での出演であった)。しかしこの放送が、hide最後の出演となった。
  - J-FRIENDSが初登場。「Children's Holiday」を披露した。また、J-FRIENDSはバックダンサーとして、この日同じく出演した少年隊の「湾岸スキーヤー」を共にパフォーマンスした[54]。
- 1998年4月10日 - 川本真琴が登場[注 42]。弾き語り（ピアノ演奏）で「桜」を披露したが、歌詞の一部を忘れるハプニングが発生した。川本はスキャットしながら演奏（即興演奏）を続けた後、「キスしよっか」というフレーズから元の歌詞に戻って歌唱した[148]。なお、川本はスキャット中に「ドキドキしちゃう」と歌っているが、同曲にはそのフレーズがない[148]。中川翔子は（2007年8月10日に投稿した）自身のブログで「Mステでピアノ弾きながら桜歌うの、生歌でますますのかわいさ増し、歌詞がとんでラララで歌う貴重な場面があった！」と語っている[149]。
- 1998年5月15日 - この日の放送でhideが登場し、「ピンクスパイダー」を披露する予定だったが、同月2日に急逝したため、内容を一部変更し、hideの追悼映像をオンエアした。
- 1998年6月5日 - レニー・クラヴィッツが初登場。「BLACK VELVETEEN」を披露した[128]。
- 1998年6月28日 - 浜崎あゆみが初登場。「YOU」を披露した。
- 1999年1月15日 - 歌詞のスーパーインポーズが変更。これまで写植とオペークカードを用いたものから、コンピュータ入力のテロッパー送出に変更。
- 1999年2月5日 - 椎名林檎が初登場。「ここでキスして。」を披露した。
  - 同日の放送では『ドラえもん』や『クレヨンしんちゃん』から当番組の流れ、かつ女性客しかいない最中で、最初の出演アーティストとしてDir en greyが「残-ZAN-」を披露。過激なセットや演出だったことも重なり、視聴者(特に子供を持つ主婦など)から苦情が多数寄せられた[142]。
- 1999年4月2日 - CM前のアイキャッチが変更される[注 43]。
- 1999年4月16日 - 明石家さんま&所ジョージが登場。ゲストボーカルとして参加した工藤静香と共に「明石家さんまさんに聞いてみないとネ」を披露した[130]。
- 1999年6月18日 - 宇多田ヒカルが初登場。彼女にとっては、デビュー以来初めてのテレビの生番組への出演であった[150]。
  - 「First Love」を披露。オープニングの階段からの登場では、躓き転倒しそうになっていた。この日の放送は平均視聴率26.5%（関東地区）[151]・28.7%（関西地区）・24.6%（名古屋地区）[152]、瞬間最高視聴率33.6%（関東地区）[56][151]、平均占有率31.3%（関東地区）[150]を記録した（ビデオリサーチ調べ）。
- 1999年7月2日 - 19が初登場。「あの紙ヒコーキ くもり空わって」を披露した[132]。
- 1999年8月13日 - aikoが初登場。「花火」を披露。番組オープニングでは、司会のタモリ、下平さやかに自らの名刺を配りながら、自己紹介を行った[126][143]。
- 1999年9月17日 - ポルノグラフィティが初登場。メジャーデビュー曲「アポロ」を披露した[126]。
- 1999年10月8日 - 嵐がデビュー曲「A・RA・SHI」で急遽出演。初登場を果たした。この時メンバーが着用したスケルトンの衣装は今も語り継がれている[25]。また、前々日に発表されたSPEEDの解散を受けて急遽VTRによる特集が組まれた。

### 2000年代
- 2000年1月1日 - 年明け最初の放送は『ミュージックステーションミレミアムスペシャル』と題し、収録による3時間の放送を行った[57]。
  - 「2000年に残したい曲」をテーマに、SPEED・Mr.Children・GLAY・CHAGE and ASKA・L'Arc〜en〜Ciel・安室奈美恵・サザンオールスターズが出演。その他、大勢のアーティストから新年の挨拶を兼ねたメッセージVTRも放送[57]。
- 2000年1月28日 - 番組冒頭で字幕テロップが出ない放送事故があり、モーニング娘。の歌唱前に復旧。
- 2000年3月3日 - 六本木センターが周辺の再開発計画である六本木ヒルズ建設に伴い解体されることを受けて、この日からテレビ朝日東陽町放送センターのスタジオから正式に生放送を開始し、オープニングも変更された。このほか、セットが左側にトーク席、右側に観客席に入れ替えられ、その間に階段が設けられる構成になった。
- 2000年3月10日 - 平井堅が初登場。「楽園」を披露した[126]。
- 2000年3月17日 - 藤井隆が初登場。「ナンダカンダ」を披露した[128]。
- 2000年3月31日 - この日の『ミュージックステーションスペシャル』が、この日解散するSPEEDの最後のテレビ出演となった[153]。同じ日にサブ司会の下平さやかが降板。
- 2000年4月14日 - 武内絵美（テレビ朝日アナウンサー）がサブ司会に就任（2004年3月12日まで担当）。
- 2000年7月14日 - ボン・ジョヴィが初登場。「It's My Life」を披露した[128]。
- 2000年11月3日 - サザンオールスターズが「この青い空、みどり 〜BLUE IN GREEN〜」を披露[154]。翌年にギタリストの大森隆志が脱退したため、6人時代最後のMステ出演になった[155]。
  - この回でのトーク中にボーカルの桑田佳祐がエリンギ料理にハマっていることを公言し、エリンギをポケットから出した。当時はエリンギの知名度は低く生産も伸びていなかったが、この場面の放送後エリンギの出荷量が一気に10倍になるなどの反響を呼んだ。そのため桑田は食用きのこメーカーや識者の間ではエリンギを日本の食卓に広めた人物と言われるようになった[156][157][158][159]。
- 2000年11月17日 - ベイビーフェイスが初登場。「Change The World」を披露した[128]。
- 2000年12月1日 - エンヤが初登場。「Only Time」を披露した[128]。
- 2001年1月19日 - ゴスペラーズが初登場。「永遠に」を披露した[128]。
- 2001年1月26日 - 同年1月9日に急遽解散を発表したJUDY AND MARYが、この日Mステに最後の出演をし、ファン300人を集めてのスペシャルラストライブを敢行した[126]。
  - 同月24日発売の新曲「ラッキープール」、そしてバンドの代表曲「Over Drive」を涙ぐみながらも披露した。YUKIは「解散してもJUDY AND MARYはみんなの心の中に残り続けるから！忘れんなよ」、TAKUYAは「僕ら、永遠なんで」とコメントした。
- 2001年3月30日 - エアロスミスが登場。「Don't Want to Miss a Thing」、「JADED」を披露した[57]。
- 2001年4月13日 - CHEMISTRYが初登場。「PIECES OF A DREAM」を披露した[128]。
- 2001年4月20日 - Coccoが活動休止前最後の出演、「焼け野が原」を披露したが、曲を歌い終えると、スタジオの外へ走り去ってしまった。
  - また、この回ではコブクロが初登場。「YELL〜エール」を披露した[132]。
- 2001年6月22日 - デスティニーズ・チャイルドが初登場。「Survivor」を披露した[128]。
- 2001年6月29日 - RIP SLYMEが初登場。「雑念エンタテインメント」を披露した[128]。
- 2001年9月28日 - 「ミュージックステーション 15周年スペシャル」を放送。
- 2001年11月9日 - この日の放送は、タモリがゴルフ中のケガのため欠席[160]。KinKi Kids、郷ひろみらゲストがリレー形式で司会を務めた。
- 2001年11月16日 - 中島美嘉が初登場。「STARS」を披露した[126]。
- 2002年2月1日 - KICK THE CAN CREWが初登場。「マルシェ」を披露した[128]。
- 2002年3月1日 - ケツメイシが初登場。「トモダチ」を披露した[128]。
  - 同回では、B'zの松本孝弘がソロとして初登場。「恋歌」、「#1090 [千夢一夜] 」を披露した。なお、この回からエンディングテーマが「#1090 [千夢一夜] 」に変わった[161]。
- 2002年10月18日 - ミニ番組『ミニステ』が放送スタート（関東地区・北海道テレビ放送・岩手朝日テレビ・熊本朝日放送の4局）。
- 2002年11月22日 - クリスティーナ・アギレラが初登場。「Dirrty」を披露した[128]。
- 2002年11月29日 - マライア・キャリーが来日すると共に、番組に初登場。「スルー・ザ・レイン」を披露した[126]。
- 2003年4月18日 - t.A.T.u.が初登場し「ALL THE THINGS SHE SAID」を披露する予定だったが[162]直前に出演をキャンセル。代役として森山直太朗が初登場。「さくら(独唱)」を披露した[163]。結果的にこれが森山とSMAPの初共演となった[163]。
- 2003年6月27日 - t.A.T.u.が初登場。オープニングは出演していたが、その後の出演をボイコットした[164][165][54][57]。
  - いわゆる「t.A.T.u事件」とされ、このボイコットは後に、t.A.T.u.の当時のプロデューサーであるイワン・シャポワロフの指示で行ったことが明らかにされている[166][167]。
  - THEE MICHELLE GUN ELEPHANT は、この日初登場ながら出番が繰り上げられた上、t.A.T.u.の埋め合わせに、予定になかった「ミッドナイト・クラクション・ベイビー」を披露することとなった[142][54]。
  - 2019年2月1日、2020年8月21日放送分で、この日の放送の出来事を取り上げた際は、出番の繰り上げを伝えるスタッフの声を含め混乱するCM中のスタジオの様子[注 44]が流されたほか、一部編集した上で放送された。
- 2003年7月25日 - ORANGE RANGEが初登場。「上海ハニー」を披露した[126]。
- 2003年9月5日 - 前述のTHEE MICHELLE GUN ELEPHANTが、解散前最後のテレビ出演。「エレクトリック・サーカス」を披露した。
- 2003年10月3日 - スタジオが、東陽町放送センターから六本木ヒルズ新本社（第1スタジオ）へ移動。この日では、六本木ヒルズ各名所から生中継が行われた[126]。
  - 同時にHDTVカメラ撮影によるハイビジョン制作を開始。同年12月1日の地上デジタル放送開始後は、関東地区と名古屋テレビ・ABCテレビからデジタルハイビジョン放送が順にスタートした。なお、地上アナログ放送では、画面の上下が黒帯のレターボックス映像で放送された[注 45]。
  - この回からタイトルロゴがマイナーチェンジされ、二代目のロゴ『ミュージックステーション -・MUSIC STATION・- 』に変わった。このほか、セットは左側に観客席、右側にトーク席が入れ替えられ、その後ろ上に映像スクリーンを設置。両側には階段が設けられ、オープニングではゲストが左右交互に降りてくる演出に変わった。なお、左側の階段は間もなく撤去された。楽曲タイトルのテロップにおいても、アニメーションのデザインが施されるようになった。
- 2003年10月10日 - テレビ朝日の六本木ヒルズ新社屋への移転を記念したスペシャルドラマ『新テレアサ誕生記念ドラマ 生放送はとまらない!』を放送[135]。
  - このドラマは、Mステをモチーフにした音楽番組『ミュージックスタジアム』を舞台にしたもので、浜崎あゆみ・Gackt・B'zなど多数のアーティストが出演。当時のMステスタッフも多数関わっていた[135]。
- 2004年2月13日 - 大泉洋 with STARDUST REVUEが登場。大泉洋はMステ初出演であり、STARDUST REVUEは8年ぶりの出演となった。番組では「本日のスープ」を披露した[168]。
- 2004年2月27日 - 坂本龍一が初登場。1996年、1997年に中谷美紀と出演したことがあるものの、ソロでは初となる。番組ではMC Sniperと共に「undercooled」を披露した[132]。
- 2004年3月12日 - 大塚愛が初登場。「甘えんぼ」を披露した[126]。また、 レミオロメンが初登場し「3月9日」を披露した[128]。
- 2004年4月9日 - 堂真理子（テレビ朝日アナウンサー）がサブ司会に就任（2008年9月12日まで担当）。入社8日目での大抜擢であった。
- 2004年5月14日 - AIが初登場。「E.O.」を披露した[128]。
- 2004年6月25日 - 関ジャニ∞が初登場。「浪花いろは節」を披露した[126]。また、スキマスイッチが初登場。「奏」を歌唱した[132]。
- 2004年7月9日 - オフスプリングが初登場。220名のファンの前で「HIT THAT」、「COME OUT AND PLAY」を披露した[169]。
- 2004年9月24日 - SAYAKA（神田沙也加）が初登場。母親の松田聖子と親子二代でのMステ出演となった[170]。
- 2004年10月29日 - 東京事変が登場。「遭難」を披露した[171]。
- 2004年11月 - 11月中の放送は“プレミアムスペシャル”として、通常の放送とは違う演出のもとで放送。セットは白をベースにした異なる仕様で、観客に囲まれたスタイルになっている[122]。
  - 11月5日 - KinKi Kids、DREAMS COME TRUE、 中島美嘉が登場。「冬の名曲ベスト50」の特集が行われた[122]。
  - 11月19日 - 安室奈美恵、平井堅、TOKIO、ゴスペラーズが登場。「10周年アーティスト特集」が行われた[123]。
  - 11月26日 - サザンオールスターズ、平井堅、東京事変が登場。「今夜限りのスペシャルライブ」をテーマに400人以上の観客のもと、ライブ形式で楽曲を披露した[124]。

- 2005年1月21日 - メインセットにおいて、観客席とトーク席の配置が再度入れ替わり、トーク席のバックには液晶モニターが複数設けられた。
- 2005年2月18日 - 「ミュージックステーション800回スペシャル」を放送[59]。
- 2005年2月25日 - YUIが初登場。「feel my soul」を披露した[126]。
- 2005年4月1日 - 「ミュージックステーション3時間スペシャル 春の名曲祭」を放送[172]。
- 2005年4月22日 - 番組開始以来初めて、タイトルロゴが英語表記『“MUSIC STATION”▶▶』へ大幅にリニューアル[173]。
  - 緑を基調としたデザインになっており、オープニングだけでなく、楽曲タイトルのテロップ、映像スクリーンなどのデザインも統一された。
  - この回から、画面右下には番組のチャンネルロゴ表示が常時表示されるようになった。番組ロゴなどのリニューアルに伴い、観客席の間に階段を設置するなど、セットの一部を改装している。同時に地上アナログ放送がレターボックス放送では『画面が小さくなること』で地上アナログテレビで視聴している視聴者からの不評を受け、サイドカット放送に変更。それに伴いテロップ位置が、16:9画面に準じた位置から4:3画面に準じた位置に移動した。
  - また、この回では湘南乃風が初登場し、「カラス」を披露した[173]。
- 2005年6月10日 - KinKi Kidsが出演し、「ビロードの闇」を披露したが、堂本光一が曲の序盤の“打ちひしがれる”という歌詞の後、「僕らは見ることさえ許されないだろう」という部分を「僕らは1人で打ちひしがれるだろう」と微妙に違う歌詞になってしまう。さらにその間違いにつられてしまうかのように堂本剛がすぐ次の自分のパート「砂漠のように辛辣な この都（まち）の片隅」という歌詞のところを「砂漠のようなこの都（まち）で〜僕・・・片隅」と歌っている最中に自分の間違いに気がついたようで“・・・”のところで一瞬がっくりした態度を見せ、苦笑いをしながらも歌い続けた。いわゆる「3回打ちひしがれ事件」である。その翌週、番組に登場した際にタモリから「先週、間違いバージョンを披露して頂き…」といじられながら歌い間違いについて説明された[174]。
- 2005年6月24日 - Def Techが初登場。「My Way」、「KONOMAMA Def Tech reintroducing RIZE」を披露した[175]。
- 2005年7月8日 - 「夏うたリクエストスペシャル」を放送[175]。
- 2005年7月15日 - O-Zoneが本番組のために来日し初登場。「恋のマイアヒ」を披露した。メンバー3人のうち2人のみの来日となった[176]。
- 2005年7月29日 - GLAY×EXILEが登場。「SCREAM」を披露した[177]。
- 2005年8月5日 - SINGER SONGERが初登場。地上波の音楽番組では唯一の出演となる。Coccoは2001年に活動休止して以来、4年ぶりの出演となった。番組では「初花凛々（しょかりんりん）」を披露した[178]。
- 2005年9月9日 - くるりが初登場。「赤い電車」を披露した[179]。
- 2005年10月7日 - 「ミュージックステーション20周年突入記念・3時間スペシャル!!」を放送[60]。
- 2005年11月4日 - スティーヴィー・ワンダーが出演。「FROM THE BOTTOM OF MY HEART」、「I Just Called to Say I Love You」、「SO WHAT THE FUSS」「POSITIVITY」を披露した[180]。
- 2006年2月3日 - 絢香が初登場。「I believe」を披露した[126]。
- 2006年3月10日 - KAT-TUNがCDデビュー後初登場。デビューシングルの「Real Face」を披露した[126]。
- 2006年3月17日 - 仲間由紀恵 with ダウンローズが登場。「恋のダウンロード」を披露した[128][181]。
- 2006年4月21日 - EXILEが出演し、6人体制での最後のライブを行った[182]。
  - 3月27日、SHUNがソロ活動専念のため、3月29日をもってEXILEを脱退することを発表していた。番組では300人のファンの前で「YES!」、2001年のデビュー曲「Your eyes only 〜曖昧なぼくの輪郭〜」を披露した[183]。
  - また、この回ではいきものがかりが初登場し、「SAKURA」を披露した[184]。
- 2006年4月28日 - ジェイムス・ブラントが初登場。「You're Beautiful」を披露した[185]。
- 2006年6月9日 - AKB48が初登場[186]。「スカート、ひらり」を披露した。
- 2006年7月28日 - レッド・ホット・チリ・ペッパーズが出演。日本のTV番組で、生演奏を披露するのはこれが初めてとなる。番組では「Dani California」を披露した[187]。
- 2006年8月11日 - ダニエル・パウターが出演。「バッド・デイ〜ついてない日の応援歌」を披露した[188]。
- 2006年9月8日 - タイナカサチ（現：タイナカ彩智）が登場[189]。「最高の片想い」を披露した[190]。
- 2006年9月22日 - 「ミュージックステーション 20周年記念2時間スペシャル」を放送[61]。
- 2006年10月13日 - 「ミュージックステーション 20周年記念3時間スペシャル」を放送[62]。
  - この日の放送から、メインセットがアレンジされ、中央の観客席のバック上の真ん中に番組ロゴが配置。トーク席のバックはバック右側に特大モニターと左右につながった小さいモニター（3つ）が設けられた。
  - また、映像スクリーンもピッチの間隔がより狭くなり、ドット数が増えて色鮮やかな仕様になった。
- 2006年10月20日 - ザ・クロマニヨンズが初登場。「タリホー」を披露した[128]。
- 2006年11月3日 - サラ・ブライトマンが初出演。世界で1,500万枚を売り上げている彼女の代表曲「Time To Say Goodbye」を披露した[191]。
- 2006年12月1日 - U2が初出演。六本木ヒルズ森タワーの屋上から「Vertigo」、「Window in the Skies」を披露した[192][57]。
- 2007年1月19日 - ジョン・レジェンドが登場。｢Ordinary People」を披露した[193]。
- 2007年1月26日 - カニエ・ウェストが登場。プロデューサー＆フィーチャリングで参加した、TERIYAKI BOYZの「I still love H.E.R. feat. KANYE WEST」を、彼らと共にパフォーマンスした[194]。
- 2007年2月2日 - FUNKY MONKEY BABYSが初登場。「Lovin' Life」を披露した[195]。
  - 楽曲披露時でのDJケミカルのパフォーマンスが大きな反響を呼び、放送後の番組公式サイトには問い合わせが殺到。同月23日には、FUNKY MONKEY BABYSの特集VTRを放送した[195]。
- 2007年3月9日 - ゆずが初登場。「春風」を歌唱した[132]。また、絢香×コブクロが初登場し、「WINDING ROAD」を披露した[130]。
- 2007年3月16日 -「ミュージックステーション 春のスペシャル第一弾」を放送[196]。
- 2007年4月6日 - 「ミュージックステーション 春のスペシャル第二弾」を放送[197]。
  - 秋川雅史が初登場。「千の風になって」を披露した[198]。また、Superflyが初登場。4月4日のデビューから3日後での出演であった。番組では「ハロー・ハロー」を披露した[199]。
- 2007年5月25日 - マイ・ケミカル・ロマンスが初出演。｢Welcome To The Black Parade」を披露した[200][201]。
- 2007年6月1日 - 同年5月27日に闘病中に不慮の事故で亡くなったZARDの坂井泉水を偲び、音楽番組初出演となった1992年8月7日放送分、最後の音楽番組出演となった1993年2月5日放送分の映像を中心に特集を行った[202]。
- 2007年6月29日 - 「夏うたリクエストスペシャル」を放送[203]。
  - 6月1日放送分において、視聴者やZARDファンからの反響を踏まえ、追悼特集も実施。「負けないで」の作詞風景を含むレコーディング中の様子などの貴重な映像、「IN MY ARMS TONIGHT」を披露した1992年10月16日放送分の映像を放送した。
  - このほか、最後の音楽番組出演となった、1993年2月5日放送分の「負けないで」をフルコーラスで放送した。
- 2007年12月7日 - 新垣結衣が初登場。「heavenly days」を披露した[204]。
- 2008年1月18日 - Perfumeが初出演。「Baby cruising Love」を披露した[205]。
- 2008年4月4日 - 「ミュージックステーション 初登場ソング出身地別大公開SP」を放送[206]。
- 2008年5月9日 - Base Ball Bearが初登場。「changes」を披露した。
- 2008年5月23日 - フロー・ライダーが初出演。全米シングル・チャート10週連続1位、デジタル・チャート13週連続No.1の「今夜はロウ☆ロウ☆ロウ（Low feat. T-Pain）」を披露した[207]。
- 2008年6月27日 - 「夏うたリクエストスペシャル」を放送[208]。
- 2008年8月8日 - 「サザンオールスターズ デビュー30周年記念特番 ミュージックステーション まるごとサザンスペシャル」を放送[209]。
  - この日の放送は、同年限りで無期限活動停止を発表したサザンオールスターズのみで放送。「勝手にシンドバッド」、「LOVE AFFAIR〜秘密のデート〜」、「OH!! SUMMER QUEEN〜夏の女王様〜」、「真夏の果実」、「エロティカ･セブン EROTICA SEVEN」、「I AM YOUR SINGER」の6曲を披露した[209][210][注 46] 。
- 2008年8月22日 - 斉藤和義が初登場。「歌うたいのバラッド」を披露した[132]。
- 2008年8月29日 - SUPER BUTTER DOGが、解散前に最初で最後の地上波テレビ出演。「サヨナラCOLOR」を披露した[211]。
- 2008年9月12日 - 「ミュージックステーション秋スペ第1弾！」を放送。
  - Ne-Yoが初登場。「CLOSER」をパフォーマンスした[212]。このほか、アヴリル・ラヴィーンが1年ぶりに登場。「The Best Damn Thing」を披露した[213]。また、この放送を以てサブ司会の堂真理子が卒業した[214]。
- 2008年10月3日 - 「ミュージックステーション秋スペ第2弾！」を放送。
  - 竹内由恵（当時テレビ朝日アナウンサー、現在フリー）がサブ司会に就任[214]。この回からオープニングがリニューアルされ、スペクトル色のCGが多用されたテイストになった。また、楽曲タイトルのテロップなどもデザインが変更された。
  - 竹内アナのサブ司会就任に先立ち、放送前日にお披露目記者会見を実施。歴代サブMCを務めた下平さやかアナ、武内絵美アナ、そして9月に同番組を卒業した堂真理子アナも出席した[215]。
- 2008年10月31日 - アメリカのシンガーソングライター、ビヨンセが来日し、番組に出演。洋楽週間ランキング1位も獲得して大ヒットしていた「If I Were A Boy」を披露した。この曲のパフォーマンスを披露するのはこれが世界初であった[216]。
- 2009年1月30日 - 『テレビ朝日開局50周年記念特番』として「MUSIC STATION SPECIAL もう一度聴きたい昭和・平成の名曲ベスト100×2!」を放送[217]。
  - 『50時間テレビ』内でのプログラムのひとつとして生放送された。再結成を発表したユニコーンが16年ぶりに登場。「WAO!」のほか、過去のヒット曲をメドレー形式で演奏した[217]。
- 2009年2月13日 - 倉木麻衣が初登場。「touch Me!」を披露した[218]。
- 2009年3月6日 - 東方神起が初登場。これまで、2007年に倖田來未とのコラボ曲「LAST ANGEL」で出演したが、単独では初となる。番組では「Survivor」をパフォーマンスした[219]。
- 2009年3月27日 - イギリスのロックバンド、oasisが番組に登場。
  - テレビ朝日1階アトリウムで予定曲をパフォーマンス後、集まったファンの「oasis」コールに応え、オンエアアンコールで「Whatever」のアコースティックVer.を披露した[135]。
  - アンコールの部分は当日オンエアはされていないが、2009年5月1日放送分のMトピのコーナー内、2019年2月1日放送分で一部放送された[135]。
- 2009年5月8日 - 同年5月2日に逝去した忌野清志郎を偲び、Mステでのパフォーマンス映像を中心に追悼特集を行った[220]。
- 2009年5月29日 - グリーン・デイが登場。「Know Your Enemy」をパフォーマンスした[221]。
- 2009年6月5日 - ブラック・アイド・ピーズが登場。「I GOTTA FEELING」を披露した[222]。
- 2009年6月12日 - アメリカのシンガーソングライター、レディー・ガガが来日し初登場[223]。「Just Dance」を披露した。
- 2009年6月19日 - May J.が初出演。「Garden」を披露した[224][225]。
- 2009年7月10日 - 西野カナが初登場。「君に会いたくなるから」を披露した[132]。
- 2009年7月17日 - この日の放送は、タモリが人間ドックと白内障手術のため欠席。この時も、上戸彩、コブクロらゲストがリレー形式で司会を務めた[25]。

### 2010年代
- 2010年1月22日 - ノラ・ジョーンズが初登場。フルバンドのもと、「Chasing Pirates」を披露した[226]。
- 2010年2月12日 - 「ミュージックステーション1000回記念スペシャル」を放送[6][128]。
  - 「1000回SP 初登場1000組全部みせます！」をテーマに、過去999回放送の中から各アーティストの番組初登場シーンを特集した[128]。
  - スペシャルの放送にあわせ、放送1000回を記念した“放送1000回記念キービジュアル”を公開[227]。このほか、深夜番組「お願い!ランキング」とコラボを行い、番組の名シーンランキングを一週間にわたって放送した。同番組には、サブMCの竹内由恵、そしてサブMCを務めた有賀さつき、下平さやかアナ、武内絵美アナ、堂真理子アナも出演し、番組の名シーンを振り返ると共に当時の裏側を語った[227]。
- 2010年10月15日 - KARAが初登場。「ミスター」を披露した[228]。
- 2010年10月22日 - 少女時代が初登場。「Gee」を披露した[229]。
- 2010年11月19日 - テイラー・スウィフトが登場。全米1位を獲得したニューアルバム「Speak Now」から「Mine」を披露した[230]。
- 2010年12月3日 - 三代目 J Soul Brothersが初登場。「On Your Mark〜ヒカリのキセキ〜」を披露した[132]。
- 2011年2月25日 - 食道がんの闘病から復帰した桑田佳祐が登場[231]。
  - 番組オープニングでは、司会のタモリをはじめ、ゆず、aikoらが復帰祝いを込めて花束を贈呈。また、桑田佳祐はaiko、松本潤から頬にキスをされて照れ笑いする一幕もあった[231]。タモリとのトークでは、療養生活の様子などが語られた[231][232]。
- 2011年3月11日 - 放送の約5時間前に東日本大震災が発生したため、報道特別番組に差し替えられ、番組史上初の休止となった[233]。
  - 3月18日は東日本大震災発生後初の放送であり、「東日本大震災被災者に届け！」をテーマに、無観客のまま簡素なセットのもとで行われた。また、他のアーティストを含めた応援メッセージなどが紹介された[234][235][233][236]。
  - 25日の放送も当初の予定を変更し、7組のアーティストが応援ソングを披露した[236]。
  - 4月1日放送の3時間スペシャルでは「あなたが選ぶ元気ソングBEST120」のランキング発表と、約3年ぶりのテレビ出演となったB'zをはじめとする、7組のアーティストによるスタジオライブが披露された[237]。
- 2011年7月22日 - サカナクションが初登場。「『バッハの旋律を夜に聴いたせいです。』」を披露した[238]。
- 2011年8月12日 - LOVE PSYCHEDELICOが初登場。「It's You」を披露した[239]。
- 2011年9月2日 - ゴールデンボンバーが初登場。「女々しくて」をパフォーマンスした[240]。
- 2011年9月16日 - 番組開始から25周年を記念した3時間スペシャルを放送[63]。
  - 「25年の音楽シーン全部振り返ります！」をテーマに、“5年ごとのシングル売り上げランキング”と“Mステ名場面集”の特集が行われた[63][126]。
  - 3時間スペシャルの放送にあわせ、番組25周年を記念した“25周年記念キービジュアル”を公開。放送当日の日刊スポーツの一面広告にも掲載された。東日本大震災が発生した年に番組25周年を迎えることをふまえ、エール、希望などを含め、少しでも前向きな気持ちになれるよう、様々なアーティストによるメッセージを掲載。各々の代表曲の歌詞を、1フレーズ自筆で書いたものになっている[241][242]。
- 2011年10月14日 - この日の3時間スペシャルからタイトルロゴが6年ぶりに『MUSIC STATION ●━ ━● SINCE 1986 』へリニューアル。このほか、メインセットが5年ぶり、テロップが6年ぶりに大幅に変わった。
  - ロゴはブルーが基調のテイストで、アーティスト、ファン、歌、人をつなげる「音のシナプス」がコンセプト。メインセットは、セット全体にドーム級のコンサートと同規模の約45万灯のLEDを使用。LEDスクリーンでは、高い透過性をもつLED「ClairCell（クレアセル）」電飾が、テレビセットでは初めて大々的に導入された。「1アーティスト＝1セット」はそのままに、多彩な表現を可能にしている[243]。
  - セットのリニューアルに伴い、左側が観客席、中央が階段、右側がトーク席になった。また、MC席の配置も、ゲストのアーティストと向かい合うようになっている[244]。
- 2012年1月20日 - JUN SKY WALKER(S)が、およそ20年2カ月ぶりに登場。番組初登場時に披露した「START」を生演奏した。また、同月11日に解散を発表した東京事変は、発表後初のテレビ生出演となった[245]。
- 2012年4月6日 - 「MUSIC STATION 春SP」として3時間スペシャルを放送。この回に、世界的な人気を誇るR&Bシンガーのリアーナが登場。「We Found Love」を披露した[246]。
- 2012年5月4日 - YouTubeにて、本番組のコーナー「Young Guns」からのスピンオフ企画『MUSIC STATION YOUNG GUNS ON THE WEB』の配信を開始（10月31日までの期間限定配信）[247]。
  - 同年6月22日まで全6回配信され、SEKAI NO OWARI、back number、井手綾香、Civilian Skunk、シェネルの計5組が出演[248]。
  - レギュラー回の放送終了後のスタジオで収録が進められ[247]、進行は竹内が行い、1回につき1組を紹介した[247]。
- 2012年5月18日 - きゃりーぱみゅぱみゅが初登場。「CANDY CANDY」を披露した[249]。
- 2012年5月25日 - ノエル・ギャラガーが登場。ノエル・ギャラガーズ・ハイ・フライング・バーズ名義のアルバム「Noel Gallagher's High Flying Birds」から、「Dream On」をパフォーマンスした[250]。
- 2012年6月22日 - リンキン・パークが出演。日本の地上波TVでは初のパフォーマンスとなる。番組では「Burn It Down」をスタジオライヴ形式で披露した[251]。
- 2012年7月13日 - この年、期間限定で再結成したPRINCESS PRINCESSが16年ぶりの出演を果たした[252]。この日は、「Diamonds」と「世界でいちばん熱い夏」を披露した。
- 2012年7月27日 - 星野源が初登場。「夢の外へ」を披露した[253]。
- 2012年9月14日 - カーリー・レイ・ジェプセンが初出演。「Call Me Maybe」を披露した[254]。
- 2012年11月9日 - ツアーのために来日したLMFAOのレッドフーが初出演。シャッフルダンスが話題の楽曲「Party Rock Anthem」を披露した[255]。
- 2013年1月25日 - ブルーノ・マーズが初出演。「Just the Way You Are」、「Locked Out of Heaven」を披露した[256]。また、MONGOL800が初出演し、代表曲である「小さな恋のうた」を披露した[257]。
- 2013年3月1日 - 「スーパーアイドルスペシャル」を放送[258]。
- 2013年5月24日 - FUNKY MONKEY BABYSが、解散前最後の出演。この日はスペシャルメドレーを披露した[259]。
  - ファンキー加藤は「こぶしの中には無限の可能性が秘められていることを忘れないで下さい。ありがとう!」と呼びかけた。歌唱後、加藤は「10年間ありがとうございました」と頭を下げた[259]。
  - 番組最後には、タモリからメンバー一人ひとりに花束が贈られ、加藤は「ミュージックステーション最高!」と叫び、最後のテレビ出演を締めくくった[259]。
- 2013年6月14日 - この年デビュー25周年を迎えたB'zが出演[260]。
  - “一夜限りのB'zスペシャル!”と題し、新曲「Q&A」の他、番組ホームページで行われたB’zリクエストランキングの結果を基に、「LOVE PHANTOM」、「裸足の女神」、「ultra soul」の3曲を披露した[260]。
  - B'zの他の出演者は関ジャニ∞ときゃりーぱみゅぱみゅの2組のみで、B'zがスタジオでのレギュラー放送に出演するのは6年ぶりであった[260]。
- 2013年7月5日 - 「ミュージックステーション 夏のスーパーライブ」を放送[261]。
- 2013年7月26日 - サザンオールスターズが活動を再開し、5年ぶりの出演を果たした[262]。この日は「ピースとハイライト」と「蛍」を披露した。
- 2013年9月27日 - 「ミュージックステーション3時間SP」を放送。 YOSHIKIが約16年ぶりに登場。また、この放送を以てサブ司会の竹内由恵が卒業した[263][注 47]。
- 2013年10月18日 - 弘中綾香（テレビ朝日アナウンサー）がサブ司会に就任。平成生まれとしては番組開始以来初となる[264]。
  - この回で、キッスが初めてスタジオ出演を果たした（番組には1996年10月4日以来2度目の出演だが、前回は中継での出演だった）[265]。
- 2013年11月1日 - ワン・ダイレクション、ケイティ・ペリーが出演。ワン・ダイレクションは世界的なヒット曲「Best Song Ever」、ケイティ・ペリーはスペシャルメドレーを披露した[266]。
- 2013年11月29日 - 『55時間テレビ』内でのプログラムのひとつとして、テレビ朝日開局55周年記念特別番組「超豪華アーティストプレミアムライブ」と題したスペシャルを3時間にわたって放送[267]。
- 2013年12月27日 - この日の『ミュージックステーション スーパーライブ2013』が、EXILE HIROにとって勇退前最後のMステ出演となった。
  - この日はスペシャルメドレーを披露。同グループ弟分の三代目 J Soul Brothersと妹分のE-girlsもパフォーマンスに加わり、会場全体を盛り上げた。また、大トリとして、GLAYとEXILEによるコラボユニット「GLAY×EXILE」も一夜限定復活し、2005年に発売したGLAY×EXILE名義のシングル「SCREAM」を披露。当時と異なり、EXILEのメンバーは6人から14人に増え、総勢18人での大迫力のライブステージで魅了し、会場を沸かせた[268]。
- 2014年4月11日 - 活動休止を発表しているアンジェラ・アキが、休止前最後のテレビ出演[269]。
- 2014年5月16日 - ファレル・ウィリアムスが初出演。「Happy」を披露した[270]。また、May J.と千葉県立幕張総合高等学校合唱団が共演し、「Let It Go〜ありのままで〜」を披露した[271]。
- 2014年5月23日 - KANA-BOONが初登場。「フルドライブ」を披露した。また、B'zの稲葉浩志がソロとして10年ぶりに登場。「oh my love」を披露した[272]。
- 2014年6月6日 - B'zの松本孝弘が、ソロとして12年ぶりに登場。「New Horizon」、そして番組エンディングテーマ「#1090 [千夢一夜] 」を披露した[161]。
- 2014年6月13日 - コールドプレイが登場。代表曲「Viva La Vida」と新曲「A Sky Full Of Stars」を披露した[273]。
- 2014年6月20日 - アリアナ・グランデが初出演。「Baby」、「Problem」を披露した[274]。また、キング・クリームソーダが初出演。アニメ『妖怪ウォッチ』のオープニングテーマ「ゲラゲラポーのうた」を披露した[275]。
- 2014年7月11日 - この日は、レギュラー放送回では最多となる8組、総勢63名が出演した。
  - 出演者席に65名（タモリ・弘中含む）全員が収まりきらないことから、1991年1月18日以来、公開形式導入後としては初めて観客を入れず、いわゆる3年ぶりの無観客放送となった[276]。
- 2014年7月25日 -「真夏の最強ライブ」と題したスペシャルを3時間にわたって放送。BUMP OF CHICKENが初出演。これは彼らにとって、デビュー15年で初めての地上波テレビ初パフォーマンスであった[277]。
  - 放送後のYahoo!トピックスには、「バンプMステ初出演。藤くん笑顔」と書かれた。当日は「虹を待つ人」と「ray」をフルで披露した[278]。
- 2014年10月31日 - Dream5が初出演[279]。「キング・クリームソーダ & Dream5」という形で、それぞれ『妖怪ウォッチ』の主題歌「初恋峠でゲラゲラポー」と「ようかい体操第一」をメドレーで披露した[280]。
- 2014年12月26日 - 『ミュージックステーション スーパーライブ2014』で、X JAPANが再結成後、17年ぶりの出演となった[281]。
  - 代表曲でもある「紅」のイントロから始まり「Forever Love」をはじめ、新曲「Hero」などスペシャルメドレーを披露。「Hero」ではYOSHIKIが上半身裸になり激しく打ち鳴らすと、Toshlが寄り添い熱唱し会場を盛り上げた。

- 2015年1月23日 - AFCアジアカップ2015準々決勝の日本対UAE戦の中継に伴い、午後9時20分からの放送となった[282]。
  - 午後8時30分からの放送を予定していたが、延長戦及びPK戦により、50分遅れでの放送となった（実質史上初の9時以降の放送でもある）[注 48][282]。
  - KAT-TUNが「Dead or Alive」の披露予定を、同曲（同シングル）の通常盤のみに収録されているカップリング曲の「WHITE LOVERS」に変更し、凛として時雨は「Who What Who What」の歌詞の一部をそれぞれ変更した上での披露となった。ISILによる日本人拘束事件の影響とみられる[283][284]。
- 2015年5月8日 - LiSAと藍井エイルが初出演。「LiSA VS 藍井エイル」という形で、お互い向かい合ってそれぞれの代表曲「Rising Hope」、「IGNITE」を披露。番組史上初のアニソン歌手の競演となった[285]。
- 2015年7月10日 - Ken Yokoyamaが初出演。地上波の生放送番組でパフォーマンスを行うのは初であり、「I Won't Turn Off My Radio」を披露した[286]。
- 2015年7月24日 - 水樹奈々が初出演。自身が出演しているアニメ『戦姫絶唱シンフォギアGX』のオープニングテーマ「Exterminate」を披露した[287]。声優が出演するのは、1997年8月29日の椎名へきる以来、約18年ぶりとなった。
- 2015年8月7日 - 加山雄三が78歳で初出演。THE King ALL STARSとして、「continue」を披露した[288]。また、放送開始30周年を記念してシリコン製の「タモリ像」が制作され、この日初披露された[289]。
- 2015年9月23日 - 『ミュージックステーションウルトラFES』と題した10時間スペシャルが放送された。
  - バーチャルシンガーの初音ミクが初出演[290]。これが地上波テレビ初パフォーマンスであった[291]。放送では、スペシャルコーナー「日本人に元気をくれた 世界に誇るニッポンの歌 BEST100」の第25位にランクインした「千本桜」を披露した。番組にバーチャルシンガーが出演するのは初である[291]。
- 2015年10月30日 - 「ハロウィンスペシャル」を放送[292]。
- 2015年12月4日 - ジャスティン・ビーバーが初出演。全米No.1の大ヒットシングル「What Do You Mean?」を披露した[293]。さらにテレビアニメ『ラブライブ!』から派生した声優ユニットであるμ'sが初登場[294][注 49]。
- 2016年1月から - 歌唱前の司会者とアーティストのトーク時間を減らし、最新曲などの紹介VTRを挿入するようになる。
- 2016年1月15日 - ゲスの極み乙女。が、ギター・ボーカルの川谷絵音のベッキーとの不倫騒動以来、初めての出演となった。タモリとのトークでは騒動に触れることはなかったが、演奏後に川谷が深々と頭を下げた[295][296]。
- 2016年2月12日 - WaTが、解散前最後の出演。最初に初出演時の映像が流され、続いて「僕のキモチ」と「はじまりの時」を披露した[297]。
  - 小池徹平が「みなさんには感謝の気持ちしかありません。そしてウエンツ、いままでありがとう」と声を掛け、ウエンツは号泣しながら「本当にありがとうございました。皆さんに逢えて本当に嬉しかったです」と述べた[298]。
- 2016年3月11日 - アンダーワールドが出演。TOMATOが制作し、日本限定で公開された映像『If Rah（visual experiment）』を交えながら、新アルバムからの「If Rah」から 「Born Slippy Nuxx」へとつなぐメドレーを披露した[299][300]。
- 2016年3月25日 - 同日の「ミュージックステーション春の豪華3時間SP」から、オープニングテーマが『#1090 〜Million Dreams〜』へリニューアル。これに伴い、オープニングの映像もリニューアルされた[注 50][301]。 
  - また、この日の放送で、1996年から使われていたソニー製のマイクが20年ぶりに更新された。
  - ケツメイシがおよそ10年ぶりに登場。「さらば涙」、「友よ 〜 この先もずっと…」、「さくら」を披露した[302]。
- 2016年4月15日 - この日の放送から、長らく火曜21時台で放送され、前週より金曜21時台で放送を開始した『ロンドンハーツ』の予告CM（と同番組ナレーター・佐藤賢治のナレーション）が1本目（2本目の場合あり）のCM明けに放送されている。
- 2016年5月6日 - 三浦大知が初登場。「Cry & Fight」をパフォーマンス。パフォーマンス冒頭では、歌唱をアカペラで行い、ダンサーチームとシンクロダンスを披露した[303]。
- 2016年7月22日 - YEN TOWN BANDが20年ぶりに出演。「EL」を披露した[304]。
- 2016年8月19日 - Aimerが初登場。「蝶々結び」を披露した[305]。
- 2016年8月26日 - RADWIMPSが初登場。デビュー11年で、地上波テレビ初パフォーマンスであった。同年公開され、大ヒットしたアニメ映画『君の名は。』の主題歌「前前前世(movie ver.)」を披露した[306]。
- 2016年9月19日 - 『ウルトラFES第2弾』と題した10時間スペシャルが放送された。
  - 宇多田ヒカルが活動再開後初のテレビ出演[307]。放送では、2012年に公開されヒットしたアニメ映画『ヱヴァンゲリヲン新劇場版:Q』の主題歌「桜流し」を披露した。
- 2017年2月24日 - X JAPANが21年ぶりにレギュラー放送に出演。
- 2017年3月31日 - 「ミュージックステーション3時間SP」を放送[308]。
  - ゴールデンボンバーは、「＃CDが売れないこんな世の中じゃ」の歌唱中に同曲を無料配布するQRコードを映し、視聴者にダウンロードを呼びかけるパフォーマンスを行った[308]。また、楽曲終盤にはアキラ100%がサプライズ登場。銀盆にQRコードを貼り付けた状態で、メンバーと共演すると共にパフォーマンスを行った[308]。
  - 楽曲のパフォーマンス後には、配信ページ、テレビ朝日のホームページにアクセスしづらい状態が続いた。そのため、番組放送中にサブMCの弘中綾香が謝罪を行った。このほか、Twitterでトレンド1位となるなどの反響も起きた[308]。
- 2017年4月14日 - 『けものフレンズ』のメインキャストによるユニット、どうぶつビスケッツ×PPPが初登場。「ようこそジャパリパークへ」を披露した。また、同じく初登場の竹原ピストルは、「Forever Young」を披露した[309]。
- 2017年5月26日 - Dragon Ashが初登場。1997年のデビューから20年を経ての登場となり、番組では「Mix It Up」を披露した[310][311]。
- 2017年6月2日 - 菅田将暉が初登場。「見たこともない景色」を披露した[312]。
- 2017年6月30日 - TWICEが初登場。「TT -Japanese ver.-」をパフォーマンスした。また、同じく初登場のディーン・フジオカは、「Unchained Melody」を披露した[313]。
- 2017年9月1日 - DAOKOが初登場。「打上花火」を、映画『打ち上げ花火、下から見るか? 横から見るか?』の特別映像を交えながら披露した[314]。
- 2017年9月18日 -『ウルトラFES第3弾』と題した10時間30分スペシャルが放送された[315]。
  - 高橋洋子が1992年10月16日以来約25年ぶりに出演を果たし、自身の代表曲「残酷な天使のテーゼ」を披露した。
  - この放送が、活動休止前最後の出演となったタッキー&翼が、「REAL DX」「Venus」「夢物語」を披露。ステージでは、今井翼が滝沢秀明の頬にキスをし、会場を沸かせた。
- 2017年11月17日 - 荻野目洋子が18年ぶり登場。登美丘高校ダンス部とコラボしたパフォーマンスを行った。また、岡村靖幸が初登場。DAOKOと共にコラボナンバーを披露した[316]。
- 2017年12月1日 - 福山雅治の応援ゲストとして黒柳徹子が登場。2015年に初開催された『ウルトラFES』での登場以来となる[317]。
- 2017年12月22日 - 『ミュージックステーション スーパーライブ2017』を放送。 HIKAKIN&SEIKINが初出演。番組史上初のYouTuberのゲスト出演となった[318]。
- 2018年1月26日 - 「10代・20代に聞いた、恋うたランキング」を放送。フランツ・フェルディナンドが初登場。最新曲「Always Ascending」を演奏した[319]。
- 2018年1月30日 - 4代目サブ司会で務めていた、有賀さつきが急逝[320]。
- 2018年2月16日 - 「高校ダンス部員に聞いたダンスがうまいと思うアーティストランキング」を放送。あいみょんが初登場。「君はロックを聴かない」を披露した[321]。
- 2018年2月23日 - 「ダンス×映像マジックSP」と題した2時間スペシャルを放送[322]。
  - アーティストのパフォーマンス演出には、AR、プロジェクションマッピング、ペットロボット、ワイヤレスカメラなどの技術を駆使した。このほか、VTR企画では“アーティストが選ぶ好きな振付け“を実施[322]。
- 2018年4月 - 4月から放送時間を15秒短縮し、この15秒は前述の『ロンドンハーツ』の予告CM後に行われる『報道ステーション』の生予告CMに充てられる。
- 2018年4月27日 - フィッシャーズが初登場。歌番組は初登場であり、地上波では初のパフォーマンスとなる。番組では「虹」をパフォーマンスした[323]。
- 2018年5月11日 - 「コラボSP」を放送。大原櫻子 × TAKERU、東京スカパラダイスオーケストラ feat.さかなクンによるパフォーマンスが行われた[324]。
- 2018年6月1日 - 2018年7月をもって、活動を終了することを発表している チャットモンチーが最後の出演[325]。
  - 「たったさっきから3000年の話」と、代表曲「シャングリラ」を披露。番組最後に花束が贈られると、福岡は「田舎で自慢できます!」と胸を張り、橋本も「楽しかったです、ありがとうございます」と感謝を伝えた[326]。
- 2018年6月15日 - ジェジュンが8年半ぶりに登場。ソロとしては初の出演となる[327]。このほか、 辻井伸行が初登場。久石譲とタッグを組んだ楽曲「The Dream of the Lambs」を生披露した[328]。
- 2018年7月6日 - 「ミュージックステーション2時間SP」を放送。
  - 関ジャニ∞は、渋谷すばるが脱退するため、7人体制でのMステ出演はこの放送が最後となる。これに合わせ、Mステでの秘蔵映像を含む特集を実施した[329]。
- 2018年8月31日 - 番組開始より一貫して、オープニングタイトル・司会者の挨拶から開始していたフォーマットが変更。
  - この日より番組開始の20時と同時に一曲目から始まり、曲終了後にオープニングへ流れる体制へと変更された。現在は一曲目の前に当日の放送内容を紹介するラインナップのVTRが挿入されている[注 51]。
- 2018年9月17日 - 『ウルトラFES第4弾』と題した10時間スペシャルが放送された。
  - DA PUMPが約21年ぶりに登場。「U.S.A.」をパフォーマンスした[330]。また、この放送を以てサブ司会の弘中綾香が卒業した[331]。
- 2018年10月19日 - 並木万里菜（テレビ朝日アナウンサー）がサブ司会に就任。初代の中原理恵から数えて、10代目のサブMCとなる[332]。 
  - 並木アナのサブ司会就任に先立ち、お披露目記者会見を実施。歴代サブMCを務めた下平さやかアナ、武内絵美アナ、堂真理子アナ、竹内由恵アナ、そして9月に同番組を卒業した弘中綾香アナも出席した[332]。
- 2018年11月2日 - 番組開始より存在したオープニングタイトルのCG、1990年12月から行ってきたオープニングでの出演アーティストが一組ずつメインセットの階段を下りて登場しながら紹介される演出を撤廃。
  - 一曲目披露後に、オープニングタイトルのCG、そして出演アーティストが一斉に階段を下りてくる演出に変更された。しかし、翌週の9日放送分では以前の形式に戻され[注 52]、30日放送分では2日放送分と同様の形式に再び戻っている[注 53]。
- 2018年11月8日 - 11月9日放送回に出演予定だった韓国の7人組男性グループBTS(防弾少年団)の出演を見送ると番組ホームページで発表した[333]。
  - テレビ朝日によると、BTSのメンバーが以前、原爆が描かれたTシャツを着用し波紋を呼んでいるとの報道があり、所属レコード会社との協議を重ねたが、最終的にテレビ朝日側が出演中止を求めた[333]。
  - 披露する予定だった曲目は「FAKE LOVE -Japanese ver.-」と「IDOL」であった[334]。なお、9日放送分では冒頭で並木によって「出演者を当初の予定から一部変更する」旨のみ説明がなされた。また、提供スポンサーのCMに関しては通常通り出稿されたものの、提供クレジットは自粛され、この日は全社PT扱いとなった。
- 2018年11月25日 - 初代番組テーマ曲を手掛けた前田憲男が死去[335]。
- 2018年11月30日 - Official髭男dismが初登場。「Stand By You」を演奏した[336]。
- 2019年1月18日 - 2時間スペシャルを放送。2019年最初の放送であり、テレビ朝日1階アトリウムに、類似のスタジオセットを建てて放送した。バックストリート・ボーイズが約9年ぶりに登場した[337]。
- 2019年2月1日 - テレビ朝日が、1959年2月1日に日本教育テレビとして開局してから、60周年（満61年）を迎えるにあたり、『テレビ朝日開局60周年記念特別番組』として放送[注 54][338]。
  - オープニングではタモリ・並木に続いてゲストが一組ずつ、2018年以前と同様に入場してくる形となった。さらにこの日は、嵐が活動休止を発表してから初めての生番組への出演となり、「君のうた」と「感謝カンゲキ雨嵐」を披露した[339]。
- 2019年2月22日 - King Gnuが初登場。「Slumberland」を演奏した[340]。
- 2019年4月19日 - この日の放送分から、その回に出演したゲストの楽曲をまとめたプレイリストを、LINE MUSICで配信されるようになった。
- 2019年4月26日 - 「平成」として最後の生放送。AKB48、上白石萌音、King Gnu、ジェジュン、ジャニーズWEST、槇原敬之、Little Glee Monsterが登場した。
  - VTR企画では「もう一度見たいラストステージング」をランキングで発表。解散した人気グループの解散当日の番組でのパフォーマンス、豪華アーティストのラストライブの様子などが放送された[341]。
  - 槇原敬之は、平成でもっともヒットした曲「世界に一つだけの花」をセルフカバーで披露した[342]。
- 2019年5月10日 - 元号が「令和」に改元されて最初の放送。冒頭のラインナップVTRが開始から無音のままで、スタジオの音声が時折入る放送事故が起こった。一曲目終了後の司会者挨拶後に、並木が謝罪を行った[343]。
- 2019年5月17日 - タモリ・弘中時代途中からVTRコーナーの拡大などを行っていたが、この日の放送で開始から10分近くのVTRコーナーを経た後に、スタジオでのオープニングに繋がる近年のテレビ番組でよく見られるフォーマットへ変更された。
  - この日のみ出演アーティストが階段を下りる演出が廃止され、1990年12月までと同様に既にトーク席に全員が板付きの状態で始まる事態になった。5月24日以降は開始時にOPが流れ、階段の演出も復活されている。
- 2019年6月14日 - Foorinが初登場。「パプリカ」をパフォーマンスした[344]。
- 2019年6月21日 - 中村倫也＆木下晴香が初登場。映画『アラジン』の主題歌「ホール・ニュー・ワールド」を披露した[345]。
- 2019年7月5日 - TWICEのミナが、体調不良のため出演をキャンセル。8人での出演となった[346]。
- 2019年7月19日 - 当初はレギュラー放送の予定だったが、10日前に死去したジャニー喜多川の追悼企画を行うため、急遽30分拡大して21時24分までのスペシャル放送となった[347]。
  - 通常20時54分からのミニ番組枠以降の番組が、30分繰り下げとなった。また、声優の山寺宏一が男性声優として初出演。映画『アラジン』の劇中歌「フレンド・ライク・ミー」を披露した[348]。
- 2019年8月2日 - 俳優の賀来賢人が初出演。映画『ライオン・キング』の代表的楽曲「愛を感じて」を、女優の門山葉子とのデュエットで披露した[349]。
- 2019年8月9日 - フジファブリックが初出演。2009年に急逝した志村正彦に関する特別演出を交えたバージョンで「若者のすべて」を披露した[350]。
  - 同じくこの日出演したRADWIMPSは、映画『天気の子』の主題歌「グランドエスケープ(Movie edit)feat.三浦透子」と「愛にできることはまだあるかい」を、新海誠監督が編集した特別映像を交えながら披露した[注 55][351]。
- 2019年8月30日 - 金曜20時台としては最後の通常放送。矢沢永吉が、満70歳の誕生日を目前に初出演。矢沢にとって、これがタモリとの初共演であった[352]。
  - テレビ朝日本社7Fのテラスでの特設ステージのもと、六本木の夜景をバックに「ヨコハマ Uo・Uo・Uo」、「黒く塗りつぶせ」を披露した[353][352]。
- 2019年9月13日 - 枠移動前最後の放送であり、2時間SPを実施。放送開始から33年間を振り返る総集編を放送した[354][355]。また、この日をもってミニ番組「ミニステ」は最終回となった。
  - 放送時間変更にあたって、タモリが出演する番宣CMを公開。番組公式Twitterで公開されたほか、番組途中にも放送された。内容は同年4月1日の新元号発表会見をパロディ化したもの[356][357]。
- 2019年10月4日 - 放送時間変更にあたって、タモリが出演する番宣CMの第二弾が発表された。内容はタモリがテレビ朝日のスタジオを目指し疾走するもの[358][359]。
- 2019年10月18日 - 「ミュージックステーション3時間SP」を放送[69]。
  - この回から、8年ぶりにタイトルロゴが『MUSIC STATION SINCE 1986  × FRIDAY 9NIGHT LIVE ×』へ変わり、テロップ、スタジオセットなども大幅にリニューアル。ロゴは「LIVE MUSIC」と「MOVE」がコンセプト。タイトルバックにはカラーパウダーのテイストを施しており、様々な形に変化するデザインになっている。また、メインセットは「躍動感」をコンセプトに、観客に囲まれたステージへ生まれ変わった[360]。
  - ポスタービジュアルも一新され、タイトルロゴのコンセプトに合わせたデザインへと変更。“マイクを持って駆け出すタモリ”となっている[361]。
  - ゲストは、いきものがかり、Official髭男dism、King & Prince、Cocco、THE YELLOW MONKEY、ジャニーズWEST、スピッツ、Sexy Zone、乃木坂46、BLACKPINK、槇原敬之、日向坂46、Foorin、宮本浩次が登場した[362]。
  - 視聴者から、生リクエストを募る“みんなでつくるMステ”をテーマに放送[69]。槇原敬之は、データ放送で歌唱楽曲の生投票を行った[363]。この他、いきものがかりの水野良樹が生放送中に楽曲を作成した[364][365]。
  - 放送に先立ち『ザワつく!金曜日』、『マツコ&有吉 かりそめ天国』、そして当番組を含めた3番組による「『テレ朝金曜3番組』合同記者会見」を実施。番組公式LINEとTwitter、テレビ朝日公式LINEとYouTube、AbemaTVで生配信された[13][366]。
- 2019年10月25日 - この日から放送時間を1時間繰り下げ、金曜21時台でのレギュラー放送を開始。この日の放送のみ、放送時間が21:00 - 21:48と通常より6分短縮されて放送された[注 56][注 57][12]。
  - 前回と同様に“みんなでつくるMステ”をテーマに放送。この回以降、オープニングでの階段からのアーティスト登場演出が簡略化されるようになった[注 58][367]。
  - 平井堅は『Ken’s Bar』を再現したライブスタイルで、スタジオの観客から寄せられたリクエストで楽曲を披露[注 59][368]。また、THE RAMPAGE from EXILE TRIBEは楽曲の間奏部分で披露するオリジナルダンスを、視聴者生投票で決定した[367]。
  - 金曜21時台でのレギュラー放送開始に先立ち、平日深夜のミニ番組『全力坂』とコラボを実施。Mステのオープニングテーマをバックに、サブMCの並木アナが、東京都目黒区の坂を全力で駆け上がった。この模様は10月23日・24日に放送された[369]。
- 2019年11月8日 - 習志野高校吹奏楽部が初登場[370]。
  - 「美爆音メドレー」として「サウスポー」、「世界でいちばん熱い夏」を披露。また、東京スカパラダイスオーケストラとのコラボも行われ、「東京スカパラダイスオーケストラ×習志野高校吹奏楽部」として「風のプロフィール feat. 習志野高校吹奏楽部」を生演奏した[370]。
- 2019年11月22日 - 「ミュージックステーション2時間SP」を放送。
  - 中元みずきが初出演し、アニメ映画『アナと雪の女王2』の主題歌「イントゥ・ジ・アンノウン〜心のままに」をテレビ初披露した。また、声優の武内駿輔が初出演。『アナと雪の女王2』の劇中歌「あこがれの夏」を披露した[371][372]。
- 2019年11月29日 - 木梨憲武が約9年ぶりに登場。「GG STAND UP!! feat. 松本孝弘」を披露した[373]。
- 2019年12月27日 - 『ミュージックステーション ウルトラスーパーライブ2019』と題した11時間超えのスペシャルを放送[374]。

### 2020年代
- 2020年1月31日 - “中島みゆきトリビュート“を実施。AI、竹原ピストル、Toshlが中島の楽曲を歌唱した。トリビュート企画は番組史上初[375]。
- 2020年2月28日 - リゾが来日し、番組に登場する予定だったが、直前に来日が延期となり[376]出演を見送ると発表した[377]。
  - このほか、2019新型コロナウイルスの世界的な感染拡大に伴い、テレビ朝日では同週から当面原則すべての番組は、観客なしでの収録を明らかにした[378][379]。これに伴い、2014年7月11日以来、公開形式導入後2度目となる無観客放送となった。以降、2023年5月5日までの間は無観客放送となっている[380]。
- 2020年3月6日 - “元気を贈る歌”特集を実施[381]。
- 2020年3月13日 - “卒業式の日にみんなで歌いたかった曲”特集を実施。川嶋あいが初登場で、卒業ソングとして愛され続ける「旅立ちの日に…」を披露した[382][383]。
- 2020年4月2日 - 4月3日放送回に出演予定だったジェジュンが、出演を見送るとジェジュンの日本公式サイトで発表した[384][385]。
  - 文春オンラインの記事では、自身のエイプリルフール発言の影響と報じている[386]。披露する予定だった曲目はニューシングル『Brava!! Brava!! Brava!!/Ray of Light』収録の「Brava!! Brava!! Brava!!」だった[387]。
- 2020年4月3日 - 「ミュージックステーション3時間SP」を放送。スペシャルでは初めての無観客放送となる。
  - 司会のタモリ、並木万里菜があいさつする場面も、2019新型コロナウイルス対策として数メートル距離を取って登場した。また、アーティストが座るひな壇は用意されず、タモリとゲストのトークも十分な距離を置いて行われた[注 60][388]。
  - “松田聖子トリビュート“を実施[389]。宮本浩次が「赤いスイートピー」、JUJUが「SWEET MEMORIES」を生歌唱したほか、貴重なVTRの数々で松田聖子の40周年を振り返った。このほか、“力をくれる前向きソング特集”も行われ、木村拓哉、斎藤工、菜々緒、間宮祥太朗、ROLAND、EXIT、ぺこぱがVTRで登場した[390]。また、この回では東京事変が活動再開後初の出演となった[391]。
- 2020年4月14日 - テレビ朝日局内での新型コロナウイルスの感染者発生を受け、4月中の生放送休止を発表した[392]。
- 2020年4月17日 - “春うた30年の名曲ヒストリー”をテーマとするVTR企画を放送。YOSHIKI（X JAPAN）、コブクロ、山口一郎（サカナクション）によるコメント映像などが紹介された。
  - 司会のタモリ、並木万里菜は番組出演せず、過去のアーティスト出演映像をVTRで振り返る構成で進められた[注 61][393][394][395]。
- 2020年4月24日 - “胸がキュンとする恋うたランキング”を放送。松岡昌宏（TOKIO）、伊野尾慧（Hey! Say! JUMP）、片寄涼太（GENERATIONS）、かれん（Little Glee Monster）がコメント出演した。
  - 司会のタモリ、並木万里菜は前回同様に番組出演せず、過去のアーティスト出演映像などによる構成で進められた[396][397]。
- 2020年5月1日 - “今こそ家で踊りたい曲ランキング”を放送。星野源、Foorin、鬼龍院翔（ゴールデンボンバー）、三代目J SOUL BROTHERSからNAOTO、小林直己、岩田剛典、加藤史帆（日向坂46）がコメント出演した。
  - この回も司会のタモリ、並木万里菜は番組出演せず、前回と同様の構成で進められた[398][399]。
- 2020年5月8日 - 4月3日以来、1カ月ぶりに生放送を再開。“アーティストが今届けたい歌SP”を実施[400][401]。
  - 司会のタモリと並木万里菜は、2019新型コロナウイルス対策として数メートル距離を取り、アーティストとリモートでトークを交えながら番組が進められた[注 62][400][401]。
  - RADWIMPSは「番組にぜひメッセージを届けてほしい」という出演オファーに賛同し、そのもとで生まれた新曲「新世界」を披露した[402]。楽曲披露時には感染対策として、番組初の試みとして密集を避けるため、無人カメラ9台のみを使用した[400][401]。
  - この回以降、番組構成は感染動向にふまえながら、リスク対策を徹底した制作オペレーションのもと、アーティストのリモート出演、スタジオライブなど、動向に応じた構成になっている[401]。
- 2020年5月15日 - “アーティストが今届けたい歌SP 第2弾”を実施。前回と同様のスタイルで番組が進められた[注 63][403]。
  - 山口一郎（サカナクション）× 川上洋平（［ALEXANDROS］ ）は、両者のInstagramのインスタライブで番組とつなぎながら、演奏曲を事前に決めない自由なスタイルで、それぞれの自宅から弾き語りを行った[404][401]。
- 2020年5月22日 - “アーティストが今届けたい歌SP 第3弾”を実施[注 64][405]。
- 2020年5月29日 - “みんなで歌いたい ハモリソングランキング”を実施[注 65][406]。
- 2020年6月5日 - “TikTokトレンド動画特集”を実施[注 66]。
  - 氷川きよしが14年ぶりに登場し[注 67]、クイーンの名曲「ボヘミアン・ラプソディ」の日本語カバーを披露[407][408]。また、初登場となる北村匠海は、「猫 〜THE FIRST TAKE Ver.〜」を熱唱した[409][410]。
  - この回は番組オンエア前後に、TikTokによる特別番組を生配信[注 68]。MCにEXITを迎え、番組オンエア前の生配信では、北村匠海（DISH//）、湘南乃風、miletが登場。番組オンエア後の生配信では、MCに番組司会の並木万里菜も加わり、先述のゲスト3組のほか、Shuta Sueyoshi、景井ひなが登場した[411][412]。
- 2020年6月12日 - “バズった音楽動画SP 2020上半期特集”を実施[注 69][413]。
- 2020年6月19日 - “5年分の音楽サブスク再生数ランキング特集”を実施[注 70][414]。初登場のRin音は「snow jam」をパフォーマンスした[415]。
- 2020年6月26日 - “周年アーティスト特集”を実施[注 71][416]。
- 2020年7月3日 - “DREAMS COME TRUEトリビュート“を実施[注 72]。
  - AIが「LOVE LOVE LOVE」、城田優が「やさしいキスをして」、Little Glee Monsterが「何度でも」をカバーした。また、トークゲストとして中村正人（DREAMS COME TRUE）も出演。番組での過去の映像を振り返りながら、楽曲の制作秘話を交えたトークなどを司会、ゲストと行った[417]。
- 2020年7月10日 - “歌ってみた動画ランキング“を実施[注 73][418]。初登場となる安斉かれんは、「僕らは強くなれる。」と「come again」を披露[419]。
- 2020年7月18日 - 24日放送に出演予定だった三浦春馬が死去。番組公式サイトにおいて追悼文が掲載された[420][421]。三浦は過去に応援ゲストとして本番組への出演経験があるものの、歌手としてはこれが初出演になる予定だった[422]。
- 2020年7月24日 - 「ミュージックステーション3時間半SP」を放送。
  - 冒頭でこの日の出演者を紹介後、最後にサブMCの並木万里菜が「今夜出演を予定していました、三浦春馬さんのご冥福を心よりお祈りします」とコメントした[423]。また、番組終盤には追悼企画として、三浦春馬がこの日の放送で披露する予定であった、新曲「Night Diver」のミュージックビデオを特別に放送した[424][425]。
- 2020年8月14日 - “音楽サブスク 個性派プレイリスト特集“を実施[426]。
- 2020年8月21日 - 「ミュージックステーション2時間SP」を放送[427][428]。
  - SuperMが初登場。最新曲「100」を披露した[429]。東京スカパラダイスオーケストラ×BiSHは、配信ライブ『LIVE EX』とのコラボで、EXシアターから生中継した[430]。
  - この回は番組オンエア前後に、YouTubeによる特別番組を生配信。MCにEXITを迎え、BiSH、欅坂46、sumika、東京スカパラダイスオーケストラが登場。番組オンエア後の生配信では、MCに番組司会の並木万里菜も加わった[431]。
- 2020年9月4日 - “配信ライブBEST5“を実施[432]。Creepy Nutsが初出演。菅田将暉とコラボし「サントラ」を披露した[433][434][注 74]。また、Novelbrightも初出演し、メジャーデビュー曲『Sunny drop』を披露[435]。
- 2020年9月11日 - “映画主題歌ランキング“を実施[436][437]。
  - Kis-My-Ft2は、美 少年とテレビ初の特別コラボによるパフォーマンスを行った[438]。初登場のSEVENTEENは、日本での2ndミニアルバムのタイトル曲「24H」を披露した[439]。
  - 初登場のレキシは、「ギガアイシテル feat. しん・暴れん坊将軍」を披露。レキシネーム“しん・暴れん坊将軍”を授かった野原しんのすけが、ラップとオリジナルダンスによる特別コラボで参加した[440]。
- 2020年9月18日 - “ダンス＆ボーカルアーティスト30年史“を実施[441]。Creepy Nutsは、単独でのミュージックステーション初出演となった[442]。
- 2020年10月2日 - 「ミュージックステーション3時間SP」を放送[注 75][443]。
  - 松田聖子が約18年ぶりに出演。デビュー40周年記念アルバム『SEIKO MATSUDA 2020』に収録された新曲「風に向かう一輪の花」を披露した[444]。
  - 初登場となる、神はサイコロを振らないは、「夜永唄」を演奏。同じく初登場のwacciは、「別の人の彼女になったよ」を披露した[445]。
  - この回は番組オンエア前後に、YouTube、LINEによる特別番組を生配信。MCにかまいたちを迎え、上白石萌音＆ウエンツ瑛士、日向坂46、THE RAMPAGEが登場。番組オンエア後の生配信では、MCに番組司会の並木万里菜も加わった[446]。
- 2020年10月16日 - 「ミュージックステーション2時間SP」を放送[447][448]。
  - WANDSが約27年ぶりに登場。「世界が終るまでは…」を披露した[449]。また、マカロニえんぴつが初登場。「mother」を演奏した[450]。
- 2020年10月30日 - “鬼リピートしている女性歌手特集“を実施[451]。NiziUが初登場。「Make you happy」をパフォーマンスした[452][453]。
- 2020年11月6日 - “2020年カバーソング大賞“を実施。Stray Kidsが初登場。また、宇野実彩子（AAA）はソロで初登場となった[454]。
- 2020年11月13日 - “国民投票 福山雅治名曲ベスト10“を実施[455]。
- 2020年11月27日 - “みんなが選ぶ今年の1曲ベスト10“を実施[456]。緑黄色社会が初登場し「Mela!」を演奏した[457]。
- 2020年12月11日 - 「ミュージックステーション2時間SP」を放送[458]。
  - この回の後半1時間は、嵐のみによる「嵐 まるごと1時間スペシャル」を放送。番組の過去の出演映像を振り返りながら、メンバーがセレクトした11曲を生披露した[459][458]。
- 2020年12月25日 - 『ミュージックステーション ウルトラスーパーライブ2020』と題した6時間超えのスペシャルを放送。スーパーライブでは初めての無観客放送となる[459]。

- 2021年1月15日 - 「ミュージックステーション2時間SP」を放送。Mステを彩ってきた豪華パフォーマンスとともに、2020年に記録を出したヒット曲を特集した[75][注 76]。
- 2021年1月22日 - “バイラルチャート特集“を実施。YOASOBI、川崎鷹也が初登場。また、特集ではAdoが電話インタビューで初出演した[460][461][462][注 77]。
- 2021年1月29日 - “歌いこなせたら気持ちいい冬うた特集“を実施[463][464]。
- 2021年2月5日 - “10代20代が驚いた衝撃カバーソング特集“を実施。池田エライザ、森内寛樹が初登場となった[465]。
- 2021年2月12日 - “令和の切な恋うた特集“を実施。優里、ファーストサマーウイカが初登場となった[466]。
- 2021年2月19日 - 「ミュージックステーション 冬の恋うた3時間SP」を放送。橋本愛[注 78]、ひらめ、millennium parade、yama、りりあ。が初登場した[467][468]。
  - “恋愛マンガ家が選ぶ 恋うたランキング“を実施。この中では、様々なマンガの胸キュンシーンでのセリフのアフレコ企画が行われた[注 79]。また、生放送中に“時代を超えた20世紀の恋うた国民投票”も行われた[469]。
  - この回は番組オンエア前後に、YouTube、LINEによる特別番組を生配信。MCにチョコレートプラネット、三谷紬を迎え、DISH//、ひらめ、りりあ。が登場した[468]。
- 2021年3月5日 - “卒業式で歌いたかった楽曲ランキング“を実施。Awesome City Clubが初登場となった[470]。
- 2021年3月19日 - 「ミュージックステーション 春うた2時間SP」を放送。NCT 127、s**t kingz、もさを。が初登場した[471][472]。
  - “10代・20代 2万人に聞いた最強春うたランキング”を実施。このほか、HIDE（GReeeeN）がコメント出演。番組初出演となった[473]。
  - この回では、カバー対象曲から歌唱曲をリアルタイムで視聴者が決める企画“Toshl3択“が、Season2に突入したことに伴い、何度でも投票できる“Toshl押し3択“へリニューアル。Toshlによるカバー企画も行われた[注 80][474]。
- 2021年3月20日 - 当番組の初代総責任者である皇達也が死去[475][476]。
- 2021年3月26日 - “2000年代の桜ソングヒストリー“を実施。秋山黄色、BLOOM VASEが初登場した[477]。
- 2021年4月9日 - 「ミュージックステーション3時間SP」を放送。SHINeeがおよそ10年ぶり、ジャスティン・ビーバーが6年ぶりに登場[478][479]。折坂悠太、adieuが初登場となった[480][481]。
  - “3時間ダンスSP”と銘打ち、“強豪ダンス部が選ぶ、仲間と踊りたい青春ソング“、“国民的 振付ソング生投票“、“振り付けがカッコイイ！ジャニーズダンス曲ランキング“を実施[478][482]。
  - 緑黄色社会は、宝仙学園高等学校ダンス部とのコラボを披露。また、この日出演したスピッツに関連し、デビュー30周年を迎えるに合わせた“スピッツ・マイ・ベスト5“の特集も行われた[480]。
- 2021年4月30日 - YUKIが4年ぶりに登場。「Baby, it’s you」を披露した[483]。
- 2021年5月7日 - “ネクストブレイク予測！ヒット先読みチャート大特集”を実施[484][485]。
- 2021年5月14日 - “衝撃を受けた東京事変の衣装BEST3”、“衝撃を受けたTWICEの衣装BEST3”を実施。変態紳士クラブが初登場となった[注 81][486][487]。
- 2021年5月21日 - 「ミュージックステーション2時間SP」を放送。“バスった音楽動画特集 2021年上半期”を実施[488]。ハラミちゃんが初登場した[489][注 82]。
  - “ハラミちゃんが演奏したらバズりそうな曲”が行われ、放送前から演奏する楽曲を番組公式Twitterで募集。番組本番中にスタジオゲストがチョイスし、その楽曲をハラミちゃんが即興でパフォーマンスした[489][注 83]。
- 2021年5月28日 - V6は、11月1日での解散を発表して以降、当番組へは初めての出演となる。番組では「僕らは まだ」を披露した[121]。
- 2021年6月11日 - “もう一度見たい！俳優・女優のMステパフォーマンスランキング”を実施[490]。
- 2021年6月18日 - “2021年上半期ビルボード総合チャート”特集を実施[86]。
  - L'Arc〜en〜Cielが約5年ぶりに登場。また、結成30周年を祝し、事前に“L'Arc〜en〜Ciel 国民投票”を実施。過去のMステ出演映像を交えながら、名曲ベスト5を特集した[86][491]。
- 2021年7月9日 - ENHYPENが初登場[492]。また、A_o、STUTS & 松たか子 with 3exesが出演[493][494][注 84]。
  - いきものがかりは、山下穂尊が同年夏での芸能界引退を表明しており、3人によるMステ出演は最後となった。番組では、2006年での初出演時に披露した「SAKURA」を歌唱した[184][494]。
- 2021年7月16日 - “一般人に芸能人、総勢3000人に聞いた頑張る日本を応援してくれる元気ソング2021！ベスト10”特集を実施[495][注 85]。
- 2021年8月20日 - 『ミュージックステーション SUMMER FES』を放送[496]。
- 2021年9月10日 - 番組35周年の特別企画として“35年間の最強ドラマ・映画ソングランキング”を実施。松下洸平が初登場。2PMが約10年ぶりでの登場となった[注 86][497][498]。
- 2021年9月17日 - “Mステ35年間の最強アニメソングランキング”を実施。=LOVEが初登場[499][500]。
- 2021年9月23日 - 番組35周年を記念し、期間限定での“35周年記念キービジュアル”が公開された[3][4][5]。
  - タモリが、エレキギターをかき鳴らす姿を収めたキービジュアルになっている。撮影では、メインテーマ曲を手がける松本孝弘（B'z）が愛用するギブソン・レスポールを使用している[3][4][5]。
- 2021年9月24日 - 「ミュージックステーション2時間SP」を放送[501]。“Mステ35年間の最強恋うたランキング”を実施。FUNKY MONKEY BΛBY'Sが8年ぶりでの登場となった[502][503]。
- 2021年10月14日 - 「同一司会者による生放送音楽番組の最長放送」として、ギネス世界記録に認定されたことを発表[14]。
- 2021年10月15日 - 番組開始から35周年を記念した4時間スペシャルを放送[3][4][67]。
- 2021年11月12日 - 「ミュージックステーション2時間SP」を放送。“衝撃的だったデビュー曲ランキング”を実施。ITZY、HIROBA with 伊藤沙莉が初登場[504][505]。
- 2021年11月19日 - 特集“女性アーティストが嫉妬する女性アーティスト”を実施[506]。
- 2021年12月3日 - “ウルトラスーパーライブ直前SP”と題し、『スーパーライブ』が始まった1992年から29年間での、アーティストによる貴重な初登場シーンを振り返る企画を放送[507][508]。
- 2021年12月24日 - 『ミュージックステーション ウルトラスーパーライブ2021』と題した6時間超えのスペシャルを放送。幕張メッセイベントホールのスタンド席のみを開放する形で、有観客で開催された[注 87][509]。

- 2022年1月14日 - 「ミュージックステーション2時間SP」を放送。“Mステ最強パフォーマンスGP '21 ベスト30”を行った[510][注 88]。
- 2022年1月21日 - “アーティストがSNSで激推しする音楽特集”を実施。Saucy Dogが初登場[511][注 89]。
  - サブ司会の並木は、新型コロナウイルス感染症の陽性が確認されたため欠席。前任を務めていた弘中綾香が、サブ司会を代演した[512]。
- 2022年2月11日 - 「ミュージックステーション3時間SP」を放送[513]。
  - 「恋うたスペシャル」をテーマに、1位から10位までの“ラブソングアーティストが選ぶ最強恋うたランキング”、“絶対聴いたことある冬の恋うたサビメドレー”を実施[513][514]。
  - 三浦大知は、番組史上初の試みとして、パフォーマンス映像の“カット割り”を自身で演出。布袋寅泰はデビュー40周年を記念したスペシャルメドレー、Aimerは『鬼滅の刃』遊郭編のテーマ曲「残響散歌」を含むメドレーを披露した[515][516]。
- 2022年3月4日 - “卒業ソングスペシャル”を放送[517][518]。
- 2022年3月11日 - “エールソングスペシャル”を放送。岡本真夜が5年ぶりに登場[519][520]。
- 2022年4月1日 - 「春のレジェンド曲3時間SP」を放送[521][522][注 90]。
  - デビュー30周年を迎えるMr.Children、25周年を迎えるゆずは、貴重なライブ映像、そして過去のMステ出演映像を含めた特集企画が行われた[523]。
  - My Hair is Badが初登場。TV番組では初のパフォーマンスとなる[524]。VTR特集では“絶対に聴いたことのあるサビメドレー”が行われた。このほか、春うたをテーマとする“春のレジェンド曲メドレー”も実施された[525]。
  - サカナクションは特別演出で「ショック!」をパフォーマンス[526][527]。森山直太朗は菅原小春とのコラボステージを披露し、優里、Coccoはチームラボボーダレスから生中継で楽曲を熱唱した[525]。
- 2022年4月15日 - “令和世代が選ぶ平成レトロソング”を実施[528][529]。
- 2022年4月22日 - “映画の名歌唱シーン大特集”を実施[530][531]。この日で放送回数が1400回となる[68]。
- 2022年5月13日 - 「ミュージックステーション2時間SP」を放送。Tani Yuukiが初登場。このほか、各種ランキング企画が行われた[532][533]。
  - 「この40年間で最もCDが売れた最強アーティストは誰!? 総売上ランキング」を発表[532]。
  - デビュー30周年を迎えたMr.Childrenについて「全国一斉調査！Mr.Children私の推し曲ベスト10」を発表[532]。
  - 新世代ジャニーズJr.が厳選した「歌いたい！先輩ヒットソングBEST10」を発表[532]。
- 2022年5月20日 - “神イントロ曲ベスト10”を実施[534][535]。
- 2022年5月27日 - 特集“2022年の上半期のヒット曲を一気に振り返る「2022年上半期ビルボードチャート」”を実施[536][537]。
- 2022年6月10日 - 「ミュージックステーション2時間SP」を放送。“1万人が選んだ最強夏うたTOP10”を実施[538]。鈴木雅之が25年ぶりに登場[539]。
- 2022年6月17日 - “結婚式場スタッフに聞いた！最新ウェディングソングBEST10”を実施。今市隆二（三代目 J SOUL BROTHERS）がソロとして初登場[540]。
- 2022年7月15日 - “日本のトップ振付師12人が選んだ嫉妬するほど凄い大ヒット振付ソングBEST10”を実施[541]。
  - 当初出演予定だったNiziUは、メンバーのMAYUKAが本番2日前の7月13日に、新型コロナウイルス感染症の陽性反応と判定され、それ以外のメンバーも検査と経過観察を実施することから出演を見合わせた[542][543][544]。
- 2022年7月22日 - “ガールズグループヒストリー”を実施[545]。
  - TWICEがおよそ3年ぶりにスタジオに登場[546]。ゴスペラーズは、初登場となるPenthouseと「Keep It Goin'On feat.Penthouse」を披露した[545]。
- 2022年8月5日 - 「ミュージックステーション2時間SP」を放送[547][548]。
  - “20世紀vs21世紀 最強アニメ主題歌ランキング”を実施[547]。Stray Kidsはスタジオ初登場となる[549]。
  - GENERATIONS from EXILE TRIBEは、メンバーの片寄涼太が新型コロナウイルス感染症における陽性反応の判定を受け、出演を見合わせた。また、番組関係者、メンバー・スタッフで協議した結果、6人での出演となった[550]。
- 2022年8月19日 - 昭和、平成、令和における“夏の印象がもっとも強いアーティスト「夏王」特集”を実施[551]。
- 2022年9月2日 - “平成生まれ1000人に聞いた！今聴くべき80年代 女性アイドルソングBEST15”を実施[552]。
- 2022年9月9日 - “初めて尽くしスペシャル!”をテーマに9組が楽曲を披露。総勢70名が出演した[553][554]。
  - Kep1er、STU48、にしなが初登場。TOMORROW X TOGETHERは、約2年7か月ぶりのスタジオパフォーマンスとなり、歌唱終わりのラストポーズを3択で決定する視聴者生投票企画も行われた[554]。
- 2022年9月23日 - 「ミュージックステーション4時間SP」を放送[555][556]。この放送を以て、サブ司会の並木万里菜が番組を卒業[555]。
- 2022年10月7日 - 「ミュージックステーション2時間SP」を放送[557][558]。鈴木新彩（テレビ朝日アナウンサー）がサブ司会に就任[16]。
  - デビュー50周年を迎えた松任谷由実にフォーカスし、“時代を超えて愛されるユーミン名曲ベスト10”を実施。更に清塚信也による“清塚ユーミン5択”を開催。候補となる上位5曲のうち、3曲を生放送中に視聴者投票で決定し、生演奏を披露した[注 91][70]。
  - “ヒット再燃！今もっとも聴かれている 90年代リバイバルソングTOP10”では、1位の曲をアイナ・ジ・エンド（BiSH）と東京スカパラダイスオーケストラのリズムセクションによるライブを行った[注 92][70]。
  - 鈴木アナのサブ司会就任に先立ち、放送前日にお披露目記者会見を実施。歴代サブMCを務めた弘中綾香アナ、そして9月に同番組を卒業した並木万里菜アナも出席した[17]。
- 2022年10月14日 - “ヒット再燃!今最も聴かれている80年代リバイバルソングBEST10”を実施。REBECCAが7年ぶりに登場。IVEは初登場となる[559]。
- 2022年11月4日 - “40代以上のオトナ世代に聞いた「年の差ダンスソング」TOP10”を実施。ENHYPENはスタジオ初登場となる[560]。
- 2022年11月11日 - “40代以上のオトナ世代に刺さった21世紀アニメソングTOP10”、“10代・20代に聞いた「好きな20世紀アニメソング」”を実施[561]。
  - RADWIMPSは、映画『すずめの戸締まり』の主題歌「すずめ feat.十明」と「カナタハルカ」を、新海誠監督が編集した特別映像を交えながら披露した[注 93][561]
- 2022年11月25日 - 桑田佳祐が5年ぶりにスタジオに登場[562]。ソロ活動35周年の桑田佳祐は、ライブ映像、そして過去のMステ出演映像を含めた“ヒット曲と共に振り返る、35年間の桑田佳祐ヒストリー！”を実施した[562]。
  - VTR企画では“冬の女王・広瀬香美が嫉妬した5大冬ソング”を実施。広瀬香美による楽曲解説も行われた[562]。
  - 当初出演予定だった宮本浩次は[562]、体調不良により出演を見合わせた[563]。代役としてTAKUMA（10-FEET）が急遽出演。出演者の東京スカパラダイスオーケストラとのコラボで、エレファントカシマシの「俺たちの明日」をカバー披露した[564]。
- 2022年12月23日 - 『ミュージックステーション ウルトラスーパーライブ2022』と題した6時間超えのスペシャルを放送。アリーナにおける入場制限無しのもと、有観客で開催された[565][566]。

- 2023年1月13日 - 「ミュージックステーション2時間SP」を放送。“2022年の総まとめ！Mステ最強パフォーマンスTOP30”を行った[567][568][注 94]。
- 2023年1月27日 - “最強アーティストが続々！ラブソング王BEST10「男性アーティスト部門」”を実施。LE SSERAFIMが初登場[569][570]。
- 2023年2月10日 - 「ミュージックステーション2時間SP」を放送。“今年はこれが流行る！昭和平成ソング ベスト20”を行った[571]。
  - 杏里が25年ぶりに登場[572]。また、SUPER BEAVERが初登場となった[573]。
- 2023年2月17日 - “大物アーティストが作詞作曲！アイドル神曲特集”を実施。由薫が初登場。幾田りらはソロでは初登場となる[574]。
- 2023年3月10日 - 「ミュージックステーション2時間SP」を放送[575][576]。
  - 全国17校、総勢166の先生に聞いた“学校の先生が選ぶ 心に響く卒業ソング トップ10”を行った[576]。また、VTRゲストの藤巻亮太は、被災した熊本県の高校の卒業式で「3月9日」をサプライズ披露した模様を放送した[576]。
  - FLOWはおよそ15年ぶりの出演。森山直太朗は、坂本美雨、林正樹とのコラボのもと楽曲を披露した[577]。
- 2023年4月7日 - 「ミュージックステーション春の豪華2時間SP」を放送[143][578]。
  - “Mステ プレミアムライブラリー”を実施。BUCK-TICKは28年ぶりの出演となる[143]。
  - 同年3月28日に逝去した坂本龍一を偲び、Mステでの初登場回、パフォーマンス映像を中心とした追悼特集を行った[143][579]。
  - 鈴木雅之による“マーチン5択”が行われ、視聴者のスマホ投票による上位3曲をSPメドレーで披露した[注 95][143]。
  - 本放送より、2020年7月3日放送分から設けられていた、出演アーティスト間の2019新型コロナウイルス対策アクリル板が撤去された。
- 2023年4月28日 - “今こそカラオケで歌いたいハモリソングBEST10”を実施。新しい学校のリーダーズが初登場[580]。またaespaは初登場であると同時に、日本のTV初パフォーマンスとなる[580][注 96][581]。
- 2023年5月5日 - 「ミュージックステーション2時間SP」を放送[582]。
  - “全世代がブチ上がる！最強カラオケソング トップ15”のほか、同年10月にディズニー創立100周年を迎えるに合わせ、ディズニープリンセスソング特集を実施。iri、豊原江理佳、ブルーベリーソーダが初登場[582][583][584]。
- 2023年5月19日 - 「ミュージックステーション2時間SP」を放送[585]。
  - 10〜50代へのインタビューランキング企画“青春ソング王”特集を実施[585]。King & Princeは、同月22日をもって平野紫耀、岸優太、神宮寺勇太が脱退するため、5人体制でのMステ出演はこの放送が最後となる[585]。これに合わせ、Mステでの秘蔵映像を含む特集を実施[585]。また、放送中のCMでは、メンバー、グループが出演するCMが続々と流れた[586]。
  - この日の放送からおよそ3年ぶりに、有観客でのスタジオ生放送を再開[587]。番組オープニング後、司会のタモリ、鈴木アナからその旨が語られた。セット中央にMC席、アーティスト席を配置し、その両脇に観客席を設けている[587]。
- 2023年5月26日 - 10〜60代へのインタビューランキング企画“1993年のヒット曲における、今でも支持される楽曲BEST10”を実施[588]。
- 2023年6月2日 - ストリーミングの総再生回数が1億回を突破した“億超えソング特集”を実施[589]。
- 2023年6月16日 - 「ミュージックステーション2時間SP」を放送[71]。
  - “1万人が一瞬で心をつかまれた！いきなりサビソングトップ20”を実施。King & Princeは2人体制では初のMステ出演となる[71]。
  - 米米CLUBは“米米5択”が行われ、視聴者のスマホ投票による上位3曲をSPメドレーで披露[71]。また、解散を同月に控えるBiSHは、この放送が最後のMステ出演となる。これに合わせ、Mステでの秘蔵映像を含む特集を実施。スタジオではファンの前でパフォーマンスを行った[71]。
- 2023年7月7日 - 「ミュージックステーション2時間SP」を放送[590]。
  - “今 聴きたい夏の恋うたBEST15”を実施[590]。Kroiが初登場[590]。清塚信也は“ドリカム5択”を実施。清塚がセレクトしたDREAMS COME TRUEの5曲から、視聴者のスマホ投票による上位3曲を即興ピアノメドレーで披露した[590]。
  - 放送当日が「ドリカムの日」であることから、清塚信也による“DREAMS COME TRUEの名曲特集”も行われた[590]。
- 2023年7月21日 - “あの頃ヒットソング！今ならベストテン1996年”を実施[591]。
- 2023年8月4日 - 「ミュージックステーション 夏の3時間半スペシャル」を放送[592]。
- 2023年8月25日 - 「ミュージックステーション2時間SP」を放送[593]。
  - “10代から60代が投票！衝撃を受けたデビュー曲ベスト15”を実施[593]。「最強ハモりデビュー曲メドレー」と題し、ゴスペラーズ＆Little Glee Monsterによるメドレーが行われた[593]。このほか、ゴスペラーズはSARUKANIとコラボパフォーマンスを披露した[593]。
- 2023年9月8日 - “過去5年間のストリーミング月間1位曲 全部見せ！！”を実施[594]。
  - 鈴木新彩アナウンサーが体調不良でお休みになったため、代役として、1996年から2000年までサブ司会を担当した下平さやかアナウンサーが23年ぶりに登板した。冒頭、初出演した27年前の映像が流れた[27]。
- 2023年9月29日 - 「ミュージックステーション3時間SP」を放送[595]。
  - BE:FIRST、TREASURE、尾上松也が初登場[595][596]。15日に出演アーティスト第1弾、22日に第2弾[595][596]、そして放送当日には番組のタイムテーブルが発表された[597]。
  - “全世代のダンサーが選んだ国民的憧れダンスソングTOP10”、“映画の名シーンが蘇る！My BestディズニーソングTOP10”を実施[596][598]。新しい学校のリーダーズと白鵬女子高校ダンス部によるコラボ、ディズニースペシャルステージのほか[598]、Toshlによる視聴者生投票の3択企画“踊るToshl3択”が行われた[596]。
- 2023年10月20日 - 「ミュージックステーション2時間SP」を放送[599]。
  - “みんなの心に響いた歌詞No.1ソング 5年分全部見せ！”を実施。ano、JO1、羊文学が初登場[599]。
- 2023年11月10日 - 「ミュージックステーション2時間SP」を放送[600]。
  - “スポーツを熱く盛り上げた国民的応援ソング BEST10”、そして清塚信也の解説による“だから感動できる！ディズニー名曲BEST5”を実施。INI、Conton Candy、ヤバイTシャツ屋さんが初登場[600]。
- 2023年12月1日 - Vaundy、マネスキンが初登場。Vaundyは、ライブが行われている横浜アリーナから中継で楽曲を披露した[601]。
- 2023年12月22日 - 『ミュージックステーション スーパーライブ2023』と題した4時間40分のスペシャルを放送。5年ぶりに再びタイトルを『スーパーライブ（年）』とした[602]。

- 2024年1月12日 - 「ミュージックステーション2時間SP」を放送。“Mステ最強パフォーマンスGP 2023 BEST30”を行った[注 97][603]。
  - 出演アーティストのパフォーマンス前の裏側の他、2023年にこの世を去ったアーティストを振り返る特集なども行われた[603]。
- 2024年2月9日 - 大泉洋がおよそ20年ぶりに登場。FRUITS ZIPPER、BAD HOPが初登場[604]。
- 2024年2月16日 - 『テレビ朝日開局65周年記念特別番組』として2時間SPを放送[605]。
  - 関ジャニ∞からグループ名を改名したSUPER EIGHTが登場。改名後テレビ初歌唱で、代表曲「ズッコケ男道」とライブ定番曲「勝手に仕上がれ」をパフォーマンス。なお、「勝手に仕上がれ」に関しては、冒頭に旧グループ名を連呼する箇所があるが、新グループ名の連呼に変わった（歌詞テロップもその箇所だけ特別なものが使用された）[606]。
- 2024年3月8日 - RIIZEが初登場。VTR企画では、GACKTに迫った“音GACK10”を実施[607]。
- 2024年3月22日 - ZEROBASEONEが初登場[608]。
  - VTR企画では“清塚信也が選ぶ!だから感動する『卒業ソング』5選”を実施。このほか“清塚卒業ソング5択”が行われ、定番卒業ソング5曲の候補曲から、視聴者生投票で選ばれた3曲を即興メドレーでパフォーマンスした[608]。
  - 4月からグループ名が変わるSexy Zoneは、4人体制では最後のテレビ出演。楽曲披露前には、Mステ初登場時の映像が流れた[608]。
- 2024年4月12日 - 「ミュージックステーション2時間SP」を放送。Number_i、ME:I、Omoinotakeが初登場[609]。
  - VTR企画では“人気アーティスト20組のデビュー曲一気見せ”、そしてNumber_iが本音を語るクロストーク企画[注 98]を実施[609]。AKB48は“柏木由紀がセンターをやりたかった憧れの曲3択”と題し、3曲から視聴者生投票で歌う楽曲を決定しパフォーマンスを行った[609]。このほか、NiziUとMrs. GREEN APPLEは「The Performance」の会場から生中継で出演した[609]。
  - この回から、およそ4年半年ぶりに番組オープニングでの階段降り演出が復活した[610]。
- 2024年5月10日 - “豪華アーティスト同士の奇跡のコラボレーション特集”を実施。ATEEZが初登場[611]。
- 2024年5月17日 - “ダンス&ボーカルグループ”をテーマに放送。Aぇ!group、Da-iCE、BABYMONSTERが初登場[612]。特集は“度肝を抜かれた！衝撃のライブ登場シーン特集”を実施[612]。
- 2024年5月24日 - King & Princeは武南高校のダンス部「”WARA”B-BOYZ」とコラボを実施した[613]。
- 2024年6月14日 - 「ミュージックステーション2時間SP」を放送[614]。
  - “部活に青春を捧げる高校生に聞いた青春夏うたランキング”を実施[614]。Mrs. GREEN APPLEは、披露を予定していた楽曲に関する騒動を受け、所属事務所の申し出により歌唱曲のラインナップを一部変更した[615][614]。
  - XG、PSYCHIC FEVERが初登場。anoは関東学院中学校高等学校の関東学院マーチングバンド、PSYCHIC FEVERはJP THE WAVY、DA PUMPはShigekixとコラボを実施した[614]。また、XGの紹介VTRには、9代目サブ司会を務めた弘中綾香が登場。サブ司会の代役を務めた2022年1月21日放送回以来、およそ2年5カ月ぶりにMステに出演した[616]。
- 2024年6月21日 - “歴史を塗り替えた10代アーティスト特集”を実施。NewJeansが初登場[617]。
  - プロモーションで来日していたビリー・アイリッシュが登場。番組予告ではアナウンスされておらず、さらに番組公式サイトでも出演情報が記載されていない中での出演であった[注 99][618]。日本の地上波TVにおける生放送出演は初めてとなる[注 100][619]。番組オープニングで、鈴木アナがビリー・アイリッシュの出演、スタジオへ移動中の旨が語られた。その後、番組途中から登場し、タモリへの挨拶やトークを展開。また本人の希望で、タモリや出演アーティストを含めた写真撮影を行った。このまま番組エンディングまでアーティスト席に残り、出演者のパフォーマンスを観覧した[618][619]。
  - 番組放送中に撮影した写真は、後日ビリーや番組の公式SNS、この日出演したアーティストの公式SNSなどで公開された[620]。なお、ビリー・アイリッシュのスタジオへの移動の様子、CM中や写真撮影の裏側などは、2025年1月17日の2時間SPで放送された[621]。
- 2024年7月12日 - “歴史を塗り替えた韓国発グローバルアーティスト特集”を実施[622]。
- 2024年7月19日 - 「ミュージックステーション 夏祭り3時間半スペシャル」を放送[623]。
- 2024年8月16日 - 「ミュージックステーション2時間SP」を放送[624]。
  - imase、ねぐせ。が初登場。特集では先日開催されたパリオリンピックにフォーカスし、“パリ五輪の名場面と振り返る！胸アツ応援ソングランキング”を実施した[624]。
  - 台風7号の接近に伴い、公開形式導入後3度目の無観客放送となった。番組オープニング後、司会の鈴木アナからその旨が語られた。また、サンボマスターに関しては、当初客入れ形式でのパフォーマンス予定だったが、無観客となってしまったため、代わりに番組スタッフとSUPER EIGHTの丸山隆平がステージを盛り上げた[625]。
- 2024年8月30日 - “恋心に染みる！夏の終わりラブソングTOP10”を実施[626]。
  - 清塚信也の“清塚5択”が行われ、夏の終わりに聴きたい5曲から、視聴者生投票で選ばれた3曲を即興メドレーでパフォーマンスした[626]。
- 2024年9月6日 - “衝撃のライブ演出特集”を実施。これに合わせ、この日の一部出演アーティストには様々な特別演出が行われた[627][628]。
- 2024年9月13日 - 「ミュージックステーション2時間SP」を放送[629]。
- 2024年10月18日 - 「ミュージックステーション2時間SP」を放送[630]。
  - 超ときめき♡宣伝部が初登場。昭和・平成・令和時代のダンスソングをテーマにしたVTR企画などを実施した[630]。
- 2024年10月25日 - “最強コラボ生パフォーマンスSP”をテーマに放送。こっちのけんとが初登場[631]。
- 2024年11月15日 - “Mステ38年間のアイドル貴重映像BEST10”を実施[632]。
  - IS：SUE、J.Y.Parkが初登場[632]。J.Y.Parkは、プロデュースしているNiziUとのコラボが行われた[632]。またKAWAII LAB.からFRUITS ZIPPER、CANDY TUNE、SWEET STEADY、CUTIE STREETの4組総勢29名が出演。timeleszは改名後Mステ初登場となる[632]。
- 2024年11月29日 - “Mステ38年分！歴代最強カバー国民投票”を実施[633]。PEOPLE 1、マルシィが初登場[633]。
- 2024年12月27日 - 『ミュージックステーション スーパーライブ2024』と題した6時間10分のスペシャルを放送[634]。

- 2025年1月17日 - 「ミュージックステーション2時間SP」を放送。“Mステ最強パフォーマンスGP 2024 BEST30”を行った[注 101][621]。
- 2025年1月24日 - 和田アキ子が20年ぶりにМステに出演[注 102]。Da-iCEとフィーチャリングした「FUNKEYS」を披露した[94]。
  - このほか、和田アキ子が過去に出演した名シーンを振り返る特集が行われた[94][635][636]。
- 2025年1月31日 - CUTIE STREETが初登場[注 103][637]。
  - 出演予定だったOmoinotakeは、藤井怜央が細菌性肺炎の感染のため、出演をキャンセルした[638]。番組冒頭、鈴木アナからその旨が語られた。また、タモリからマカロニえんぴつが急遽もう1曲披露することが明かされ、マカロニえんぴつは「鳴らせ」を披露した[639]。
- 2025年2月14日 - 吉柳咲良が初登場[95]。
- 2025年2月21日 - 「ミュージックステーション2時間SP」を放送[640]。
  - SGが初登場のほか、稲葉浩志（B'z）はINABA / SALAS名義で8年ぶりに登場[640]。VTR企画では20世紀発売の曲、21世紀発売の曲に分けた「最新のカラオケランキング」を行った[640]。
- 2025年3月21日 - 「ミュージックステーション2時間SP」を放送[641][642]。
  - 特集テーマは「デビュー曲」。番組アンケートをもとに、「昭和」と「平成・令和」に分けたデビュー曲ランキングを発表した[641]。
- 2025年4月11日 - 「ミュージックステーション2時間SP」を放送[643]。
  - 特集は「最強イントロソング」。番組アンケートをもとに、「昭和」と「平成・令和」に分けたランキングを発表した[643]。
  - M!LK、HANAが初登場。このほか、布袋寅泰とChar、木村カエラとME:I、吉柳咲良と河野純喜によるコラボも行われた[643]。
- 2025年5月16日 - 9組が楽曲を披露。総勢40名のアーティストが出演した[644]。
  - Jairo、&TEAMが初登場。Jairoは番組のオープニングアクトに加え、郷ひろみとのコラボパフォーマンスも行った[644]。
- 2025年5月23日 - 「ミュージックステーション2時間SP」を放送[645]。
  - 特集は「最強バズリダンス曲BEST20」。CANDY TUNEが初登場[注 104]。また、s**t kingzは番組のオープニングアクトを務めた[645]。
- 2025年6月6日 - 「ミュージックステーション2時間SP」を放送[646]。
  - RIP SLYMEが活動再開後テレビ初歌唱。Мステには12年ぶりの出演となる[646]。このほか、T.M.Revolution、西川貴教が出演[646]。UVERworldは、放送日がバンド結成日で結成25周年を迎えるにあたり、ゆかりのある地元・滋賀のライブハウス「CLUB B-FLAT」から生中継で出演した[646]。
  - 特集は「今年の夏聴きたい最強夏うた」。20世紀発売、21世紀発売に分けてランキング形式で発表した[646]。
- 2025年6月20日 - 竹内アンナが初登場。番組のオープニングアクトを務め、一夜限りのSPパフォーマンスを披露した[647]。
- 2025年6月27日 - 大森元貴、CyberAgent Legit、NEXZ、離婚伝説が初登場。IMP.は改名後初登場となる[648]。
  - CyberAgent Legitが、番組のオープニングアクトを務め、SPパフォーマンスを披露した[648]。
- 2025年7月18日 - 『ミュージックステーション SUPER SUMMER FES 2025』を放送[649]。
- 2025年7月25日 - Avantgardey、SKY-HIが初登場。Avantgardeyが番組のオープニングアクトを務め、SPパフォーマンスを披露した[650]。

## ミニステ
『ミニステ』（英称：MINI STA）は、テレビ朝日（ANN系列）にて2002年（平成14年）10月18日から2019年（令和元年）9月13日まで、本編レギュラー放送生放送開始前の毎週金曜日の19:54 - 20:00（JST）に生放送が行われていたミニ・音楽番組である。ステレオ放送、ハイビジョン制作、番組連動データ放送、リアルタイム字幕放送を実施。タイトルは『MINI MUSIC STATION』の略称。

### 概要（ミニステ）
『ミュージックステーション』（以下、Mステ）本編の前番組（『宇宙船サジタリウス』→『ニュースシャトル』→『はなきんデータランド』→『クレヨンしんちゃん』）の終了直後に行われていた、生放送による当日出演のゲストアーティストを紹介するクロスプログラム（15秒）を拡大する形で放送を開始した。この形式の予告は本番組開始後はそのラストに行われるようになり、前番組終了後の該当箇所には事前に編集・制作されたVTRによる番組予告が行われている。
本番組の司会・進行は、末期まで本編のサブ司会者（番組終了時点では並木万里菜）が担当していたが、最末期は当日のゲストアーティストの中から1組が週替わりで担当していた。サブ司会者が1人でその日のゲストアーティストのうち1〜5組とトークを展開し、『Mステ』生放送開始直前の1コマ（番宣・ジャンクション・舞台裏）を伝えている。番組開始以降、本編と同様にほとんどの回でジャニーズ事務所所属のゲストアーティストが出演している。
当初本番組内（特に画面左下）で写っていた猫の顔をした女性イラストは、武内絵美がデザイン（堂になってからは猫人間のイラストはほとんどなくなったが、堂デザインのアレンジ版もある）。
『Mステ』本編が、別の特別番組で放送休止の場合でも、当番組が放送される場合もある。この場合は、翌週や2週間後などの以降の次回予告を行う。2015年10月16日に本編が『はじめまして日本の芸能人です!まさかのキャラかぶってましたスペシャル』（朝日放送制作）のため休止となったが当番組は通常通り放送された実例がある。
テレビ朝日やEPGの番組表では本番組のタイトルを記載していたが、新聞のテレビ欄のみ本番組のタイトルは記載されておらず、本番組を含む『Mステ』自体が19時54分からのフライングスタート扱いとなっていた。
『Mステ』の放送時間移動に伴い、2019年9月13日放送分で終了。終了後は、再び『Mステ』の前座番組（『マツコ&有吉 かりそめ天国』）の終了直後に、生放送による当日出演のゲストアーティストを紹介するクロスプログラム（15秒）が行われている。

### 出演者（ミニステ）
| 期間       | 期間      | 出演者（本編サブ司会者）               |
| ---------- | --------- | -------------------------------------- |
| 2002.10.18 | 2004.3.12 | 武内絵美（テレビ朝日アナウンサー）     |
| 2004.4.9   | 2008.9.12 | 堂真理子（テレビ朝日アナウンサー）     |
| 2008.10.3  | 2013.9.27 | 竹内由恵（当時テレビ朝日アナウンサー） |
| 2013.10.18 | 2018.9.17 | 弘中綾香（テレビ朝日アナウンサー）     |
| 2018.10.23 | 2019.4.26 | 並木万里菜（テレビ朝日アナウンサー）   |
| 2019.5.10  | 2019.13   | 当日出演のゲストから一組（週替わり）   |

### ネット局（ミニステ）
『ミニステ』は放送開始当初、関東ローカルでの放送であったが、2005年4月から北海道テレビでのネット放送が開始されたのを皮切りにネット局が拡大し、番組終了時点では11局ネットであった。
| 放送対象地域   | 放送局                  | 系列           | 放送日時           | 放送期間                                                |
| 現在           | 現在                    | 現在           | 現在               | 現在                                                    |
| -------------- | ----------------------- | -------------- | ------------------ | ------------------------------------------------------- |
| 関東広域圏     | テレビ朝日（EX） 制作局 | テレビ朝日系列 | 金曜 19:54 - 20:00 | 2002年10月18日 - 2019年9月13日                          |
| 北海道         | 北海道テレビ（HTB）     | テレビ朝日系列 | 金曜 19:54 - 20:00 | 2005年4月 - 2008年1月18日 2008年8月22日 - 2019年9月13日 |
| 岩手県         | 岩手朝日テレビ（IAT）   | テレビ朝日系列 | 金曜 19:54 - 20:00 | 2005年10月28日 - 2019年9月13日                          |
| 宮城県         | 東日本放送（KHB）       | テレビ朝日系列 | 金曜 19:54 - 20:00 | 2016年4月15日 - 2019年9月13日                           |
| 静岡県         | 静岡朝日テレビ (SATV)   | テレビ朝日系列 | 金曜 19:54 - 20:00 | 2019年4月19日 - 9月13日                                 |
| 山口県         | 山口朝日放送（yab）     | テレビ朝日系列 | 金曜 19:54 - 20:00 | 2011年10月21日 - 2019年9月13日                          |
| 香川県・岡山県 | 瀬戸内海放送（KSB）     | テレビ朝日系列 | 金曜 19:54 - 20:00 | 2018年10月19日 - 2019年9月13日                          |
| 愛媛県         | 愛媛朝日テレビ（eat）   | テレビ朝日系列 | 金曜 19:54 - 20:00 | 2014年4月11日 - 2019年9月13日                           |
| 福岡県         | 九州朝日放送（KBC）     | テレビ朝日系列 | 金曜 19:54 - 20:00 | 2011年4月22日 - 2019年9月13日                           |
| 大分県         | 大分朝日放送（OAB）     | テレビ朝日系列 | 金曜 19:54 - 20:00 | 2016年4月15日 - 2019年9月13日                           |
| 鹿児島県       | 鹿児島放送（KKB）       | テレビ朝日系列 | 金曜 19:54 - 20:00 | 2017年4月14日 - 2019年9月13日                           |
| 過去           |                         |                |                    |                                                         |
| 熊本県         | 熊本朝日放送（KAB）     | テレビ朝日系列 | 金曜 19:54 - 20:00 | 2008年7月11日 - 2010年3月12日                           |
| 熊本県         | 熊本朝日放送（KAB）     | テレビ朝日系列 | 金曜 19:54 - 20:00 | 2011年4月22日 - 2012年3月9日                            |

## スペシャル放送・特別編成

### 3時間スペシャル
毎年、春（3月・4月の時期）（2014年までは秋（9月・10月の時期）も）のテレビ番組改編時期にゲストアーティスト6 - 7組を招き、19:00 - 21:54 → 19:00 - 21:48（JST）まで『3時間スペシャル』を生放送している。 2006年4月 - 2011年3月までは次の9時枠番組がドラマ枠だったため、ドラマが放送中の場合は19:00 - 20:54までの第1弾（2時間スペシャル）・改編期などドラマの放送がない日程時に第2弾（3時間スペシャル）に分けて放送する場合があった。前述の通り、基本的に春（かつては秋も）に放送されるが、2009年1月30日にはテレビ朝日開局50周年記念特番として『50時間テレビ』内で放送されており、2019年2月1日にもテレビ朝日開局60周年記念SPとして3時間スペシャルが放送された。
なお、秋スペシャルについては『ウルトラFES』が開始されたため、2014年9月26日の放送で事実上最後となった。但し2017年に「2時間スペシャル」としてではあるが、秋スペシャルが3年ぶりに放送された。
2018年は春スペシャルが2時間だったため、3時間スペシャルは放送無しとなった。
2019年の秋スペシャルについては『ウルトラFES』が編成上の都合で放送が無かったため、金曜21時への枠移動後初回として、5年ぶりに3時間スペシャルとして放送された。

2021年の秋スペシャルは、番組35周年を迎えるのを記念し、10月15日に4時間スペシャルとして放送された。
2023年の春スペシャルは、3月、4月に2時間スペシャルが放送された。

### 2時間スペシャル
20:00 - 21:48（JST）での放送時間のもと、冬の1月最初の年内放送（1998 - 1999年、2001 - 2013年）、夏の6月最終週もしくは7月、8月（1998年 - 2012年）にて、録画放送を行っていた。放送内容は、過去放送回のトークの名場面集やシングルランキングの総集編、リクエストランキング、番組が独自に調査・制作したランキングを司会者のトークを交えつつVTRでの進行で行う。2009年以降、夏の「2時間スペシャル」では総集編は無くなり、番組が独自に調査・制作したランキングをメインに放送。司会者同士のトークの場面は少なくなり、ほぼ全編VTR進行の構成となっている。なお、冬の1月最初の年内放送は、2014年から2019年まで生放送による「2時間スペシャル」になったが、2021年から前年の総集編を軸とした録画放送を行っている。
このほか、2011年・2012年、2013年は5月の初め（ゴールデンウィーク時）には「2時間スペシャル」を放送。こちらは生放送で「3時間スペシャル」に近い構成となっている。2015年から2018年までは8月の最終週、2017年・2018年は2月及び秋の10月最初の放送で、生放送による「2時間スペシャル」を放送していた。なお、2017年以降、冬・夏・秋において先述の放送時期以外でも、生放送による「2時間スペシャル」の放送が行われている。
2023年は、10年ぶりにゴールデンウィーク時での「2時間スペシャル」が放送された。
また、以前は春の改編期及び年末も「2時間スペシャル」を放送していた。また、『スーパーライブ』開始前年の1991年末までは、90分スペシャル（19:30 - 20:54、JST）を放送したこともある。

### スーパーライブ
毎年、12月にその年を代表する人気や話題となった複数の豪華ゲストアーティストによる、年末特別番組『ミュージックステーションスーパーライブ』の生放送を行っている。1992年から放送が開始され、通常のレギュラー放送で生放送がされているテレビ朝日の本社からではなく、関東近郊のホールから開催されている。1992年以降は年内最後の年1回の恒例のスペシャルとして放送されている。第1回から2003年までは東京ベイNKホール（2005年6月閉鎖）にて開催され、その後、2004年のさいたまスーパーアリーナを経て、2005年以降は幕張メッセイベントホールで開催されている。本番組の派生であるが、かつて同局で放送されていた『全日本歌謡音楽祭』の後継番組に当たる。
なお、放送時間が2時間半（1992年・1993年） → 2時間（1994年） → 2時間45分（1995年） → 3時間45分（1996年 - 2002年） → 4時間5分（2003年） → 4時間10分（2004年から2018年）→11時間10分（2019年）→6時間10分（2020年）と、傾向としては、年々長くなっている。現在は17:00 - 23:10（JST）。2001年〜2017年は、エンディングで城島茂（TOKIOのリーダー）が「城島タモリ」（タモリのものまね・格好をして登場）を披露するのが恒例であった。
2019年から2022年までは後述の『ウルトラFES』と統合した、『ウルトラSUPER LIVE』として放送された。

### ウルトラFES
毎年、9月に今人気のアーティストから過去に人気で各時代を彩ったアーティストまで錚々たる豪華ゲストアーティストによる、大型特別番組『ミュージックステーションウルトラFES』の生放送を行っている。2015年から放送が開始され、2015年は番組放送30年目突入記念、2016年は番組放送30周年記念として行われており、2017年以降も年1回の恒例のスペシャルとして放送されている。第1部・第2部・第3部の三部構成で放送されており、第1部はテレビ朝日1階アトリウムに作られた特設セット、第2部以降は通常の生放送を行っているテレビ朝日第1スタジオから放送を行っている。
なお、放送時間が10時間（2015年・2016年） → 10時間半（2017年）→ 10時間（2018年）となっている。現在は12:00 - 21:48（2017年のみ22:18）（JST）。
2015年と2016年は、当番組が事実上秋スペシャルの代わりとなっていた。2017年以降は2時間ではあるものの、秋スペシャルも放送されている。
2019年から2022年までは『スーパーライブ』と統合され、『ウルトラSUPER LIVE』として放送された。

### 1組だけでのスペシャル
- 1994年8月12日放送分

「DREAMS COME TRUE Magic Journey Special Live」（「JAZZY"M"」では、メイン司会のタモリがトランペットで参加）
- 1994年9月2日放送分

「CHAGE&ASKA 15周年記念スペシャル」
- 2008年8月8日放送分

「サザンオールスターズ デビュー30周年記念特番 ミュージックステーション まるごとサザンスペシャル」
- 2020年12月11日放送分

「嵐 まるごと1時間スペシャル」

### 2012年最強アーティストLIVEスペシャル
2012年11月30日、2012年最後のレギュラー放送ということで、ゲストアーティスト（The MONSTERS・EXILE・絢香・コブクロ・AKB48・Mr.Children）の「今年の一枚」、2012年の主な振り返り、歴代シングル売り上げトップ5を紹介。また、2012年12月21日放送の『ミュージックステーション スーパーライブ2012』の出演ゲストアーティストも発表した（このLIVEスペシャルの企画は過去にも数回年末に行われていた）。

### スーパーアイドルスペシャル
2013年3月1日、SMAP、嵐、AKB48、Perfumeによる『スーパーアイドルスペシャル』をライブ形式にて生放送を行った。また、視聴者が選んだお気に入りのダンスナンバーベスト3も発表した。

### 夏のスーパーライブ
2013年7月5日、年末恒例として放送している「スーパーライブ」が26年目にして史上初めての夏開催となった。17組67人が出演。従来のセットのままだが、従来の観客席には溜まりゲストが座り、観客席をステージ前に移した。この放送では、『AKB48第5回選抜総選挙』で1位になった指原莉乃の初センター曲『恋するフォーチュンクッキー』が初披露された。この曲は、枠移動の2019年10月時点で「過去33年間の最多披露曲」となった。
これ以降、年内最初の放送と夏のスペシャルは生放送となり、録画放送での形式は行われなくなった。

### 超豪華アーティストプレミアムライブ
2013年11月29日の18:53 - 21:48（JST）、『55時間テレビ』の一環として、テレビ朝日開局55周年記念特別番組『超豪華アーティストプレミアムライブ』を3時間にわたって生放送。番組では「大公開!半世紀のNo.1ソング&スター映像」と題して、当番組放送開始から日本を彩った名曲を紹介するVTRと共にゲストアーティスト達のエピソードが添えられて語られた。また、2013年11月30日にオープンする「EX THEATER ROPPONGI」からゲストアーティスト達によるスペシャルライブを披露した。

### 真夏の最強ライブ
2014年7月25日、『真夏の最強ライブ』を3時間にわたって生放送。OPはスタジオではなく、六本木ヒルズアリーナで行われた。また、BUMP OF CHICKENが初出演し、自身初の地上波生パフォーマンスを行った。

### ハロウィンスペシャル
2015年10月30日、当番組としては初の『ハロウィンスペシャル』と題し生放送された。番組総合司会のタモリ以外の出演者、観客全てがハロウィンの仮装をして登場した。
- 弘中綾香：オープニングのみ猫耳とマントを着用[662]
- きゃりーぱみゅぱみゅ：デヴィッド・ボウイに扮した仮装[663]。
- AKB48：「職業コスプレ」というテーマで政治家（指原莉乃）やキャバクラ嬢（柏木由紀）など様々な衣装で登場[664][注 114]。
- 私立恵比寿中学：この回で披露した「スーパーヒーロー」にちなみ、朝日放送（当時）制作・テレビ朝日系列のアニメ『プリキュアシリーズ』のプリキュアのコスプレ[注 115]。シリーズの大ファンである廣田あいかがメンバーのイメージに合うキャラクターを選択している[665]。
- でんぱ組.inc：この回で披露した「永久ゾンビーナ」にちなみ様々なゾンビのコスプレ。
- 中島美嘉：「仮面舞踏会」として花をイメージした貴婦人の仮装。
- TOKIO：「昭和の映画スター」と称してトレンチコート姿[662]。ただし城島茂のみタモリのコスプレ。
- ゴールデンボンバー：「90年代ビジュアル系バンド」というテーマでMALICE MIZERを意識した衣装。

### テレビ朝日開局60周年記念スペシャル
2019年2月1日の19:00 - 21:48（JST）、「テレビ朝日開局60周年記念特別番組」として3時間に渡って生放送された。
- ゲストには嵐、THE YELLOW MONKEY、大塚愛、ORANGE RANGE、ZARD坂井泉水＆倉木麻衣、GENERATIONS、Superfly、ジャニーズWEST、乃木坂46、秦基博、東京フィルハーモニー交響楽団が登場した[666]。
- 番組では「二度と見られない！テレ朝60年奇跡の発掘映像ランキング」と題し、テレビ朝日に眠る60年分のテレビ映像素材を発掘した超貴重映像に関するアンケートを全世代に行い、その衝撃度順に「Ｍステ 衝撃ハプニング」「お宝カバー映像」「奇跡のスペシャルパフォーマンス」「今じゃありえない共演」「あのアーティストがこんなことを…」「超貴重！あの人気者も歌ってました」の6つのジャンルに分けてランキング発表を行った[338]。
- 一部のゲストアーティスト[注 116]は「六本木ヒルズアリーナ」からパフォーマンスを行った。なお、この特番からそれまで長らく二次使用が出来なかった、中原理恵時代のMCトーク部分がタモリが司会になった1987年4月以降の放送に限り、放送されるようになった。

### 90分スペシャル
2019年7月19日 、当初はレギュラー放送の予定だったが、10日前に死去したジャニー喜多川の追悼企画を実施。急遽30分拡大して21時24分までのスペシャル放送となった。

### サマーフェス
2020年7月24日（スポーツの日）の18:30 - 21:48（JST）、“Mステサマーフェス”と銘打ち、3時間半にわたる生放送が行われた。
- ゲストには嵐、いきものがかり、瑛人、Official髭男dism、GENERATIONS from EXILE TRIBE、SixTONES、Sexy Zone、TUBE、Toshl、乃木坂46、HYDE、ラストアイドルが登場。また、番組内では“つながる企画”が行われた[668][669]。

- 嵐は、米津玄師が手がけた「カイト」のほか、新曲「IN THE SUMMER」を披露。瑛人は、TikTokでの流行をきっかけにバイラルヒットした「香水」をテレビ初披露した[670]。Official髭男dismは、テレビ朝日の屋上から六本木の夜景をバックに、「HELLO」、「115万キロのフィルム」によるライブを届けた。

- Toshlは“女性アーティストの夏うた”をテーマに、視聴者投票で歌唱曲を決める“Toshl3択“が行われた[注 117]。このほか、新曲の「BE ALL RIGHT」も熱唱した[671]。

- TUBEは「日本の夏からこんにちは」、「-花火-」、「あー夏休み」のスペシャルメドレーを披露。メドレーでは、某所からの打ち上げ花火約1000発とのコラボレーションが実現した[672]。

- HYDEは、この日からEXシアターで開催される配信ライブ『LIVE EX』とコラボ。現地から生出演し、最新曲「BELIEVING IN MYSELF（Japanese Version）」をパフォーマンスした。

- 7月18日に死去した三浦春馬の遺作となる、2ndシングル「Night Diver」のミュージックビデオを特別放送。三浦春馬は、この日放送するミュージックステーションのスペシャルに初出演する予定だった[673]。

- 「もう一度見たいMステ・ディズニーソングコラボ ベスト10」では、ディズニーに関する貴重な映像が放送された[注 118]。またスタジオでは『題名のない音楽会』とのコラボが行われ、高嶋ちさ子によるディズニーのプリンセスメドレーのほか、同番組のMCである石丸幹二、そして木下晴香で「ホール・ニュー・ワールド」を披露した[674]。

- このスペシャルでは、公式YouTube、公式LINE、TELASA、AbemaTVで、放送前後に特別番組が配信された。生放送前の17:50頃からは、MCにチョコレートプラネットを迎え、関口メンディー（GENERATIONS）、松村沙友理、梅澤美波（乃木坂46）が特設スタジオに登場。放送終了後の22:00時頃からは「Mステアフタートーク」と題し、MCに番組司会の並木万里菜も加わり、新内眞衣、堀未央奈（乃木坂46）、瑛人らが出演し、生配信が行われた[675]。

- 平均世帯視聴率は、18:30 - 19:00が9.3%、19:00 - 21:48が14.8%であり、平均個人視聴率は9.6%であった。21:00には瞬間最高視聴率17.7%を記録した（ビデオリサーチ調べ、関東地区）[676][677]。

2021年8月20日の18:30 - 21:48（JST）、「ミュージックステーション SUMMER FES」のタイトルで、3時間半にわたる生放送が行われた。
- ゲストは、AI、いきものがかり、EXIT、UVERworld feat.山田孝之/愛笑む、エド・シーラン、Official髭男dism、氣志團、SixTONES、Toshl、TWICE、HiHi Jets & 美 少年、BLACKPINK、Hey! Say! JUMP、マカロニえんぴつ、松平健、森七菜、RADWIMPS feat.菅田将暉、優里[678][679][2]。放送当日には、番組のタイムテーブルが発表された[680]。

- テーマは“全曲1億再生超え！令和の最強鬼リピソング”。番組内では、これに関連したランキングを発表した。また、番組では、夏を盛り上げる“お祭りソング生投票企画”も実施[678][681]。Mステ35年間の歴史の中で、様々なステージを盛り上げたお祭りソングのランキングが行われた[注 119][681]。

- 前年に行われた“Toshl3択”の実施が決定。“カバーしてほしい夏のアゲうた”をテーマに、視聴者投票でToshlの歌唱曲を決定した[注 120][679][681]。

- 「夏のお祭りソングSPメドレー」では、Toshl、気志團、EXIT、松平健によるノンストップメドレーが披露された[注 121][682][683]。

- エド・シーランは、このスペシャルでMステ初登場となる[496]。Mステのための特別アレンジで、「Shape Of You」と「Bad Habits」の2曲によるSPメドレーを披露した[684]。

- AIは、三浦大知とのコラボレーションのもと、チームラボプラネッツ TOKYO DMM.comから「IN THE MIDDLE feat.三浦大知」をパフォーマンスした[679]。また、森七菜もチームラボプラネッツから「深海」を歌唱した[685]。 マカロニえんぴつは、しんちゃんの楽器演奏によるオリジナルパフォーマンスにあわせ、楽曲を披露した[2]。このほか、優里は夜景をバックに「ドライフラワー」を熱唱した[686]。

- RADWIMPS feat.菅田将暉は、FUJI ROCK FESTIVAL ’21の会場から出演。「うたかた歌」を披露した[687]。

- 3時間半スペシャルの放送に合わせ、同月17日から全国3万店以上のコンビニで、オリジナル店内放送による番組のPR展開を実施。当日の放送に出演するアーティストの紹介、番組情報などが放送された[注 122][679]。

- 当初は、ORANGE RANGEも出演する予定だったが、メンバーのHIROKIが発熱を起こしたため、出演は見合わせとなった[688] [注 123][689]。

### 35th Anniv. 4時間スペシャル
2021年10月15日の18:00 - 21:48（JST）、放送開始から番組35周年を記念し「MUSIC STATION 35th Anniv. 4時間スペシャル」として、4時間の生放送が行われた。
- ゲストは、Elopers（椎名林檎スペシャルバンド）、King Gnu、郷ひろみ、米米CLUB、櫻坂46、THE RAMPAGE from EXILE TRIBE、清水美依紗、Stray Kids、ナオト・インティライミ、なにわ男子、PUFFY、B.B.クィーンズ、Hey! Say! JUMP[注 124]、V6、松田聖子、MIKIKO×Rhizomatiks×三浦大知×SP Dancers×ELEVENPLAY×Perfume、宮本浩次、May J.、LiSA[67][690][7][691]。放送当日には、番組のタイムテーブルが発表された[692]。

- VTR企画では、“Mステ35年間のディズニーソングランキング”、そして番組35年間の歴史を「バンド大戦国時代」、「ミリオン連発時代」など、7つの期に分けた神曲ランキング企画を実施[690][7][693]。また、神曲ランキング企画に関連して米米CLUB、May J.、B.B.クィーンズ、PUFFYによる「神曲メドレー」が行われた[7]。なお米米CLUBは、24年ぶりでの出演となる[694]。

- 11月1日をもって解散となるV6は、当番組への出演はこの放送が最後の出演となる。最後の出演で歌って欲しい楽曲を視聴者から募集。その中から視聴者投票で歌唱する楽曲を決定する[注 125]。このほか、V6におけるMステでの26年間の歴史を振り返るVTR企画も行われた[67][55][695]。

- MIKIKOによる特別演出・プロデュースのもと、三浦大知、Perfume、ELEVENPLAY、Rhizomatiksが一夜限りのステージを、10分にわたってパフォーマンスした[67][691][696]。また椎名林檎は、今回の放送のために新バンド「Elopers」を結成。新バンドのもとでパフォーマンスを行う[注 126][7][696]。このほか宮本浩次は、ツアーバンドメンバーのもとで楽曲を披露する[注 127][7]。

- 郷ひろみは“ひろみ5択”を実施。候補となる5曲のうち、3曲を生放送中に視聴者投票で決定。テレビ朝日の屋上から、夜景をバックに熱唱した[注 128][7][691][696]。松田聖子は、チームラボプラネッツ TOKYO DMM.comとのコラボレーションを実施[7]。このほかLiSAは、アニメ『ソードアート・オンライン（SAO）』の映像を交えながら、パフォーマンスを行った[7]。

- スペシャルに先立ち、期間限定での“35周年記念キービジュアル”の完全版として、タモリがギブソン・レスポールでギターパフォーマンスを行う動画が、番組公式YouTubeで公開された[697]。

### 4時間スペシャル
2022年9月23日（秋分の日）の18:00 - 21:48（JST）、4時間の生放送が行われた。
- ゲストは、ITZY 、Ylvis、ORANGE RANGE、Creepy Nuts、KOH+、郷ひろみ、湘南乃風、Snow Man、SOPHIA、Toshl、NiziU、nobodyknows+、THE BEAT GARDEN、布袋寅泰、松平健、森七菜、優里[556]。9月9日に出演アーティスト第1弾[556]、16日に第2弾と歌唱曲[698]、21日に松平健の出演[699]、放送当日には番組のタイムテーブルが発表された。一部アーティストはテレビ朝日1階アトリウムにて、有観客のもとでパフォーマンスを行った[700]。

- “1万5000人が投票した最強ぶちアゲソングランキング”をテーマに放送[556][701]。VTR企画は「国民的ぶちアゲソングベスト20」。昭和、平成、令和各時代のニュースを振り返りながら発表。ランキング上位3曲の最終順位は視聴者生投票で決定された[699]。

- “Toshl3択”では、“ぶちアゲ アニメソング3択”をテーマに視聴者投票で「新時代 (ウタ from ONE PIECE FILM RED)」、「残響散歌」、「Get Wild」から披露ナンバーを決定[699][701]。「新時代 (ウタ from ONE PIECE FILM RED)」を披露した[702]。

- Ylvisは、この4時間スペシャル出演でMステ初登場となる。ファイターズガールとスペシャルコラボで「The Fox」を披露した[699][701]。このほか、NiziUは『テレビ朝日ドリームフェスティバル2022』のステージから生中継で出演[701][703]。ITZYはスタジオ初登場となる[703]。

- 2013年から活動を休止していたSOPHIAは、2022年3月に9年ぶりに活動再開を発表以降、地上波で初めての楽曲披露となる。およそ19年ぶりのMステ出演であり、「街」を25年ぶりに披露した[704]。 また、KOH+は14年ぶりのMステ出演[556]、nobodyknows+は18年ぶりのMステ出演となる。nobodyknows+は、g-tonがニューヨークから駆けつけ、オリジナルメンバー6人で歌唱した[705]。

- トリは松平健、郷ひろみが務めた。「国民的ぶちアゲサンバメドレー」として松平健の「マツケンサンバⅡ」、郷ひろみの「お嫁サンバ」によるメドレーを披露[699]。各々のナンバーの終盤には、両者がコラボパフォーマンスするシーンが見られた[706]。

- この放送を以てサブ司会の並木万里菜が番組を卒業。番組エンディングにて、タモリから花束を手渡された後、感謝の言葉を述べて笑顔で番組を卒業した[707]。

### 夏の3時間半スペシャル
2023年8月4日の18:30 - 21:48（JST）、3時間半の生放送が行われた。
- ゲストは、石崎ひゅーい、Awich・SugLawd Familiar・CHICO CARLITO、関ジャニ∞、Kis-My-Ft2、キタニタツヤ、King ＆ Prince、工藤静香、郷ひろみ×DJ KOO、サザンオールスターズ、サンボマスター、THE LAST ROCKSTARS、SHISHAMO、女王蜂、日向坂46、緑黄色社会[592][708]。7月21日に出演アーティスト第1弾としてサザンオールスターズ[592]、28日に出演アーティスト第2弾を発表[708]。放送当日には番組のタイムテーブルが発表された[710]。

- 郷ひろみ×DJ KOOは、Hareza池袋のイベント会場から生中継で登場[708][711]。THE LAST ROCKSTARSは、民放では初パフォーマンスとなる[708]。メンバーのYOHSIKIが、ディナーショーの途中から駆け付ける形で出演した[711]。VTR企画では“名シーン連発！視聴者1万人に聞いた 激推しアニメソングBEST20”を実施[708]。

- 6月にデビュー45周年を迎えたサザンオールスターズは、“祝デビュー45周年！マイ・ベスト・サザンオールスターズ 国民投票”を実施[592]。この国民投票から「LOVE AFFAIR 〜秘密のデート」を15年ぶりに披露した[711]。また、Mステでの秘蔵映像を振り返る特集も行われた[711]。

- Kis-My-Ft2は、同月31日をもって北山宏光がグループ卒業及びジャニーズ事務所を退所するため、7人体制でのМステ出演はこの放送が最後となる[712]。

### テレビ朝日開局65周年記念スペシャル
2024年2月16日の20:00 - 21:48（JST）、「テレビ朝日開局65周年記念特別番組」として2時間の生放送が行われた。
- ゲストは、新しい学校のリーダーズ、Awich・唾奇・OZworld・CHICO CARLITO、キョコロヒー、Kroi、スキマスイッチ、スキマスイッチ×高嶋ちさ子、SUPER EIGHT、SUPER BEAVER、高嶋ちさ子、三浦大知[713]。

- このスペシャルでは『ザワつく!金曜日』とのコラボが行われ、長嶋一茂、石原良純、高嶋ちさ子、高橋茂雄（サバンナ）も生出演した。同番組のコーナー“3つまとめて当てましょう選手権”、郷ひろみの名曲による“究極の2択”を実施。また、高嶋は「愛は勝つ」の生演奏、スキマスイッチとのコラボ演奏を披露した[606]。

### 夏祭り3時間半スペシャル
2024年7月19日の18:30 - 21:48（JST）、3時間半の生放送が行われた。
- ゲストは、新しい学校のリーダーズ、打首獄門同好会、奥田民生、Omoinotake、劇団四季、ゴスペラーズ、三代目 J SOUL BROTHERS、椎名林檎と新しい学校のリーダーズ、ジュニア（サマステライブ）、Snow Man、Da-iCE、Toshl、TOMOO、TWICE、中川翔子×海宝直人、Number_i、NEWS、増田貴久（NEWS）×清水美依紗、優里、ゆず[714]。放送当日には番組のタイムテーブルが発表された[715]。
- “Toshl3択”では“昭和・平成のヒットソング”をテーマに、視聴者投票でToshlの歌唱曲を決定[714]。また、増田貴久（NEWS）×清水美依紗によるデュエット3択企画“令和の億超えJ-POP！デュエット3択”も行われた[714]。このほか、VTR企画では“21世紀生まれに刺さる！ 20世紀の神ソング”を実施した[716]。
- 打首獄門同好会、奥田民生、Omoinotake、三代目 J SOUL BROTHERSは、世田谷の特設スタジオから楽曲を披露した[717]。
- ディズニーSPステージでは、大野雄大（Da-iCE）・花村想太（Da-iCE）が英語バージョンによる「ホール・ニュー・ワールド」、中川翔子×海宝直人が「輝く未来」、ゴスペラーズが「Circle of Life」を披露。このほか、劇団四季が特別AR演出のもとで「Let It Go〜ありのままで〜」をパフォーマンスした[714][715][718][719]。
- トリはゆずが務め、「夏色」を披露した。スタジオ全体が大盛り上がりのなか、本来アンコールが2回の予定を、追加でもう1回実施。だが、放送時間が終了間近のなかで行ったため、曲の途中でエンディングテーマが流れ、そのまま曲を強制終了するアクシデントが起きた[720]。強制終了後、北川はエンディングテーマに合わせて、謝罪しながら歌唱。スタジオを盛り上げながら、そのまま番組が終了した[720]。なお、番組終了後の様子などは、2025年1月17日の2時間SPで放送された[621]。

### SUPER SUMMER FES 2025
2025年7月18日の18:00 - 21:48（JST）、4時間の生放送が行われた。
- ゲストは、アイナ・ジ・エンド、ano、XG、ORANGE RANGE、KAWAII LAB.（FRUITS ZIPPER・CANDY TUNE・ SWEET STEADY・ CUTIE STREET・KAWAII LAB. MATES）、King & Prince、米米CLUB、三代目 J SOUL BROTHERS、湘南乃風、湘南乃風×新しい学校のリーダーズ、SixTONES、Snow Man、SUPER BEAVER、Da-iCE、TUBE、TUBE×FRUITS ZIPPER、Def Tech、西野カナ、NiziU、乃木坂46、HANA、B＆ZAI、日向坂46、BE:FIRST、50TA（狩野英孝）、三浦大知、Mrs. GREEN APPLE[649][721][722][723][724]。
- 6月20日に出演アーティスト第1弾11組[649]、27日に第2弾12組[721]、7月12日に第3弾5組・歌唱曲[722]、16日にMrs. GREEN APPLEと西野カナの出演・歌唱曲を発表[723]。放送当日には番組のタイムテーブルが発表された[725][726]。
- 総勢179名のアーティストが出演。ano、ORANGE RANGE、湘南乃風、湘南乃風×新しい学校のリーダーズ、KAWAII LAB.、B＆ZAI、日向坂46、50TAは、六本木ヒルズアリーナの特設ステージからパフォーマンスを行った[727]。また、NiziUはワンカットによるパフォーマンス、乃木坂46は花をイメージした一夜限りの振付を披露した[727]。VTR企画では、“アーティストが選ぶMステ最強夏うた貴重映像 BEST30”を実施。サマーフェス出演アーティストを中心に、アーティストの好きな夏うたアンケートに基づいたランキングを発表した[725]。
- B＆ZAI、50TA（狩野英孝）はMステ初登場。50TAには、田村淳が応援ゲストとして駆けつけた。さらに50TAのステージ上のパフォーマンスにも田村淳が参加し、一緒に場を盛り上げた[728]。このほか、西野カナはおよそ7年ぶりのMステ出演となった[724]。
- SixTONESの髙地優吾[729]、FRUITS ZIPPERの月足天音は体調不良のため、番組出演を見合わせた[730]。
- 「テレビ朝日・六本木ヒルズ SUMMER FES」とコラボを実施。期間限定でイベントブース「メタメタ大作戦パーク」[731]にて、Mステのバーチャルセットがバーチャル空間に出現する[722]。また、放送当日にはバーチャルセットにアバターとして、FRUITS ZIPPER、CANDY TUNE、SWEET STEADY、CUTIE STREET、NiziU（MAKO、MAYA、AYAKA、RIMA、NINA）、50TA（狩野英孝）が登場した[722]。

## テーマ曲
1. 1986年10月24日 - 1990年3月23日[732]：「ミュージックステーション・オリジナルテーマ」（前田憲男[335]）
シンセサイザーを多用した、オーケストラ演奏のテーマ曲。エンディング部分では番組タイトルを連呼したア・カペラも使用された。この他番組初期には、CM前やCM明けに番組タイトルをア・カペラで連呼するジングルも存在した。
  - 「Love Station」（早見優）[19] - 放送開始前の番組宣伝のCMで使用された。同時に、テレビ朝日1986年秋改編のイメージソングとしても起用されていた[733]。
2. 1990年4月13日[734] - 1991年12月27日[735]：「The Desire」（原題：「DESIRE,THE* 欲望」）（横関敦）
  - アルバム『SEA OF JOY』収録
3. 1992年1月10日[138] - 2016年3月11日：「#1090 〜Thousand Dreams〜」（松本孝弘（B'z））
  - エンディング
    - 1992年1月10日 - 2002年2月22日、2002年12月27日：「どうしても君を失いたくない - Instrumental -」（コーラス：大黒摩季）
      - ミニ・アルバム『FRIENDS』収録[注 129]

    - 2002年3月1日 - 2016年3月11日：「#1090[千夢一夜]」
      - アルバム『華』収録[注 130]

  - 「Starry Sky」（CAPSULE） - 番組宣伝のCMで使用された[736]。
4. 2016年3月25日[138][注 131] - 現在：「#1090 〜Million Dreams〜」（松本孝弘（B'z））[138]
  - 「#1090 〜Thousand Dreams〜」をベーストラックとし、新たに収録したトラックをリミックスしたバージョン。
    - アルバム『enigma』にボーナストラックして収録。

## スタッフ

### レギュラー放送（2025年7月時点）
- ナレーター：服部潤【毎週】、佐倉綾音、上坂すみれ【週替り】
- 構成：樅野太紀、そーたに、西澤公太郎（西澤→一時離脱►復帰）、沼倉春香
- テーマ音楽：松本孝弘（B'z）
- 第1スタジオ
  - TM（テクニカルマネージャー）：大槻和也（テレビ朝日、以前はチーフカメラ）
  - TD（テクニカルディレクター）：宮本邦慶（テイクシステムズ、以前はカメラ）【毎週】、田辺帆風、玉手康裕（テイクシステムズ）【週替り】
  - SW（スイッチャー）：中島祥郎【毎週】、古川雅之（テイクシステムズ）、青山和広【週替り】
  - カメラ：樗木真弥、新井麻菜美、首藤祥太、斉藤紘志、小林咲希、掛橋翔太、佐藤邦彦（佐藤→以前はカメラ►TD）、前田芽生【週替り】
  - VE（ビデオエンジニア）：菅原功暉【毎週】、鈴木大作、中村凌【週替り】
  - 音声：加藤翠【毎週】、中田孝也、安食愛美、松崎宏江、鈴木英典、柳原健司、江尻和茂（テレビ朝日）【週替り】
  - 技術アシスト：毘舎利彩依、辻結衣【毎週】、伊藤友香、長島未佳、中村汐里、山本春香【週替り】
  - 日放クレーン：木部祐介（木部→以前は技術アシストを担当）、柴田賢吾【週替り】
  - クレーン：江津千秋、渡邉孝【週替り】
  - インカム：石井裕【週替り】
  - 音響：久我洋平
  - 効果：髙田大我・小林功樹（TSP）【週替り】
  - 編集：小池周平（ビデオ・パック・ニッポン→TSP）
  - MA（マルチオーディオ）：川崎徹
  - 照明プロデューサー：眞如博之（テレビ朝日）
  - 照明：小林和史【毎週】、栗屋俊一、池谷祐介、三澤孝至、高須ちあき、吉原由樹、驛伸之、佐久間浩一、舟越利紗（池谷・栗屋・三澤・高須→以前は照明アシストを担当）【週替り】
  - 美術：加藤由紀子（テレビ朝日、以前は美術デザイン）【週替り】
  - 美術デザイン：浪岡沙衣【毎週】、森みどり（テレビ朝日）【週替り】
  - 美術進行：青羽亮（テレビ朝日クリエイト）【毎週】、田口浩子【週替り】
  - 大道具：木村朔也、吉田徹琉
  - 電飾：塚原聡、笹木あおい、松本未希【週替り】
  - 特殊効果：吉川剛史
  - 特殊装置：竹本武司
  - レーザー：ランダム【週替り】
  - アクリル装飾：(有)フルール・ノンノン 髙原繁樹、梶野明弘【週替り】
  - オブジェ：(有)フルール・ノンノン 長野敦子
  - 風船装飾：滝戸誠【週替り】
  - 小道具：小柳沙季【週替り】
  - 植木：石垣大志郎【週替り】
  - モニター：井深慎也、谷口理沙、佐々木善英、松村春香【週替り】
  - ヘアメイク：川口カツラ店
  - CG&アートディレクション：横井勝（テレビ朝日、以前はCG→CGディレクションを担当）
  - CGデザイン：矢木秀和、野沢栄二
  - CGLED：林俊之、山成葵、大芝桜子、野田海生、森泉春乃【週替り】
  - XRバーチャル：加藤喬（以前はCGバーチャル）、時津魅羅、占部三四郎、首藤健太【週替り】
  - CGシステム：布施真理子【毎週】、国井優香【週替り】
  - 字幕制作：テレビ朝日クリエイト
  - テロップ：神野幸代【毎週】、村澤ちひろ（以前はCGデザイン）【週替り】
- スタイリスト：山下貢理子・清水昌志（タモリ担当）
- 編成：村山良太・馬渕真太朗（テレビ朝日、村山→2025年7月-、馬淵→2024年8月-）
- 宣伝︰増田晶子（テレビ朝日、2025年7月-）
- TK（タイムキーパー）：長谷川夏子【毎週】、満松美弥子、池田真梨絵、村田理実【週替り】
- デスク：岩野美保
- 衣装協力：ORIHICA
- ディレクター：常岡浩治（テレビ朝日）、藤本達也【毎週】、田中晋平、野尻由紀子、松田咲紀、柳川邦顕（LDL）、平澤祥多、新田彩子、田吹康（テレビ朝日映像）、森田惇、木戸駿祐、高尾あずみ【週替り】
- ディレクター / 演出：田頭大輔（テレビ朝日、以前はディレクターを担当）【週替り、回によって異なる】
- アシスタントプロデューサー：芦原真澄、工藤明日香、澤野友美（澤野→一時離脱►復帰）
- プロデューサー：利根川広毅（テレビ朝日、以前はプロデューサー→演出兼務）、大坪大祐（テレビ朝日、以前はディレクターを担当）、藤本周二（テレビ朝日）
- 演出：藤沢浩一（テレビ朝日、以前はCAM→ディレクター）【毎週】
- ゼネラルプロデューサー：藤城剛（テレビ朝日）
- 制作統括：寺田伸也（テレビ朝日）
- 制作：テレビ朝日ビジネスソリューション本部コンテンツ編成局第1制作部
- 制作著作：テレビ朝日

### スペシャル放送
- ナレーター：神谷浩史、宇野翔真
- 第2スタジオ / テレビ朝日アトリウム（スペシャル放送のみ）
  - TD（テクニカルディレクター）：玉手康裕（テイクシステムズ、以前はCAM）
  - カメラ：千ヶ崎裕介（テイクシステムズ、以前はCAM→SW→TD）、永嶋佳祐
  - 日放クレーン：浅田康和・俵谷祐輔（浅田→以前は技術アシストを担当）
  - 照明：池谷祐介（以前は照明アシストを担当）
  - 美術デザイン：加藤由紀子（テレビ朝日）
  - 美術進行：青羽亮（テレビ朝日クリエイト）
  - 大道具：永田好古
  - 電飾：松本未希
  - 特殊装置：松尾学
  - 特殊効果：釜田智志
  - レーザー：ランダム

### 歴代スタッフ
- ナレーター：村井かずさ・皆口裕子・ユキ・ラインハート・ウォード・セクストン
- 構成：八田辰夫・西田公久・鵜沢茂郎・植竹公和・水野しげゆき・飯田まち子・青木和佳・ほそかわ紀子・根田真児・酒井義文・望月卓・森保鉄志・内堀尚・塚本のりこ・小原信治・板倉輝・ヒナタユキ・北健一郎・堤映月・伊藤正宏・町山広美（町山→一時離脱→復帰）
- スーパーバイザー：菅原正豊
- テーマ音楽：横関敦・小野寺忠和
- 演奏：羽鳥幸次とスイングフェイス
- TM（テクニカルマネージャー）：浜田暁弘（テレビ朝日）、大島秀一（テレビ朝日、以前はCAM、TD担当）、太田憲治（テレビ朝日）、福元昭彦（テレビ朝日）
- TD（テクニカルディレクター）：斉藤弘一・関口光男・安保洋一・粟生隆次・樋口幸紀・宮田一・野呂奔・川口忠久・宮崎照夫・内野盛和・有泉重正・品本幸雄・小林俊明・大島秀一・二瓶友美・加藤英昭・大川戸元昭・福原正之・錦戸浩司、住田清志（テイクシステムズ、以前はCAM）
- SW（スイッチャー）：横関正人（2st）
- カメラ：関口光男・粟生隆次・樋口幸紀・宮田一・田代博一・夏目新・内野盛和・有泉重正・品本幸雄・小林俊明・高橋政博・石井慶夫・野呂奔・大島秀一・説田比登志・立川伸太郎・山本信之・牧由美子・川口忠久・高木武彦・小山由美子・片平修巳・浅川英俊・二瓶友美・加藤英昭・大川戸元昭・住田清志・中村義孝・宮内大貴・高田格・高橋広・石黒康一・福原正之・宮内大翼（テレビ朝日）・大島秀一（テレビ朝日、以前はTM）、保坂健一、及川貴也、松浦伸哉、髙橋広奈、熱田大（テレビ朝日、2st）
- VE（ビデオエンジニア）：阿部良幸・西山勝・山口敏美・堀渕惣一郎・吉野洋雄・宮川澄・小山恭司・戸塚信也・小野真介・監物直・重岡恵吾・重藤貴志・城口順・高林正彦、齋藤弘幸、細谷公助、木島洋、山本夏実、佐藤淳太（佐藤→2st）
- 音声：清水豊・古畑敏春・白石雅一・胡桃澤啓司・宮沢庸介・阿部健彦・戸塚信也・牧野行雄・井上哲・小池幸宏・長谷川泰裕・中島(嶋)健次・高橋良一・稲川俊一郎・酒井秀一・吉村歩・森永茂・廣瀬蓉子・五十嵐暢之・鈴木涼太、新井八月（新井→テレビ朝日、2st）
- 照明：岡本勝彦・古田真司・吉川哲男・今野恒俊・峯尾信一・土屋豊・富田裕治・矢島(嶋)安雄・高野公洋・山田純司・中野照規・小島裕行・金子功・高柳薫・阿部勝則・大場浩・岩本真也・白川寛・松山務・鈴木敏也・眞如博之・栗屋俊一・吉川哲男・江藤(頭)儀浩・五十嵐久夫・市川一弘（松山以降→2st）（週替わり）
- 照明アシスト：宮崎晃・鈴木岐彦・佐々木靖・加無木克志・土屋豊・中澤範子・湯浅洋一・田中晴夫・水本富男・小林和史・松山努・山本美奈子
- 照明プロデューサー：高野安隆（以前は照明を担当）、中根鉄弥（テレビ朝日）
- 美術：宮崎洋・高原篤・綿貫冬樹・石上久・井磧紳介（テレビ朝日、井磧→以前はデザイン兼務）、北浦浩一郎（テレビ朝日クリエイト、以前は美術進行→美術プロデューサー / デザイン担当、SP時美術統括Or美術プロデューサー）
- 美術プロデューサー / デザイン：出口智浩・小林尚弘（テレビ朝日、以前はデザインのみ担当）、近藤千春（テレビ朝日クリエイト）【週替り】
- 美術デザイン：石井哲也・北原國彦・高原篤・石上久・綿貫冬樹・中塚宏・市川亜矢子・玉置未和・村竹良二・小山晃弘・宇家譲二・清野啓太・山下高広・谷口絵梨果・森崎愛美・鹿内遥・豊田裕基・河崎優香・修田佳祐・村上由季・濱野恭平・松田友希・崎村陽・小池芳人・竹山陽菜・木滝亜優・森永牧子・金澤弘道（テレビ朝日）（週替わり）
- 美術進行：加藤正幸・齋藤直純・大滝千秋・野口敏嗣・楢崎仁志・田島えりか・柴田岳・寺岡悠介・三木晴加・山本和記・加藤正洋・若林広・古閑洋司（テレビ朝日クリエイト）（山本以降→2st）
- クレーン：川上智、持田尚克
- 効果：南雲敏春・菅野洋志・中村剛・細野貴裕・梅澤駿・丸山孝之・中山尚
- 技術アシスト：岡元祐二・加無木克志・竹中崇将・生沼登・宮田浩・中務時弘・清水政寿・横倉康次・西田敬・杉田貴則・平井映子・木村元・浅田康和・小林和史・深谷勝成・大石忠道・渡辺薫・田近朗史・首藤康仁・麻生貴志・穴沢康至・石松千穂（週替わり）
- 音響：横張史靖・按田宗周・返町吉保・田村智宏・新見政弘、佐藤友教、東真吾
- 大道具：石橋豊・太田雄也・荒川康之・大窪学・真次智樹・尾和敏明・古木康弘・馬場幸三・小泉稔・松本友博・竹内俊彰・小杉正裕・松本寿久・渡部修綱・松野秀生・山本秀太郎・バンセイ・斎藤琢人・船木憲太・小野祐樹・森田亘・畠山豊・小林雄紀
- 電飾：中川雄介・田岡知巳・富田智博・合津嘉朗・滝和治・民英明・羽根利満・白石剛・樋口直樹・松木忠昭・佐伯直亮・仁平光一・嶌田剛
- 特機：畠沢優一・高橋友之
- 特殊装置：深井将・町端航・田中徳一・小口和宏
- 特殊効果：藤村修平・釜田智志・大野晃一
- イントレ・トラス：倉成純一・斎藤政利
- トラス：倉成純一・細田正(政)利・齊藤政利
- イントレ：倉成純一
- アクリル装飾：岡林和志・菊池博・末野節郎・日野直治・工藤敏博・大川有一・梶野明弘・中尾信行、(有)フルール・ノンノン（川本貴史・春田真衣）（週替わり）
- オブジェ：大野周一・風船工房・松井達彦・八代利江子、(有)フルール・ノンノン、神保金司（神保→以前はアクリル装飾を担当）
- モニター：小林昇平、鈴木準司、松岡徹
- 植木：藤田国康・恩田雅章・杉田英展・西村正範
- 小道具：佐藤友昭、石川将太
- レーザー：戸倉浩治・大野木靖雄・福村あかね、鈴木しんいち・AIRNOTES【週替り】
- タイトル・CG：横井勝・佐藤信太郎
- CG：山本裕之・齋藤まゆみ・佐々瑛子
- CGデザイン：高井梓・松尾裕介・野沢栄二・村野彰彦・西村江里子・佐藤信太郎・真栄城樹・上野貴弘・大橋緑・高井梓・早川雄志・松尾裕介・斎藤まゆみ・南浩樹・山本裕之・管澤英子・吉原真生・村野彰彦【週替り】
- CGシステム：澤口明子・山内光史・大山由里子・海老根聡美【週替り】
- CGバーチャル制作：葛原健治・高橋愛【週替り】
- CGタイトル：矢木秀和・松尾裕介【週替り】
- CGバーチャル：中村敦・葛原健治
- CGLED：高井梓・澤口明子・南治樹・佐藤信太郎・山本裕之・真栄城樹
- CGタイトル：松尾裕介
- タイトル：宍戸淳一
- テロップ：小林宏嗣・片桐幸三・石川理・原田甫・小川龍也
- 編集：佐賀靖弘
- MA（マルチオーディオ）：萩原佳和（ビデオ・パック・ニッポン→TSP）
- スタイリスト：栄明美・堀切ミロ・山下眞理子・相馬さとし(智)・中原正登・村田ゆみ子・菅原萌衣（タモリ担当）、Moriyasu（弘中綾香担当）
- ヘア&メイク：MIKAMI YASUHIRO（Pittura）
- 宣伝：下恵子・天野貴代・中嶋哲也・蓮美理奈・井上裕子・宮田奈苗・平泉季里子・金澤美保・渡辺章太郎・高橋夏子・尾木実愛・清水望・栗坂美祐・堀場綾枝子・吉原智美・榎本梢絵（全員テレビ朝日、堀場→2023年9月8日-、以前は美術デザインを担当、一時離脱→復帰、吉原→2024年8月-2025年6月）
- 広報：太田正彦・保坂正紀・織田笑里・小久保聡・重松愛・中島哲也・天野貴代・蓮実理奈（テレビ朝日）
- 調査：中川雄介・瀬口大介（テレビ朝日）
- 編成：林雄一郎・尾崎雅彦・西山隆一・森大貴・二階堂義明・西岡佐知子・西勇哉・松瀬俊一郎・船引貴史・池田佐和子・谷川沙要・瀧川恵・山本文隆・小谷知輝（小谷→以前は美術プロデューサー / デザインを担当）・岩井健太郎・田中真由子（田中→一時離脱►復帰）・秋谷祥加・新谷拓也・泉良樹・大塚脩平・安部旭紘（大塚・安部→2023年9月8日-）・宇喜多宏美（テレビ朝日）
- TK（タイムキーパー）：尾木みち・中里優子、草野麻里（M&M）
- FD（フロアディレクター）：吉岡祐也
- ディレクター：中村元一・平城隆司・青山幸光・瀬戸口修・松本基弘・武居康仁・山本清・杉村全陽・佐藤信也・河口勇治・林雄一郎・中貞人・高橋正輝・井上淳矢・山本和仁・吉岡祐也・舘智有里・芦田太郎・増田哲英（テレビ朝日）、近藤正紀（テレビ朝日、一時離脱►復帰）、尾崎敦朗（ViViA）、河村啓司、宮内聡仁、長谷川嘉紀、早川大介、松田征己、渡辺康史、駒奈穂子、松岡信行、正野鉄也、中島孝志、松尾竜二、山本健矢、山本恵至、小野仁、武本修、阿多野淳、岩田良・根来昭人・牧野由佳（オクタゴン）、濱口賢治、時岡大輝、山下楓（テレビ朝日）
- 演出：成田信夫・佐藤信也（テレビ朝日）
- アシスタントプロデューサー：浅倉きよみ、上野洋輔、外山由佳（オクタゴン）、配藤麻衣（一時離脱→復帰）、井口恭子、藤原万穂、齊藤優美
- プロデューサー：北村英一・藤井智久・斉藤由雄・西村裕明・清水克也・梶山貴弘・越後圭祐（西村・清水→以前はディレクターを担当、清水→2012年8月3日まで、テレビ朝日）、風見裕子、桑原恵
- 演出・プロデューサー：伊東寛晃（テレビ朝日、以前はディレクターを担当、2013年9月27日まで）
- ゼネラルプロデューサー：粟井淳（テレビ朝日、以前はディレクター→プロデューサーを担当）、荒井祥之（テレビ朝日、以前はアシスタントプロデューサー（AP）→プロデューサーを担当）、小田隆一郎（テレビ朝日）
- チーフプロデューサー：三倉文宏（テレビ朝日、以前はプロデューサーを担当）
- エグゼクティブプロデューサー：山本たかお[注 132]（テレビ朝日、以前は演出→プロデューサー・演出→チーフプロデューサー）
- 制作→企画：皇達也（テレビ朝日）
- 衣装協力：KOOKAI・BEAMS・fecture・STELLA CIFFON・STAR JEWELRY ほか
- 資料協力：oricon（オリコン）
- 技術協力：テイクシステムズ、共立ライティング、テレテック
- 美術協力：テレビ朝日クリエイト
- 制作協力：田辺エージェンシー／テレビ朝日ミュージック

## 制作上の問題
ジャニーズ事務所を退所したタレント（いわゆる辞めジャニ）、および同社タレントと競合する他事務所のボーイズグループは業界で干され、地上波テレビに出演する機会が少なく、その中でも特に本番組への出演が事実上できない状態が長く続いていたとされる。本番組には先述の通り、毎回必ずジャニーズが1組以上出演しているため、ジャニーズ事務所からの圧力あるいはテレビ朝日側の忖度により、競合関係にあるこれらのアーティストの出演ができないと指摘されていた。
2023年9月7日のジャニーズ事務所の記者会見における質疑応答では、以前からこの「ジャニーズ忖度」を問題視していたジャーナリストの松谷創一郎が、元「King & Prince」の平野紫耀や神宮寺勇太ら「TOBE」への合流組、元SMAPメンバーによる「新しい地図」、JO1やBE:FIRSTのような競合するグループなどが本番組への出演や活動を妨害されないことを明言できるかと質問し、新社長の東山紀之は「もちろんです」と言い切った。同席した井ノ原快彦は「こういう立場になって『何でこうなんだろう?』って疑問に思うことは結構あった」と明かした。そして「『昔ジャニーさんがこう言ったから』『メリーさんがこう言ったから』っていうのをきちんと守って忖度するようなスタッフ」がいることを明かし、そのような状況を改革中であることを明かした。

この問題が表面化するきっかけとなったジャニー喜多川の性加害問題について、同事務所が設置した『再発防止特別チーム』による調査結果の中で、「ジャニーズの負の部分を報じてこなかったマスメディアの沈黙」が被害が拡大した一因と指摘され、後にNHKや各キー局の声明文が公開された。「ジャニーズ癒着の筆頭格テレビ局」と言われるテレビ朝日、特に最も早い段階で「ジャニーズ枠」という概念を生んだミュージックステーションは、（タモリの高齢化という事情も相まって）打ち切りになる可能性があるという一部報道もある。本番組がジャニーズ事務所と極めて密接な関係を築いていた背景には、先述の通り1980年代に番組が打ち切り間際でもがいていたところ、その後にジャニーズのタレント人気に救われて人気番組になることができたという事情がある。

## ネット局
- 当番組が18:50開始[注 133]の3時間スペシャルで放送する場合、18:50 - 19:00はローカルセールス枠扱いとなるため、テレビ朝日以外のネット局ではフルネットまたは19:00飛び乗りのどちらかで放送する。
- 2022年2月11日のように、21:50 - 21:54をローカルセールス枠扱いとする場合、テレビ朝日以外の一部ネット局ではテレビ朝日の放送終了4分前に飛び降りとする場合がある。
- 本番組は2022年4月11日からのプライムタイム帯で実施しているテレ朝系リアルタイム配信の対象から外されている[注 134]。
- 放送開始当初は、北海道テレビ（札幌地区以外）・東日本放送・静岡けんみんテレビ[注 135] （当時）・瀬戸内海放送ではステレオ放送は実施されず、モノラルのみの放送だった。北海道テレビは地上波デジタル放送開始後、東日本放送は1991年10月11日以降、静岡けんみんテレビでは1990年8月3日以降、瀬戸内海放送では1990年以降から音声多重放送開始に伴い、ステレオ放送を実施している。

| 放送対象地域   | 放送局                       | 系列           | 放送日時             | 遅れ       | 放送開始時期    |
| -------------- | ---------------------------- | -------------- | -------------------- | ---------- | --------------- |
| 関東広域圏     | テレビ朝日（EX）             | テレビ朝日系列 | 金曜日 21:00 - 21:54 | 同時ネット | 【制作局】      |
| 北海道         | 北海道テレビ（HTB）          | テレビ朝日系列 | 金曜日 21:00 - 21:54 | 同時ネット | 番組開始 -      |
| 青森県         | 青森朝日放送（ABA）          | テレビ朝日系列 | 金曜日 21:00 - 21:54 | 同時ネット | 1991年10月 -    |
| 岩手県         | 岩手朝日テレビ（IAT）        | テレビ朝日系列 | 金曜日 21:00 - 21:54 | 同時ネット | 1996年10月 -    |
| 宮城県         | 東日本放送（khb）            | テレビ朝日系列 | 金曜日 21:00 - 21:54 | 同時ネット | 番組開始 -      |
| 秋田県         | 秋田朝日放送（AAB）          | テレビ朝日系列 | 金曜日 21:00 - 21:54 | 同時ネット | 1992年10月 -    |
| 山形県         | 山形テレビ（YTS）            | テレビ朝日系列 | 金曜日 21:00 - 21:54 | 同時ネット | 1993年4月9日 -  |
| 福島県         | 福島放送（KFB）              | テレビ朝日系列 | 金曜日 21:00 - 21:54 | 同時ネット | 番組開始 -      |
| 長野県         | 長野朝日放送（abn）          | テレビ朝日系列 | 金曜日 21:00 - 21:54 | 同時ネット | 1991年4月12日 - |
| 新潟県         | 新潟テレビ21（UX）           | テレビ朝日系列 | 金曜日 21:00 - 21:54 | 同時ネット | 番組開始 -      |
| 静岡県         | 静岡朝日テレビ（SATV）       | テレビ朝日系列 | 金曜日 21:00 - 21:54 | 同時ネット | 番組開始 -      |
| 石川県         | 北陸朝日放送（HAB）          | テレビ朝日系列 | 金曜日 21:00 - 21:54 | 同時ネット | 1991年10月 -    |
| 中京広域圏     | 名古屋テレビ（メ〜テレ/NBN） | テレビ朝日系列 | 金曜日 21:00 - 21:54 | 同時ネット | 番組開始 -      |
| 近畿広域圏     | 朝日放送テレビ（ABC TV）     | テレビ朝日系列 | 金曜日 21:00 - 21:54 | 同時ネット | 番組開始 -      |
| 広島県         | 広島ホームテレビ（HOME）     | テレビ朝日系列 | 金曜日 21:00 - 21:54 | 同時ネット | 番組開始 -      |
| 山口県         | 山口朝日放送（yab）          | テレビ朝日系列 | 金曜日 21:00 - 21:54 | 同時ネット | 1993年10月 -    |
| 香川県・岡山県 | 瀬戸内海放送（KSB）          | テレビ朝日系列 | 金曜日 21:00 - 21:54 | 同時ネット | 番組開始 -      |
| 愛媛県         | 愛媛朝日テレビ（eat）        | テレビ朝日系列 | 金曜日 21:00 - 21:54 | 同時ネット | 1995年4月 -     |
| 福岡県         | 九州朝日放送（KBC）          | テレビ朝日系列 | 金曜日 21:00 - 21:54 | 同時ネット | 番組開始 -      |
| 長崎県         | 長崎文化放送（ncc）          | テレビ朝日系列 | 金曜日 21:00 - 21:54 | 同時ネット | 1990年4月 -     |
| 熊本県         | 熊本朝日放送（KAB）          | テレビ朝日系列 | 金曜日 21:00 - 21:54 | 同時ネット | 1989年10月 -    |
| 大分県         | 大分朝日放送（OAB）          | テレビ朝日系列 | 金曜日 21:00 - 21:54 | 同時ネット | 1993年10月 -    |
| 鹿児島県       | 鹿児島放送（KKB）            | テレビ朝日系列 | 金曜日 21:00 - 21:54 | 同時ネット | 番組開始 -      |
| 沖縄県         | 琉球朝日放送（QAB）          | テレビ朝日系列 | 金曜日 21:00 - 21:54 | 同時ネット | 1995年10月 -    |

### 過去にネットしていた局
いずれも当時のネットワークに属したもの。
- 岩手県・テレビ岩手（日本テレビ系列）
  - 岩手朝日テレビ開局までは不定期で放送。
- 山形県・山形放送（日本テレビ・テレビ朝日系列）
  - 1987年10月 - 1988年9月、1989年4月 - 1993年3月にの期間にネット。放送時間は金曜日深夜 23:50 - 24:45（3時間50分遅れ） → 水曜日夕方17:00 - 17:55（5日遅れ）→ 水曜日深夜 23:55 - 24:50の同じく（5日遅れ）と変遷。
  - 山形テレビのネットチェンジに伴う放映権移行に伴い、1993年3月を以て打ち切り。
- 長野県・テレビ信州（日本テレビ・テレビ朝日系列）
  - 1987年9月25日で同時ネット打ち切り、1988年4月29日から1990年9月28日までは深夜の遅れネットとなった。
- 愛媛県・南海放送（日本テレビ系列）
- 大分県・テレビ大分（日本テレビ・フジテレビ・テレビ朝日系列）
  - 1993年3月打ち切り。

### 番販遅れネットを実施していた局
- 富山県

富山テレビ（フジテレビ系列）- 1994年5月1日より日曜 1:35 - 2:30枠にてネット開始するも、途中で打ち切り、後に北日本放送に移行。
北日本放送（日本テレビ系列）- 2004年10月2日から2005年3月19日まで土曜未明（初回は土曜 0:50 - 1:45）にて放送。
- 山梨県

山梨放送（日本テレビ系列） - 放送終了時期不明
- 高知県

高知放送（日本テレビ系列） - 1996年10月から2012年9月まで放送。日本テレビ側の編成（スポーツ中継等）の都合上、欠番となった回もあった。
- 島根県・鳥取県

山陰放送（TBS系列） - 2000年10月から2013年10月初旬まで放送。

### 日本国外での放送
- 無綫電視 - J2（香港）

2008年7月5日 - 2019年7月6日。
- Animax Asia - （香港他）

2007年3月 - 2008年6月。
- 緯来日本台 - （台湾）

2002年11月1日 - 2013年10月20日。
- テレビジャパン - （NHK国際放送 / 北米）

2007年4月 - 隔週放送のため未放送分あり。
- 中国中央テレビ風雲音楽チャンネル - 北京時間

2005年8月 - 2011年1月。毎週土曜日に半年前の番組を放送していた。

## その他
- タモリが1987年4月3日に総合司会（2代目）となった後、しばらくの間はタモリを模した番組マスコットを用いていた。1987年はテレビをモデルとしたものが、1988年は星をモデルとしたものがスタジオ内のモニターに映った[注 151]。星をモデルとしたものは、当時の番組オープニングにも登場している。